# 海賊戦隊ゴーカイジャー
『海賊戦隊ゴーカイジャー』（かいぞくせんたいゴーカイジャー）は、2011年2月13日から2012年2月19日まで、テレビ朝日系列で毎週日曜7時30分 - 8時（JST）に全51話が放送された、東映制作の特撮テレビドラマ、および作中で主人公たちが変身するヒーローの名称。
キャッチコピーは「派手に行くぜっ!」。

## 概説
スーパー戦隊シリーズ第35作目を記念した作品。過去34作のスーパー戦隊とのクロスオーバーを最大の特徴とした本作品は過去に34戦隊が地球を守り続けて来た世界という地続きの世界観を設定し、ゴーカイジャーたちは本来の姿に加えて過去のスーパー戦隊の戦士に自由に変身する能力を持つ。原作者が異なる『ゴレンジャー』、『ジャッカー』も登場する関係上、本作品は八手三郎と石ノ森章太郎の共同原作となっている。過去作品とのクロスオーバーおよびその力の習得、過去の戦士への二段変身という設定は、2009年放送の平成仮面ライダーシリーズ第10作『仮面ライダーディケイド』とほぼ同じだが、登場ヒーローの数が同作品よりも膨大であるため、制作陣の中には困難との声もあったと言われている。
ゴーカイジャーのモチーフは、シリーズ初となる海賊である。これには宇宙海賊という設定のほか、作中でマーベラスたちが発言している通り、過去のヒーローの姿を借りる、つまり「海賊版」という意味も含まれており、オープニングナレーションなどで「海賊の汚名を誇りとして名乗る」と称されるように、単純な正義の味方ではないアウトローとしての性格付けがされている。
ゴーカイジャーの初期メンバー5人はシリーズ初となる全員が宇宙人という構成で固められ、地球との縁や戦う理由がまったく存在しない状態から物語が始まる。これについて、東映プロデューサーの宇都宮孝明は「本来地球とは無関係で自由奔放な彼らが、どのようにして地球を守る戦士となるのか、という経緯も本作品のテーマの1つである」と語っている。「ゴーカイジャー」という名称は彼らの「豪快さ」から来ており、宇都宮は「『残虐さ』から来た『ザンギャック』とともにシンプルすぎるネーミングが恥ずかしい」と語っている。
過去のスーパー戦隊シリーズに登場したキャラクターがゲストとして登場した際には職業などが多少変化している場合もあるが、基本的に設定は踏襲されている。また、原典の物語の後日談が描かれている場合もあり、過去作品に登場する用語なども登場している。メインライターの荒川稔久は、宇都宮からはレジェンドよりもゴーカイジャーを描くべきとの意見があったと証言しているが、一方で過去の作品を知らない子供層には、レジェンドが何者なのかわかりにくくなってしまったことを自身の反省点として挙げている。
新番組予告の放送は例年より早く放送開始の2か月前、2010年12月26日放送の『天装戦隊ゴセイジャー』第45話や『スーパー戦隊VSシリーズ劇場』（関東ローカル放送）最終回で流された。東日本大震災に伴う休止の影響で撮影スケジュールに遅れが生じ、最終回放送寸前の2012年2月まで撮影が延びた影響から、シリーズ恒例として本放送終了後に予定されていたVシネマは制作されなかった。

## 演出
上記のように主人公とその仲間であるゴーカイジャーが過去作品のヒーローに変身して戦闘をする場面があり、基本的には原典と同じ特撮演出がなされているが、世代に幅がある戦隊の場合は現代風にアレンジされている。また、BGMについても、レジェンドが登場する回では戦闘シーンで原典の主題歌のインストゥルメンタル版が流用されているが、アレンジされたものであったり、使用されない回もある。
本作品ではオープニングナレーションが2パターン存在し、ゴーカイジャー中心のエピソードとレジェンドが登場するエピソードで使い分けられている。「スーパー戦隊シリーズ 35th anniversary」のロゴも後者のエピソードでは冒頭部分ではなく、歴代34戦隊の集合映像の後に表示される。
また本作品からはCM入りならびにCM明けにおけるアイキャッチ映像とBGMが廃され、代わりに画面右下に番組ロゴが表示されるようになった。さらに提供クレジットが15秒から10秒に短縮された。
前作までデータ放送は出席簿方式であったが、本作品以降は同時期の『仮面ライダーオーズ/OOO』に合わせ、番組独自のデータ放送に移行した。

## 商業展開
本作品の玩具展開は「レンジャーキーシリーズ」と「ゴーカイマシンシリーズ」の2方面を主力として位置付けており、特にキーアイテムのレンジャーキーを主体とする「レンジャーキーシリーズ」では全てのレンジャーキーを商品化するため、玩具でレンジャーキーの5個セットを多く販売した。また、ガシャポンで毎月新商品を出したり、レンジャーキーを2個付属させた入浴剤のシリーズを販売するなど、多様な商品展開を行った。
未商品化の過去の戦隊のレンジャーキーは、テレビシリーズの放送が終了した2012年以降もセット商品やガシャポン、プレミアムバンダイの通信販売としてシリーズ展開が行われた。また次番組である『特命戦隊ゴーバスターズ』以降の作品や『仮面ライダーオーズ/OOO』、メタルヒーローシリーズからもレンジャーキーがラインナップされた（特に『獣電戦隊キョウリュウジャー』からは敵側のデーボス軍幹部も登場している）。この「レンジャーキーシリーズ」は2012年上半期時点で通算2,000万個以上を出荷。歴代戦隊史上最高記録を打ち立てた。
一方、「ゴーカイマシンシリーズ」は従来の戦隊ロボような3号以降のロボットや全合体を排し、各商品でのギミックを重視している。
玩具売り上げは第3四半期の時点ですでに前作の92億円を上回り、前々作の『侍戦隊シンケンジャー』に匹敵する104億円を記録。最終的な売り上げは130億円で、『炎神戦隊ゴーオンジャー』を越えた。

## あらすじ
宇宙の全てを我が物にしようとする宇宙帝国ザンギャックの大艦隊が地球を襲撃した。地球の平和を守るために立ち上がったのは、数々の悪から地球を守り続けてきた、34のスーパー戦隊だった。
戦いの末、34大スーパー戦隊はザンギャックの大艦隊を退けることには成功したものの、その勝利の代償として戦う力を失い、その力はレンジャーキーと呼ばれる鍵となって宇宙へ散らばってしまった。彼らはやがて伝説の存在になり、この戦いは後にレジェンド大戦と呼ばれるようになった。
そのレジェンド大戦から数年後。地球に眠るという宇宙最大のお宝を求めて、キャプテン・マーベラス率いる海賊戦隊ゴーカイジャーと名乗る5人の宇宙海賊が地球に訪れた。お宝を探して地球を散策する5人だが、時を同じくしてザンギャックが地球への再侵攻を開始。ザンギャックの非道なふるまいが気に入らない5人は宇宙からかき集めた34大スーパー戦隊のレンジャーキーを使い、勢いで戦いを挑む。
宇宙最大のお宝を探すため、ザンギャックとの正面衝突を覚悟しながらも地球に留まることにしたゴーカイジャー一同。元々正義感が皆無の彼らにはザンギャックと戦い、地球を守る義理は一切持っていなかったが、地球の人々や歴代スーパー戦隊メンバーのレジェンドとの出会い、そしてゴーカイシルバーの力を手にした地球人伊狩鎧の仲間入りを経て、次第に地球の「守るべき価値」を見出していく。しかし一方で、ザンギャックに私掠許可を与えられた宇宙海賊で、かつてマーベラスが所属していた赤き海賊団を裏切り壊滅へと追いやったバスコ・タ・ジョロキアも、宇宙最大のお宝を手に入れるため、スーパー戦隊の大いなる力を狙っていた。

## 登場人物

### 海賊戦隊ゴーカイジャー
伝説の宇宙最大のお宝を求めて地球にやって来た宇宙海賊。海賊旗に描かれたシンボルマークは髑髏に見立てた鍵と交差した2本のカットラス。名乗りにはキャッチフレーズや口上が存在せず、コードネームのみとシンプルなものとなっている。
変身後のスーツは、海賊帽をモチーフとしたマスクをはじめ、海賊をイメージした意匠で統一されている。レンジャーキーの力で歴代のスーパー戦隊の姿に変身可能であり、その際には原典にない技を使用することもある。
メンバーは変身前・変身後とも本名や愛称で呼び合っている。
海賊を名乗ってはいるが、あくまでも宝を求めて宇宙を旅することを目的としているうえ、略奪行為の常習者ではなく、そうした行為におよぶ場合も相手はザンギャックや犯罪者など、弱者を虐げる非道な者に限定される。表面上は宝にしか興味がないと公言し、正義を標榜（）することもなく、この星の価値を完全に見出した終盤まで地球人の鎧以外は地球を守ることを公言することはない。そのうえ、主にマーベラス・ジョー・ルカの3人がレジェンドと会うたびに不遜な態度をとることで誤解を受け、いざこざが生じている。
その一方、弱者を虐げる行為や筋の通らないことを嫌うためにザンギャックらと真っ向から敵対し、どんなに不利な状況であろうとも決して敵に屈服しない心の持ち主たちである。このことが、強敵・グレートワルズとの決戦の際に自らの大いなる力を目覚めさせることに繋がった。
本作品における「海賊」の呼び名はザンギャックから名付けられたものだが、メンバーはこれを誇りとして好んで自称している。メンバーは別々の星の出身者であり、ザンギャックとは深い因縁がある。地球での存在は認知されており、当初は快く思わない者や恐れていた者もいたが、終盤ではスーパー戦隊として認められる。生活費は主にルカの指輪を売ったお金で工面しており、きちんと代金を払って地球の店で買い出しを行う場面も多い。
元々ザンギャックからは小悪党程度の扱いで懸賞金がかけられていたが、地球において真正面から敵対するようになって以降は額が大幅に上がり、ワルズ・ギルを倒した後はさらに懸賞金の額が高騰したうえに、ハカセはダマラスを倒した際の功績でさらに上昇する。
皇帝アクドス・ギルを倒してザンギャックを壊滅状態に追い込むと、数か月後には自分たち以外のレンジャーキーを本来の持ち主に返却し、「宇宙で2番目のお宝」を求めてザンギャック本星へ旅立つ。
キャプテン・マーベラス
ゴーカイジャーのキャプテンにしてゴーカイガレオンの二代目船長。懸賞金は当初150万ザギン、第5話時点で300万ザギン、第15話時点で500万ザギン、第39話時点で制限額なし（UNLIMITED REWARD）。一人称は「俺」。決めゼリフは「派手に行くぜ!」。
常に誰に対しても上から目線の俺様タイプで、尊大で高慢、傲岸不遜。考えるより先に行動するタイプで、大胆不敵かつ豪胆な行動で目的に突き進むため、仲間を振り回すこともしばしばだが、本当に判断力が問われる場面では弱音を決して吐かず、常に冷静であり、芯は強い。船長という立場ではあるが、仲間たちとは基本的に対等な関係で接しており、その絆は固い。料理などの家事は苦手でポーカーなどはあまりにも強気な性格が災いしてハカセすらあきれるほど弱い。ゴーカイジャーでも随一の大食漢であり、大好物は肉料理とカレーライス。
元々は単独で宇宙を旅し宝を求めていたが、ザンギャックの宝物庫でアカレンジャーキーを見つけた際にアカレッドと出会い、彼の誘いを受けて赤き海賊団に加入する。僚友であったバスコの裏切りにより赤き海賊団が崩壊したため、アカレッドが別れ際に残した言葉に従い宇宙最大のお宝を見つけることを目標に決め、新たな船長として現在の仲間を集める。また恩人のアカレッドを裏切ったバスコを許しがたき敵と明言して憎んでおり、彼が絡むとやや感情的になる。
『海賊戦隊ゴーカイジャーVS宇宙刑事ギャバン THE MOVIE』では、少年時代に忍び込んだ貨物船がザンギャックに襲われた際に、「よろしく勇気」を口にした男性（一条寺烈 / ギャバン）に助けられ、それが「海賊の原点」となった過去を明かす。
『スーパー戦隊最強バトル!!』では、変わり者チームの一員として、バトルに参戦する。
- メインライターの荒川稔久は、マーベラスのキャラクターについて夢のためには手段を選ばず、仲間をパワフルに牽引し何事にも動じない親分と設定しており、イメージソースとして俳優の三船敏郎を挙げている。また、第43話でのハカセへの台詞に象徴される仲間に対するスタンスは、元中日ドラゴンズ監督の落合博満の理念を基にしている。
- マーベラス役の小澤亮太は、ビビらずに偉そうにしているなど、「余裕」にこだわっており、焦るのはバスコが絡むときのみでブレないようにしている。基本的にしゃべらないキャラのため、余裕なときと負けているのに盛り返したときに「余裕だぜ」という意味を込めて「ふん」を出している。

ゴーカイレッド
マーベラスが変身する戦士。
剣・銃の両方を駆使した荒々しい戦法を得意とし、まれに二刀流を披露することもあり、銃の腕前は相手の銃弾を弾き落とすほどである。
全員で一つの戦隊に変身する際はレッドの戦士に変身する。全員バラバラの戦隊であったり追加戦士・番外戦士つながりで変身した際やスーパー戦隊以外の戦士に変身する際もボディが赤い戦士に変身しており、他の色になったケースは全て全員で同じ色の戦士に変身した場合に限られる。
- ゴーカイレッドのスーツアクターを務めた福沢博文は、レッドのアクションに映画『プリンス・オブ・ペルシャ/時間の砂』のイメージを取り入れている。名乗りのポーズについて、福沢は当初海賊の親分というイメージからタバコを弾くような動作を提案していたが、子供番組のためタバコを連想させる動作は不採用となり、そこから派生して襟を弾く動作となった。集合名乗りのポーズでは、映像での腕を組んだもののほかに、樽に足を乗せたようなポーズも候補に挙がっていたが、レッドの体勢が低くなってしまうため没となった。

ジョー・ギブケン
チーム内ではサブリーダーにしてゴーカイガレオンの副船長。懸賞金は当初100万ザギン、第5話時点で200万ザギン、第15話時点で400万ザギン、第39話時点で800万ザギン。一人称は「俺」。
ゴーカイジャーでも随一の剣士で、二刀流の使い手。腰まで届く長髪を後ろで一つに束ねている。常に冷静沈着で、口数の少ない無愛想でクールな孤高の男性だが、根はシャイで優しく情に厚い生真面目な努力家。周囲のみならず自分にも厳しいストイックな性格で、作中ではゴーカイガレオンの船内などでしばしば腹筋・腕立て伏せなどの肉体の鍛錬や剣の鍛錬・手入れを行っている。ケーキを始めとする菓子作りが特技で、素直にありがとうが言えない口下手なため、それによって謝意などを伝えることもある。大好物は鳥の手羽先。戦意を示す際は左手首を触る癖がある。ポーカー勝負では毎回仲間に勝つほど強く、ロイヤルストレートフラッシュを出したこともあるが、本人は「本気を出したルカには勝てない」と語っている。
かつてはザンギャック軍の特殊部隊に所属しており、バリゾーグに改造される前のシド・バミックは当時の先輩であり、彼に対しては敬語で話す。ザンギャック兵としての初の任務で、子供を殺す命令に反発して、上官と対立したために投獄され、シドに「自分たちはザンギャックに騙されていた」と知らされて彼と共に逃走し、シドと別れてゴーミンに追われているところをマーベラスに助けられ最初の仲間となっている。マーベラスの自由奔放な行動には文句が絶えず、アイムが加入する以前は頻繁に衝突していたが、赤き海賊団のころからの付き合いであるナビィを除けば最も付き合いの長いメンバーであり、2人の信頼関係は非常に深い。またバリゾーグとの因縁は、第30話で元・イエローライオン/大原丈からの叱咤激励を経て、シドの魂だけでも救うと決意し、第38話でその本懐を遂げるまで続くこととなる。
- 荒川は、動的なマーベラスに対しジョーを静的なパートナーと設定し、人物像のモデルに元中日ドラゴンズ選手・監督の高木守道を挙げている。また、初期案での名前はケン・ギブジョーであり、これは高木の出身校である「岐阜県立岐阜商業高等学校（県岐阜商＝ケン・ギフショウ）」に由来する。
- 左手首を触る癖は、山田自身が考えたアイデアで、ザンギャック時代のジョーが手袋を戦闘前に直していた癖がそのまま癖になったという設定である。

ゴーカイブルー
ジョーが変身する戦士。
ゴーカイサーベルの二刀流を用いるが、一刀のみの場合は相手に対する余裕から左手を背後に構えて右手だけで戦うことが多い。
全員で一つの戦隊に変身する際はブルーの戦士に変身する。原典のブルーの戦士が女性の場合、スーツが男性用のものとなる。レッドと同じくブルーが全戦隊にいる関係上、他の色に変身するケースが稀である。
- 一刀のみで戦う際に左手を後ろに構えるスタイルは、ゴーカイブルーのスーツアクターである押川善文が銃を使わない理由付けとして考案したものであり、片手でも戦えるという余裕の現れとしている。

ルカ・ミルフィ
ボーイッシュで活動的な元女盗賊。ジョーに続いてゴーカイジャーに加入した。懸賞金は当初30万ザギン、第5話時点で75万ザキン、第15話時点で150万ザギン、第39話時点で300万ザギン。一人称は「私」あるいは「あたし」。口癖は「バッカじゃない（の）」。
ゴーカイジャー加入前は妹のフィアや幼馴染のカインら親を亡くした子供たちと共に貧民生活を送り、時にはザンギャックの武器倉庫から「夢」のために最高純度のエナジークリスタルを盗み出していたが、その最中にフィアが衰弱死する。その後も武器倉庫での盗難を続けていたところ、同じく戦艦の倉庫に潜入したマーベラスとジョーに出会い仲間となる。
常に余裕をうかがわせる言動をする勝気な性格で、言葉遣いが荒く気も強いが、弱者を慈しむ心を持つ。また、多くを語らず誤解を受けやすいマーベラスやジョーと、陰ながらにほかのメンバーの間で架け橋になっている仲間思いの面も持つ。お宝に目がなく鑑定眼にも優れており、長い貧困生活を送っていたことから金銭に対する執着心はメンバーでも随一。ただし、金のために仲間を売るようなことはしない。金にこだわる理由は「星を買い取ってザンギャックに親を奪われた子供たちが笑顔で暮らせる世界を作る」という心に秘めた夢を叶えるためであり、宇宙海賊になってからは「宇宙全体を買い取る」という夢へとスケールが大きくなったが、「口に出すと叶わなくなる」という理由から仲間にも明かさずにいる。
時として、ハカセをはじめとした他のメンバーに肘鉄を食らわすこともある手厳しい姿も見せる。寝る前に流れ星を見つけることが日課になっている。巧みにイカサマをするため、ポーカー勝負は1番強いジョーをして敵わないと評される。何もできずにフィアを死なせた経験からアイムを妹のように気遣う。嫌いな食べ物はブロッコリー。
『スーパー戦隊最強バトル!!』では、ガイソーグに捕らわれていたところを、マーベラスに救出される。その後、彼の命令により惑星ネメシスのバリアを破壊した。
- 荒川は、ルカの人物像について巨悪に虐げられた底辺の人が力をつけて立ち向かう象徴と位置づけている。
- ルカ役の市道真央は、クールな部分は男性のアニメキャラクターを参考にしており、「はぁ？」というセリフはギャル系の子の口調のニュアンスを取り入れているという。また、落ち着いている時や冷静な時と、お宝関係の話題の時のテンションの高さにギャップを出すため、普段は低めに声を出している。

ゴーカイイエロー
ルカが変身する戦士。第44話では木下小夜が変身する。
戦闘スタイルはジョーと同じく二刀流で、二刀を合体させて戦うほか、投げた剣をワイヤーで自由自在にコントロールする戦法を得意とする。戦闘体制に入る際に腕の肘から先をぐるぐると回す癖がある。身軽な動きで敵を翻弄する。
全員で一つの戦隊に変身する際はイエローの戦士に変身する。原典のイエローの戦士が男性である場合は、スーツが基本的に女性用のものとなる。イエローが存在しない戦隊では、ホワイトの戦士に変身する他、色つながりや追加・番外戦士になる際はこれら以外の色にも変身している。『テン・ゴーカイジャー』ではゴーカイグリーンに変身した。
- 名乗りのポーズは、当初ルカが色気を武器にするという設定があったため、挑発的な感じとなった。

ドン・ドッゴイヤー（ハカセ）
メカニック担当。通称「ハカセ」であり、鎧からは「ドンさん」と呼ばれる。頭髪はパーマの金髪。ゴーカイジャーにはルカに次いで加入。ゴーカイジャーの中ではムードメーカー的存在。懸賞金は当初100ザギン、第5話時点で1,000ザキン、第15話時点で5,000ザギン、第39話時点で5万ザギンと他のメンバーに比べて極めて少なく、ザンギャック・バスコからは取るに足らない存在として粗雑に扱われていたが、第43話での戦功により第44話時点で鎧と同額の30万ザギン。一人称は「僕」。
ザンギャックに自分の生まれた星を滅ぼされた後、別の寂れた惑星の荒野で修理屋を営んでいたがルカに不時着したゴーカイガレオンのメインコンピューターの修理を頼まれ、一度は彼らが宇宙海賊だと知り怯えるも「一度引き受けた仕事は断らない」というポリシーから引き受ける。その後、コンピューターの修理だけでなく掃除や料理などの身の回りの世話をしたことでマーベラスに気に入られたのをきっかけに仲間となる。そしてその際、「ハカセっぽい」という理由でマーベラスに「ハカセ」という呼び名をつけられる。
手先の器用さを活かし、日常生活では主に料理当番を務める。几帳面で家事全般もこなし、通称の通りメカニックに精通し、頭脳明晰で知識も幅広く情報分析を得意とするが、良くいえば常に最悪の事態を想定して確証がないと動けない慎重派、悪くいえば控え目で気弱な臆病者であるため、マーベラスの大胆な行動に尻込みすることが多い。温和ではあるが、他のメンバーがマイペースであったことに腹を立て、説教したこともある。初期メンバーの中では地球人に対して友好的に接する描写が多い。当初はピンチに至ると、誰かの後ろに隠れることが多かった。鎧に対しては当初は嫉妬心から反発的な態度が多かったが、後に和解する。また、鎧のレンジャーキーの融合からあることを思いつき、それがゴーカイシルバー ゴールドモードを誕生させるきっかけとなった。
- 荒川稔久によると名の由来は「ドンと来いや!」からで、名前負けしているという設定とのこと。
- 荒川は、当初第3話でザンギャックに科学者の父を殺害され、その恐怖で立ちすくんだがトラウマとなっているという展開を検討していたがカットとなり、具体的な過去を描かなくてもキャラクターのイメージが定着していったため引き伸ばしていった。また『VS宇宙刑事ギャバン』では、テレビシリーズで彼の過去が確定する前にはマクー首領のドン・ホラーの孫というアイディアもあったが、没になったという。

ゴーカイグリーン
ハカセが変身する戦士。
戦闘の際は主にブルーと武器を交換し二丁拳銃を駆使して戦うが、ジョーが「愉快な戦い方」と評するプロレス技を使用するなど他の5人よりコミカルなアクションが多く、アクロバティックでトリッキーな戦法を得意とする。またアタッチメントのロープを用いることも多い。戦闘技術に関しては未熟であり、マーベラス・ジョー・ルカから叱られることが多く、ジョーからは「戦いもろくにできそうにない技術者」と称されたこともある。名乗りの際の彼の動きは手汗を太腿で拭う動作から来ているが、無意識であり本人は自覚していない。
全員で一つの戦隊に変身する際はグリーンの戦士に変身する。グリーンが不在・6番目にあたる追加戦士である場合は主にブラックの戦士に変身する。どちらもいない場合、基本的に戦隊内では4番目にあたる追加戦士に変身している。『テン・ゴーカイジャー』ではゴーカイイエローに変身した。
- ゴーカイグリーンのスーツアクターを務めた竹内康博は、宇都宮からの「ハカセはヘタレで戦いが苦手」という説明をもとに、ジャッキー・チェンが演じるへなちょこキャラをイメージしており、第10話で草をまとったあたりからスタッフにもグリーンは何をやってもいいと認識されるようになったと述べている。

アイム・ド・ファミーユ
ザンギャックにより滅ぼされたファミーユ星の元王女。初期メンバーの中では最後にゴーカイジャーに加入した。懸賞金は当初50万ザギン、第5話時点で100万ザキン、第15話時点で200万ザギン、第39話時点で400万ザギン。一人称は「わたくし」あるいは「私」。
お嬢様育ちのためにやや世間知らずな面があるが、困っている人を放っておくことができない広い懐を持つ心優しい性格で、鎧以外の他のメンバーに比べて地球を守りたいという意思を表に出すことが多い。その出自から常におしとやかで上品な言葉遣いで話し、他のメンバーを「さん」付けで呼ぶが、ナビィやザンギャック、バスコのような敵に対しては呼び捨てとなる。
ファミーユ星滅亡の際に両親を眼前で殺され自らの無力さを痛感しており、向上心・自らを厳しく律する心を持つ。ファミーユ星滅亡後に別の惑星でマーベラスたちと出会い、他の星に逃れたファミーユ星の生き残りに対し、手配書を通して自らがファミーユ星の象徴として生き、ザンギャックと戦っていることを伝えるため宇宙海賊に志願する。当初はその育ちの良さから戦闘・家事に苦労していたが、経験と根性で力量を上げていった。前述の優しい性格から対立の多かったメンバーの緩衝材となり、結束を強めていく。ファミーユ星を滅ぼした皇帝親衛隊員であるザツリグに遭遇した際には普段の落ち着きを失うほどに取り乱したが、仲間との協力でザツリグを倒す。
船内ではハカセ共々料理・家事を担当している。飲み物は紅茶派で、作中では紅茶を飲んでいることが多い。王女時代は外に出ることを許されなかったり、家庭教師に勉強を教わっていたため、庶民の暮らし・学校生活に憧れを抱いており、時々下町にひとりで散歩に出かけている。
大人しく、慎ましい性格ではあるが、マーベラス以上に大胆な行動にでることもあり、彼女なりの海賊らしさを身に付けている。
髪型は当初はロングヘアにカチューシャだったが、物語中盤以降はポニーテールにしている。変身シーンは、ロングヘアのままだがカチューシャを外した状態に変更された。
- 荒川は、アイムの人物像を海賊らしくない高貴な人と設定しており、イメージソースとしてアニメ映画『ルパン三世 カリオストロの城』のヒロイン・クラリスを挙げている。いわゆる「お嬢様」ではなく、王女としての品格や忍耐力を意識しており、攻撃に対してみだりに驚いたり脅えたりするような描写は避けている。

ゴーカイピンク
アイムが変身する戦士。
戦闘スタイルはハカセと同様に二丁拳銃だが、トリッキーなハカセに対して、華麗かつ優雅な戦法を得意とし、片手で二つの拳銃を撃つこともできる。ゴーカイサーベルを使用する際は逆手に構える戦法を得意とする。
全員で一つの戦隊に変身する際は基本的にピンクの女性戦士に変身し、ピンク不在でホワイトがいる場合はホワイトの女性戦士に変身する。どちらも不在の場合は、基本的に4番目の追加戦士であるブラックバイソンか5番目にあたる男性追加戦士に変身し、その際はスーツが女性用のものとなる。

伊狩 鎧（）
第17話より登場し、その後ゴーカイジャーに仲間入りした押しかけ海賊見習いで、ゴーカイジャー唯一の地球人の青年。年齢やゴーカイジャー加入前のことに関しては、作中ではほとんど明らかになっていない。第19話時点でザンギャックに海賊として10万ザギンの懸賞金が懸けられ、第39話時点で30万ザギン。一人称は「俺」（第40話では「僕」）。決めゼリフは「ギンギンに行くぜ!」。初登場の第17話では「真っ赤な太陽背に受けて、青き心に正義は宿る！黄色い歓声浴びまくり、ぷにぷにほっぺをピンクに染める、緑の若葉のニューヒーロー。ギンギン輝くその名も、ゴーカイシルバーっ！」と名乗った。
正義感が強く、お調子者かつ常にハイテンションで明るい性格。幼少時に親の都合で何度も転校させられた経験がある。
元々は普通の地球人だったが、交通事故から少女をかばって瀕死の重傷を負った際、幻想の空間の中に現れた仲代壬琴（アバレキラー）・タイムファイヤー・ドラゴンレンジャーの3人にその勇気を認められ、ゴーカイセルラー・ゴーカイシルバーキー・3戦隊の大いなる力を授けられてゴーカイジャーに押しかけ参戦する。
「ヒーローらしさ」にとことんこだわる行動で当初はゴーカイジャーを戸惑わせたが、「ザンギャックを倒し宇宙全体を平和にする」と言い切る根性と真っすぐな気持ちをマーベラスに気に入られ、見習い扱いながら正式にゴーカイジャーの一員となる。
「誰よりもスーパー戦隊を愛する男」を自称し、スーパー戦隊が元々好きで、強い憧れを抱くとともに深く広い知識量を持つ。独自に「スーパー戦隊大百科」という題名の内容充実なスクラップブック数冊を作り上げたり、レジェンドに遭遇すると歓声を上げ嬉々としてサインを頼むほどである。
身体能力は戦闘経験のある5人に負けず劣らず高く、わずかな違和感から罠を見抜くなど勘も鋭い。船内では掃除・買い出しの手伝いを担当している。ハカセと同様に料理上手。複数のレンジャーキーを一つに融合させる能力を持つ。
レジェンドや先輩である初期の5人を真剣に尊敬しており丁寧な態度で接し、アイムと同様に他のメンバーを「さん」付け、ハカセのことも本名で「ドンさん」と呼ぶ。それに対して、ザンギャックやバスコのような敵および子供に対しては、呼び捨てで普通の口調になる。憧れのスーパー戦隊の戦士たちよりも彼らの意思を尊重している。第50話で宇宙最大のお宝を破壊したことによりマーベラスらに「一人前の海賊」として認められる。
最終話で地球の友人たちに別れを告げ、宇宙海賊として旅立った。
- 荒川は、シリーズ当初にレジェンド戦隊の解説役として『秘密戦隊ゴレンジャー』の江戸川総司令の孫娘を登場させることを想定していたが、このキャラクターが物語の中心になってしまいかねないことから没となり、その後「レジェンド戦隊をリスペクトする地球人代表」という要素が鎧に継承された。また、荒川は地球人のエピソードを増やしたいとの考えから、鎧をゴーカイガレオンに乗船させず、自宅から通いで合流するという設定を想定していた。

ゴーカイシルバー
鎧が変身する戦士。
額のマークは初期の5人とは異なり、錨がモチーフとなった専用のマークが用いられているが、胸のマークは初期の5人と同じシンボルマークになっている。また、彼のみが作中にて夢で現れた3戦隊の大いなる力から成る豪獣神・ギンガマン・メガレンジャーの大いなる力を使用した。
全員で一つの戦隊に変身する際はカラーや順番に関係なく追加・番外戦士に変身する。合流当初は意思疎通ができておらず自分だけ別の戦隊に変身するケースが多々とあったが、マーベラスたちにスーパー戦隊のことを座学で教えたことでこの点は改善される。追加・番外戦士が存在しない戦隊や、これらを含めても5人以下の戦隊では変身せずゴーカイシルバーのまま戦闘を続けるか、他の戦隊の戦士あるいはゴールドモードに変身する。また追加戦士が存在しない色つながりで変身する時のみ初期メンバーの戦士に変身する。
- デザインは水兵をモチーフとしており、頭部は海賊帽ではなくバンダナを象っている。

ゴーカイシルバー ゴールドモード
ゴールドアンカーキーを用いて豪快チェンジしたシルバーの強化形態。キー自体が歴代15追加戦士の力が宿ったアーマーに巨大化・変形してシルバーが装着し、錨マークが描かれたマスクの上部分が下がることで変身完了する。通常時よりも戦闘能力が上昇し、ゴーカイスピア・アンカーモードを用いて戦う。
『スーパー戦隊バトル ダイスオーDX』ではテレビシリーズには登場しない、初期メンバー5人のゴールドモードが登場する。テレビマガジンオリジナルDVDと『スーパー戦隊最強バトル!!』ではレッドがゴールドモードに変身している。
- 強化アーマーという設定はパワーレンジャーシリーズのバトライズドアーマーを基にしており、当初は重装甲のデザインで検討されていたが、わかりやすさを重視する宇都宮の意見によりレジェンドのマスクが並んだものとなった。

### ゴーカイジャーの関係者
ナビィ
ゴーカイジャーをサポートするオウム型のロボット。マーベラスと同様に元赤き海賊団の一員。第43話で公開処刑されかかったマーベラスを救出するハカセの作戦に参加し、マーベラスが「7人目の海賊」と発言したことにより懸賞金をかけられ、第44話時点で50ザギン。一人称は「オイラ」。
かなりのお調子者。いい加減な言動でゴーカイジャー一同を振り回す一方、マーベラスから「鳥」呼ばわりされたり、アイム・鎧を除いたメンバーからも雑な扱いを受けているが、彼らとの結束は固く、特に赤き海賊団のころからの付き合いであるマーベラスとの絆は深い。
自分の意思に関係なく、天井や壁などに激突して強い衝撃を受けることで戦隊関連の言葉を告げて大いなる力のヒントを占うお宝ナビゲート機能を搭載。その内容は当たってはいるものの非常に曖昧かつ大雑把であることに加え、スーパー戦隊に詳しくない初期メンバー5人が全く理解できず、役に立たないと言われてきた。鎧が仲間になったことでようやく予言の意味を理解可能になったが、鎧でも理解できないナビゲートをすることもあるうえに、鎧もレジェンドのその後の行方までは知らないため、苦労することに変わりはなかった（ゴーゴーファイブやオーレンジャーがその例）。ザンギャックの気配を感知する機能・通信機能も持っており、ゴーカイガレオンの外に出てゴーカイジャーをサポートする活躍を見せることもある。
本人は知らなかったが、エネルギー供給なしに稼動し続ける永久機関を持ち、尽きることのないエネルギーで稼働する宇宙の物理法則を無視したイレギュラーな存在である。また、ゴーカイガレオンやレンジャーキーと同様、宇宙最大のお宝を手に入れるためには重要な存在で、バスコも必要としている。34のスーパー戦隊の大いなる力を揃えた結果、扉の形に変形し、その錠前の鍵穴に歴代レッド34人のレンジャーキーを差し込むことで、宇宙最大のお宝への道が開かれる。
最終話ではザンギャックの大艦隊の前に劣勢に立たされていたゴーカイジャーの前に、バスコが遺したフリージョーカーを操縦して現れ、マーベラスと鎧によるギガントホース強行突入へのきっかけを作った。
- デザインは篠原保が担当。デザインモチーフはオウムと古びた宝箱。木製のボディにアンティークのラジオや時計などをモチーフとした機械パーツを組み合わせ、クラシカルな装飾を施している。

アカレッド
地球でレジェンド大戦が勃発していたころから宇宙を旅していた赤き海賊団のリーダー。ザンギャックにとっては最大の反逆者である。
レンジャーキーを探して宇宙を旅している途中にマーベラスとバスコに出会い、仲間に引き入れた。バスコの裏切りでザンギャックと戦闘になった際に負傷したマーベラスを守るため、彼にレンジャーキーの入った宝箱とナビィを託して単身でザンギャックに立ち向かい生死不明となった。以降はマーベラスの回想に登場することが多かったが、第38話では夢のような世界でマーベラスを激励し、奮い立たせている。
マーベラスに宇宙最大の宝が地球にあることを伝えた張本人であり、彼の行動の指針になっているが、レンジャーキーにまつわる秘密などを全てマーベラスとバスコに話していたわけではなかった。元は地球の出身で、その真意は「集めたレンジャーキーを元の力の持ち主たちに返して地球を守るつもり」だったらしく、マーベラスとバスコはそのための手伝いをさせられていたとバスコが語っている。
作中にてその消息が明かされることはなかったが、最終話で全てのレンジャーキーが元の力の持ち主に戻った際、マーベラスの前に幻影として現れた。
『199ヒーロー大決戦』では、宇宙空間からレジェンド大戦を見守っていた。
『轟轟戦隊ボウケンジャーVSスーパー戦隊』に登場した時と姿はほぼ同じだが、胸の「30」マークが「35」になっていたり、ベルトのバックルの「X」が三重となっている部分に「V」が追加されているなど、「35」を示すものに変更している。

### レジェンドとその関係者
地球を守り続けてきた、歴代スーパー戦隊34組の戦士たち。ゴーカイジャーが地球にやって来る数年前に宇宙帝国ザンギャックと戦い撃退に成功したものの、その代償に戦う力を失い、現在は伝説として語り継がれている。彼らの力はレンジャーキーに姿を変え、ゴーカイジャーの手中にあったが、ザンギャック壊滅後はそれぞれの持ち主の手に戻った。原典で死亡した戦士も参戦しており、作中に登場した彼らはいずれも変身した姿である。レジェンドたちの関係者も合わせ、本作品での登場順に各戦隊ごとにまとめて記載する。1話に複数の戦隊のレジェンドが登場した場合はそれらをまとめて記載する。
戦士としての力を失ったレジェンドたちはそれぞれ日常の人生を歩んでおり、中にはゴーカイジャーに大いなる力を託す者もいればレンジャーキーを手に入れて戦士の力を取り戻そうとゴーカイジャーに接触する者もいる。また、ゴーカイジャーが彼らをレジェンドとは知らずに出会う場合もある。原典でのキャラクターの詳細についてはそれぞれ名前のリンクを参照。
- 当初は近年の戦隊を登場させる予定だったが、カーレンジャーが登場できる見込みになってから解釈が広がっていった[79]。また企画当初は、変身後のヒーローのみを登場させる予定であった[3]。宇都宮は、最終3話は監督の竹本昇の尽力により全戦隊からの出演を達成できたと証言している[3]。

小津 魁（）
第2話・第3話に登場。元魔法戦隊マジレンジャーのマジレッドである魔法使い。ゴーカイジャーと初めて接触したレジェンド。
服装は原典最終話（Final Stage）での「インフェルシア親善大使」と同じであるが、大人びた性格になっており、髪色は当時に比べて茶色になっている。「魔法を忘れた魔法使い」と名乗り、マーベラスとハカセに試練を課して勇気を試し、宝のためではなく仲間のために勇気を奮い立たせたハカセに「宇宙最大の宝を手に入れるには34のスーパー戦隊の大いなる力を解放する必要がある」と告げ、お宝の存在とマジレンジャーの大いなる力を託す。レジェンド大戦の影響でマジレッドへの変身能力を失っていると同時に、自ら魔法を使うこともできなくなっているため、一時的に天空聖者フレイジェルの協力を得ている。

ドギー・クルーガー、礼紋 茉莉花（れいもん まりか / ジャスミン）、赤座 伴番（あかざ ばんばん / バン）
第5話に登場。かつて特捜戦隊デカレンジャーとして宇宙の犯罪を取り締まった宇宙警察地球署所属の刑事たち。
元デカマスターで地球署署長のドギーは署内から逃亡したマーベラスを一度は確保するも、トリガー星人ブラムドが地底ミサイルによる地球の大都市を同時多発的に大爆発させる作戦を行う現場に遭遇する。敵の作戦を食い止めようとする過程の中でマーベラスの誇りを信じるとともに彼を解放し、デカレンジャーの大いなる力を託す。最終話にてドギーはデカマスターキーを手にしており、宇宙に旅立ったゴーカイジャーをシグナルマンと共に見送る。
元デカイエローであるジャスミンは警察署内でゴーカイジャーと遭遇し、海賊行為の容疑でマーベラスを逮捕しようとする。元デカレッドであるバンは事件が終わった後に調査報告をするためにドギーの元へ現れ、ゴーカイジャーの海賊容疑はザンギャックの捏造だったことを伝え、ゴーカイジャーに「俺たちの力を下手に使ったら承知しない」との言葉を送る。
3人とも原典と同様の制服を着用し、ジャスミンはSPライセンスを、ドギーはマスターライセンスをそれぞれ逮捕執行および連絡に使用しているが、変身はできない。バンの髪型は『魔法戦隊マジレンジャーVSデカレンジャー』の時と同じく、長髪となっている。
- 番組当初はゲストはレッド役のみという方針であったが、バン役の載寧龍二のスケジュールの都合からドギーがメインとなり、また第5話監督の坂本浩一がジャスミン役の木下あゆ美のファンであったことから出演を要望した。

漢堂 ジャン（）、マスター・シャーフー
第7話に登場。元獣拳戦隊ゲキレンジャーのゲキレッドである獣拳使いとその師匠。
ジャンは力（変身能力と激気）を失った現在もマスター・ジャンとして子どもたちに拳法を教えており、教えを請うたハカセとアイムに修行の心得を説き、修行半ばで去ろうとしたハカセの変わろうとする気持ちを見て、ゲキレンジャーの大いなる力を授ける。シャーフーはゴーカイジャーとは出会わなかったものの、事件が終わった後にジャンの前に現れる。
2人とも原典と同じ衣装で登場し、ジャンは首から慟哭丸を下げている。
- 第7話の脚本を担当した香村純子は、ジャンのキャラクター性と原典で描かれた成長とのさじ加減が難しかったと述べている。

獅子 走（）
第9話に登場。元百獣戦隊ガオレンジャーのガオレッドである獣医師。
原典では新米だったが、本作品では開業医になっている。変身能力を失っているため、戦士の証であるガオジャケットではなく白衣および私服を着用。
天空島でザンギャックもろともガオライオンに撃退され、地上に逃げ戻ったゴーカイジャーと遭遇する。原典のころよりも幾分か落ちついた物腰となっているが、怪我をしたアイムを治療するなど、その優しさや正義感は失われていない。ガオライオンのことをアイムとハカセに訪ねられたため自分がガオレッドであることやガオレンジャーの力がガオライオンのものであることを話した。当初は態度や口の悪さからお宝を奪うことしか目に入らないマーベラスたちを信用できずにいたが、住民を守りながら戦うゴーカイジャーに彼らなりの正義を見出し、ガオライオンに語りかけ彼らにガオレンジャーの大いなる力を託した。
- 第9話の脚本を担当した香村は、原典での突っ走る熱血漢のイメージで執筆していたが、年齢相応の落ち着きを出してほしいという宇都宮の要望により修正された。

志葉 薫（）、丹波 歳三（）
第11話・第12話に登場。元侍戦隊シンケンジャーの姫シンケンレッドである志葉家十八代目当主とそのお供の家老。
薫は当初、シンケンジャーのキーを奪い返すべくゴーカイジャーに接触したが、後に彼らの強い絆を認めてジョーに双ディスクを渡すとともにシンケンジャーの大いなる力を託す。薫は姫シンケンレッドへの変身能力とモヂカラを失ってはいるが、剣でジョーと互角に渡り合ったり、ゴーミンを倒していくなど高い戦闘能力は健在。
- 薫の衣裳は、アクションでの動きやすさを考慮し原典よりも薄着となった。メインライターの荒川は、『シンケンジャー』を視聴した際は丹波に注目しており、本作品では薫と丹波の掛け合いに注力したという。

陣内 恭介（）
第14話に登場。元激走戦隊カーレンジャーのレッドレーサーである男性。
原典では自動車会社勤務だったが、本作品では役者に転身しており、紙芝居を通じて子どもたちに交通安全を教える啓蒙活動を行っている。一人称が「俺」から「私」へ変わり、髪型や髪色も変わっているが私服や性格は原典と同じ。原典では地球を「チーキュ」と発音したシグナルマンにその間違いを突っ込んでいたが、本作品では恭介自身も「チーキュ」と発音している。恭介が原典で勤めていた自動車会社ペガサスについては触れられていない。
他のレジェンド戦士と違い、ザンギャックに拉致されそうになると分かるや一目散に逃げ、ジェラシットの攻撃からハカセを盾にして防ごうとするなど、戦闘能力は「一般市民」並に落ちてしまっている。
カーレンジャーの大いなる力と引き換えにゴーカイジャーに自身が企画した交通安全がテーマの芝居に協力させようとしたり、インサーンに惚れられ追いかけ回されたりするなど、ゴーカイジャーの面々を散々振り回し、彼らから半ばあきれられている。
カーレンジャーの大いなる力は、ナビィから「あまり役に立たない大いなる力もあるもんだ」と一蹴されてしまう。
- 第14話の脚本を担当した浦沢義雄は『激走戦隊カーレンジャー』のメインライターであったが内容をほとんど覚えておらず、唯一気に入って覚えていたというキャッチフレーズの「戦う交通安全」を題材とした。宇都宮は、浦沢が原典の設定を一番無視していると評している。
- 恭介役の岸は本作品の出演にあたって、『カーレンジャー』最終回でゾンネットが着けていたペンダントロケットとコーヒー牛乳を発注しており、コーヒー牛乳は台本に書かれていなかったため、いきなりテストでやった際にゴーカイジャーのキャストに驚かれたという。また岸は脚本を読んだ際、「（浦沢が）まったく設定を忘れている」と思ったという。

仲代 壬琴（） / アバレキラー、ドラゴンレンジャー、タイムファイヤー
第18話に登場。爆竜戦隊アバレンジャーの追加戦士の青年。自身と複数の共通項を持った恐竜戦隊ジュウレンジャーのドラゴンレンジャーと未来戦隊タイムレンジャーのタイムファイヤーと共に鎧の幻想の空間に現れ、自らを省みずに子供を助けた鎧にときめきを感じ、ゴーカイセルラーとゴーカイシルバーキー、さらには3戦隊の大いなる力を託す。

ヒュウガ、リョウマ
第20話に登場。星獣戦隊ギンガマンの故郷であるギンガの森に住む兄弟。2人とも原典と同じ衣装で登場。
元黒騎士である兄のヒュウガは鎧に戦士としての覚悟を問い質し、最終的に彼を戦士と認めたうえでバスコから奪取した黒騎士キーにギンガマンの大いなる力を込めて託す。
元ギンガレッドである弟のリョウマはバスコとの戦いで負傷したマーベラスと鎧以外の4人を介抱し、戦闘終了後に去っていくゴーカイジャーをヒュウガと共に見届ける。ゴーカイジャーも原典の敵と同じ宇宙海賊のため、ヒュウガに「海賊は信用できないか？」と問いかけられた際には「兄さんが認めた戦士だ。それに俺も信じてみたいと思ったんだ。仲間のために自分の身を省みず走り出したあいつらの姿を」と述べる。
- 当初ヒュウガはバスコに大いなる力を奪われるという展開が想定されていた。ヒュウガが戦士としての覚悟を問うという展開は、『ギンガマン』第26話を踏襲している。

明石 暁（）
第21話に登場。元轟轟戦隊ボウケンジャーのボウケンレッドである冒険者。『199ヒーロー大決戦』にて、ゴーカイジャーにボウケンレッドキーを通じてボウケンジャーの大いなる力を託している。原典と同じジャケットを着用。
プレシャス「黄泉の心臓」の回収への協力をゴーカイジャーに要請するために単身ゴーカイガレオンに乗り込み、バスコが大いなる力を強奪できることを知り荒れていたマーベラスにミッションを通じて冒険する喜びを語り、冒険者としての心を説く。
また、アカレッドと面識があるため、去り際には「これでいいんだろ、アカレッド」と呟いている。

巽 マツリ（）
第23話に登場。元救急戦隊ゴーゴーファイブのゴーピンクである国立臨海病院の救急救命士。
本作品でも人命救助の第一線で活動している。重傷を負った少年の搬送中にバスコの襲撃を受け、大いなる力を渡すよう迫られたが、ルカとアイムの作戦によりバスコを欺き無事に少年を搬送。その後、彼女たちにゴーゴーファイブの大いなる力を託す。
- 撮影の都合上、原典のようなレスキュー描写は難しいことから、救命救急士のマツリを中心に原典のテーマである「人の命」を強調した内容となった。

椎名 鷹介（） / ハリケンレッド、野乃 七海（） / ハリケンブルー、尾藤 吼太（） / ハリケンイエロー
第25話・第26話に登場。元忍風戦隊ハリケンジャーである3人の疾風流忍者。3人とも最初は私服で登場し、後に原典と同じジャケットを着用している。
鷹介は派遣社員としてガソリンスタンドで働き、七海は女優として撮影中、吼太は介護施設職員として老人の世話をしていたが、サンダールJr.たち宇宙忍者の気配を感じて再結集。七海は、当時演歌歌手としてデビューしていたが、その後女優に転向している。
当初はゴーカイジャーたちを信用せずレンジャーキーの返還を求め、彼らとの対立を避けようとするハカセとアイムからハリケンジャーのキーを渡してもらい自ら変身し、敵に捕らえられたマーベラスたちを救う。その際、ゴーカイジャーとの共闘を経て彼らを認め、レンジャーキーを返却しハリケンジャーの大いなる力を託す。
- 名乗りシーンは新規に撮影された。

結城 凱（） / ブラックコンドル
第28話に登場。鳥人戦隊ジェットマンのメンバーだった孤高の不良気質の男性。
原典の最終話で、レッドホークの天堂竜とホワイトスワンの鹿鳴館香の結婚式当日、ひったくりに刺されながらも出席した凱はベンチで倒れ、その後の生死が曖昧なまま物語が締め括られたが、本作品では死亡した扱いとされている。だが彼の死は世間では公表されておらず、「消えたブラックコンドル」として人々に語られ続けている。
天国の神様（美女）とのポーカー勝負に勝利した褒美として、神様に与えられた不思議な力で一時的に復活し、現世を訪れる。平穏に暮らすジェットマンの仲間たちが再び戦いに巻き込まれるのを防ぐため、大いなる力を求めてジェットマンを探すゴーカイジャーの前に現れて「ジェットマンを捜すな」と警告し、マーベラスとジョーのモバイレーツを強奪した。その後、仇敵のキアイドーへの恐怖を消せないマーベラスを叱咤。力を失った状態ながらもブラックコンドルに変身し、ザンギャックと戦う姿を通じて、マーベラスに恐怖を克服させた後、ジョーの分も合わせてモバイレーツを返却し、ジェットマンの大いなる力も託した。戦い終えた後、自分たちが守った青空を守るように告げ、天国に戻った。
本作品にて登場はしていないが、ジェットマンの仲間たちは毎日のように公園墓地にある彼の墓を訪れ、手入れやお供えをしている描写も盛り込まれていた。
鎧にだけは凱の姿が一切見えず、鎧は「自分が地球人だから見えないんですか？」と残念がっていた。
原典とは異なる衣装を着用しており、天国では白いシャツを、現世では黒ずくめの服を着ている。
- 第28話の脚本を担当した井上敏樹は、オファーに際し凱を登場させることを条件とし、凱役の若松俊秀も井上から直接依頼を受け出演に至った。当初、井上は天堂竜/レッドホークを登場させることも考えていたが、主役のゴーカイジャーよりも目立ってしまうと判断し自ら止めている。
- ジョーを殴るシーンでは、ジョーは簡単に殴られるキャラクターではないからハカセに変えてくれとの要望が挙がったが、井上は凱は戦隊史上一番喧嘩が強いと主張し、一番強い相手こそ殴るべきであり、ハカセを殴ったのでは弱い者いじめになってしまうとしてこれを譲らなかった。また、脚本では変身シーンで「クロスチェンジャー」と叫ぶセリフがあったが、若松は井上がこれを納得してはいないと感じ、現場で申し出て無言での変身に変更した。
- 凱が鎧に見えていないのは、地球人には凱が見えていないという設定であり、それを説明するシーンも存在したが尺の都合でカットされた。他にもアイムの喋り方に凱が反応するくだりがカットされている。

三条 幸人（）、三条 笑里（）
第29話に登場。元爆竜戦隊アバレンジャーのアバレブルーであるカリスマ整体師とその関係者。
敵を誘き出すために奮闘したアイムのアバレぶりを称え、ゴーカイジャーに壬琴が説明していなかったアバレンジャーの大いなる力に隠された真の力の存在を告げる。服装はアバレジャケットではなく、原典序盤や最終回でも着用していた黒いスーツを着ている。
「元アバレピンク」を自称するアバレンジャーの協力者だった笑里（旧姓・今中）は『特捜戦隊デカレンジャーVSアバレンジャー』で交際していた幸人と結婚しており、彼の秘書を務めている。アバレンジャーのキーを持たないアイムに、手作りのアバレピンクキーを渡した。
- 脚本の初稿では、アイムと笑里がテレビ局に乗り込んでコスプレを披露しながら歌って踊るという展開が予定されていた。『アバレンジャー』のメインライターも務めていた荒川は、幸人と笑里の結婚は自然な流れと考えていたが、周囲からは意外に思う声が多かったと語っている。

大原 丈（）
第30話に登場。元超獣戦隊ライブマンのイエローライオンである科学者。
本作品では、再建された科学アカデミアで研究者として活動している。ジョーとは名前の読みが同じため、お互いに名前を知る前にアイムが「ジョーさん」と呼んだ際には自分のことだと勘違いして反応している。
ある戦闘で手にしたバリゾーグの設計図の解析をジョーに頼まれ、バリゾーグが元の姿に戻ることはできないことをジョーに告げる。それを聞いて失意のどん底に叩き落とされたジョーに対し、そのうえで悪の道に進んだ友人たちを救えなかった自身の過去と、科学アカデミアに戻った理由として「若き科学者が道を踏み外さないように見守ることで救えなかった友人たちの魂を救いたい」ということを語りながら、叱咤激励する。そして、「（自分と）同じ過ちを繰り返すな」との言葉を送ったうえでライブマンの大いなる力を託す。
イエローライオンへの変身能力を失ってはいるが、それでも生身でゴーミンと戦える戦闘能力を持つ。
原典の第18話から第32話で着ていたものと同じ夏服で登場している。

星野 吾郎（）、丸尾 桃（）
第31話・第32話に登場。国際空軍に所属する軍人であり、その内部組織であるU.A.O.H.＝超力戦隊オーレンジャーのメンバー。
バスコによる地球守備隊襲撃の知らせを受け、元オーレッドである吾郎はオーレンジャーの大いなる力を餌にバスコに取引を持ちかけ誘き出し、奪われた他の戦隊（チェンジマン、フラッシュマン、マスクマン）の大いなる力を取り返す作戦を決行。元オーピンクである桃はゴーカイジャーを足止めし、作戦失敗時にはバスコに奪われる前に彼らにオーレンジャーの大いなる力を託す任務に就いた。作戦は失敗したが、最終的には相手の思惑通りに受け取るのを良しとせずに駆けつけたゴーカイジャーに2人は改めて、オーレンジャーの大いなる力を託した。後にバスコに敗れたゴーカイジャーを介抱し、吾郎は「仲間の力を合わせるときに、俺たちの大いなる力を使ってくれ」と助言を与え、これが後にゴーカイガレオンバスターを完成に導くきっかけになる。
最初は2人とも軍の制服で登場したが、桃はゴーカイジャーのメンバーと初めて接した時には原典と同じU.A.O.H.の制服で現れ、その後は軍の制服を着用し、吾郎はバスコとの交渉時にU.A.O.H.の制服で現れた。
- 物語の都合上、バスコと対峙する者とゴーカイジャーに絡む者が必要であったためレジェンド2人での登場となった。桃ではなく三田裕司（オーブルー）を登場させる案もあったが、第31話・第32話を監督した竹本昇はその場合シリアスな絡みになり視聴者の息が詰まっていただろうと述べている。桃の描写は演じるさとう珠緒自身の人物像が反映されている。衣裳やパワーブレスは東映で保管していた当時のものである。また裕司役の合田雅吏は出演できなかったことを悔しがったという。

天火星・亮（）
第33話に登場。元五星戦隊ダイレンジャーのリュウレンジャーである料理人。ボウケンジャーと同様、『199ヒーロー大決戦』にてリュウレンジャーキーを通じてゴーカイジャーにダイレンジャーの大いなる力を託している。中華風の白いコックコートを着用。
本作品では亀尾商店街の一角にある「赤龍軒」という自身の中華料理店を開き、原典からの夢であった世界一の餃子を作ることを目指す日々を送る傍ら、同商店街の恒例行事である町内会のバザーでも出店して自身の餃子を販売している。転身（変身）できずとも敵に立ち向かう己の姿を通じ、敵にゴーカイセルラーを吸い込まれて変身できないと落ち込む鎧を奮い立たせ、彼に一番大切なものである「みんなを守りたい」という気持ちを思い出させる。
転身する力と気力を失い、年齢的にも壮年期を迎えているものの、原典における熱い性格や身体能力は全く衰えておらず、さらに彼一人でダイレンジャーの名乗りを行う。

江角 走輔（）、炎神スピードル、炎神バスオン、炎神ベアールV、ボンパー
第35話・第36話に登場。元炎神戦隊ゴーオンジャーのゴーオンレッドであるカーレーサーとその仲間たち。ゴーオンジャーの大いなる力は『199ヒーロー大決戦』にて元ゴーオンイエローである楼山 早輝（）がゴーカイジャーにゴーオンイエローキーを通じて託している。
本作品にてスピードルとベアールVは結婚しており、息子のマッハルコンを授かっている。エンジンオーに合体する炎神たちはガンマンワールドの侵略を開始したガイアークの残党と戦うが力を奪われ敗北し、水先案内ロボであるボンパーはその危機を走輔と出会ったゴーカイジャーに知らせ助けを求める。
走輔は原典の最終話（GP-FINAL）ではブランク期間の勘を取り戻すためレーシングカートに乗っていたが、本作品ではモータースポーツのドライバーとなっている。ボンパーとゴーカイジャーと共にガンマンワールドへ向かい、炎神たちと共にゴーカイジャーと行動を共にし、自分たちと無関係の世界を救うことに非意欲的な態度を取りながらもその世界のために戦っていったゴーカイジャーを認めるようになる。コミカルな言動も相変わらずで、鎧のことを「ヨロイくん」と呼んでいる。最初に登場した際は白地のレーシングスーツを着ていたが、ガンマンワールドに向かう際は原典のジャケットに着替えている。
- 走輔役の古原靖久と鎧役の池田純矢は過去に共演経験があり、両者の絡みのシーンの多くはアドリブによるものである。

伊達 健太（）
第39話に登場。元電磁戦隊メガレンジャーのメガレッドである元高校生。
本作品では母校である諸星学園高校に教師として勤務しており、生徒たちから「健太先生」と呼ばれている。大いなる力を求めて同校にやってきたゴーカイジャーに、大いなる力を託す条件として同校に生徒として編入することを提案する。ゴーカイジャーの学校体験中、バスコが同校に仕掛けた爆弾で脅し大いなる力を渡すよう迫るが、生徒たちの協力を得たゴーカイジャーにより難を逃れる。その後、「この高校は生徒たちの夢が詰まった場所である」ことを理解したゴーカイジャーに、卒業証書代わりとしてメガレンジャーの大いなる力を託す。
本作品では、高校時代に健太自身も所属していたデジタル研究会の顧問を務めている。健太の直系の後輩に当たるデジタル研究会の部員たちにはI.N.E.T.の回線に繋げるためのパスワードが伝授されており、これにより爆弾の探知に成功している。また、彼らが起動したシステムに表示されている6つのマークはそれぞれ6人のメガレンジャーの紋章と同じである。また、デジタル研究会の部室には、焼肉が好物であった健太に向けて「部室での焼肉禁止」「ホットプレートを持ち込まない」「焼肉のたれをこぼすんじゃない」といった貼り紙が貼られている。

ドモン、森山 ホナミ（）、森山 未来（）
第40話に登場。元未来戦隊タイムレンジャーのタイムイエローである時間保護局局員とその関係者。
ドモンは豪獣ドリルのコクピットに置いたタイムエンブレムを介してのビデオレターで、「34の大いなる力を揃えるためのチャンスをやる」と言ってゴーカイジャーに「2010年の10月2日へ飛び寝隠神社を守ってほしい」と依頼をする。ドモンは原典と同様、時間保護局の制服となる白いスーツを着用している。
ホナミは西暦2000年の世界でドモンと結ばれた女性で、寝隠神社で外道衆に襲われていたところをゴーカイジャーに助けられる少年の未来はその息子。未来は母親であるホナミの仕事の都合で毎回転校するのが嫌になり、「自立」と称して家出をしたが、鎧の説得により考えを改める。2人は鎧が「神社を守った証拠」として撮影された記念写真に写るが、写真を見たドモンは2人の姿に気付いて号泣した。
この時にゴーカイジャーはドモンが言っていた大いなる力を入手することができなかったが、後にこの依頼の真相は「本来は失われるはずだったカクレンジャーの大いなる力を守る」ことと判明する。
- プロット段階では森山母子の要素はなかったが、ドモン役の和泉宗兵の出演が決まったことにより監督の竹本昇が『タイムレンジャー』テレビシリーズでの要素に決着をつけることを要望し、実現に至った。

曙 四郎（）
第44話に登場。元バトルフィーバーJのバトルケニアである動物好きの男性。
街中でパンダを連れたサンタクロースとしてルカと鎧に遭遇するも、この時点で自らの素性は明かしていない。ゴーカイジャーたちの戦いを見届けたあと、彼らにクリスマスプレゼントとして密かにバトルフィーバーの大いなる力を託す。
後に『ゴーカイジャーVSギャバン』にも登場し、正式にゴーカイジャーたちと対面している。

ニンジャマン、鶴姫（）
第45話・第46話に登場。かつて忍者戦隊カクレンジャーとして妖怪と戦った忍者たち。
カクレンジャーと共に戦っていた三神将の弟子であるニンジャマンは、10年前に動物園から脱走した猛獣に襲われそうになった一人の少女を助けるため猛獣を払い除けたが、行き過ぎた行動により被害を拡大し、罰として三神将によって壺に封印され寝隠神社に納められる。このためレジェンド大戦には参戦しておらず、レジェンド大戦に関する知識もなければ戦う力を失ってもいない。2010年10月2日にて寝隠神社もろともマトリンティスに消滅させられる運命にあったが、ドモンとゴーカイジャーにより歴史が改変され神社の破壊を免れたため、封印から10年後の世界で再び寝隠神社を訪れたゴーカイジャーによって封印を解かれる。レジェンド大戦の詳細を聞かされたうえで大いなる力の譲渡を求められるが、10年前のことを教訓にすぐにはゴーカイジャーのことを信用せずに一旦は断り、彼らが大いなる力を与えるに相応しいかどうかを見極めるためガレオンに住みつく。その後、ゴーカイジャーの姿を見て「人を信じる心」の大切さを痛感し、彼らを認めてカクレンジャーの大いなる力を託したが、それまで彼自身がカクレンジャーの大いなる力であることを知らないでいた。戦いが終わった後は三神将のもとへと去る。なお、2011年6月公開の『ゴーカイジャー ゴセイジャー199ヒーロー大決戦』のパンフレットでは「データスなどと共に巨大戦でザンギャックと戦った結果戦闘不能状態になったんでしょう」と監督の所見があった。
元ニンジャホワイトである隠流忍者の鶴姫は私服ではなく原典と同じ白い忍者装束を着用している。ゴーカイジャーたちとは直接対面せず、最初からゴーカイジャーに地球の平和を任せるつもりでことの成り行きを陰から見守ったが、彼らがニンジャマンを見つけたことで、後を彼に任せて去って行った。
- ニンジャマンのスーツは経年劣化により現存していなかったため、第45話での登場の際に新しく造り直されている。ニンジャマンが紙芝居で説明するシーンは、原典での講釈師をイメージしている。企画段階ではニンジャマンがレンジャーキーになるという案も存在したが、第46話の脚本を担当した香村はこの案が腑に落ちなかったためニンジャマン自身に大いなる力を持たせたと述べている。
- 第45話での鶴姫の登場シーンは決定稿の入稿段階で宇都宮が追加したもので、この時点では出演者が決定していなかったためキャラクターを特定せず「影」と表記していた。衣裳の鎖帷子は『カクレンジャー』当時のものである。

飛羽 高之（）、疾風 翔（）、ダイ、アキラ、星川 レミ（）
第49話に登場。それぞれ元太陽戦隊サンバルカンの2代目バルイーグル、元電撃戦隊チェンジマンのチェンジグリフォン、元超新星フラッシュマンのグリーンフラッシュ、元光戦隊マスクマンのブルーマスク、元地球戦隊ファイブマンのファイブイエロー。
いずれも大いなる力をバスコに奪われていた戦隊の戦士たち。ゴーカイジャーがバスコから奪還した5戦隊の大いなる力の使用を迷っていたときにレンジャーキーが作り出した空間に現れ、改めて5戦隊の大いなる力をゴーカイジャーに託した。飛羽とレミは最終話のエンディングにも登場して、戻ってきた自分のレンジャーキーを手に旅立つゴーカイジャーを見送る。
飛羽は軍服、疾風は黒の革のジャケットに赤いアスコット・タイ、ダイは◇の形の鋲飾りが付いたヘアバンドや赤いラインが入った緑色の上着、アキラは赤い拳法着、レミは黄色の服をそれぞれ着用して登場する。
- 当初は飛羽のみが代表として登場する予定であったが、監督の竹本が各戦隊から1人ずつ登場させることを要望し、自らオファーした。

ゴウシ
第50話に登場。元恐竜戦隊ジュウレンジャーのマンモスレンジャーであるシャーマ族ナイト。原典と同じ衣装で登場。
ザンギャック大艦隊の攻撃で瓦礫に埋まった子供の母親を助けようとしていた鎧と出会い、持ち前の怪力で母親を助けた後、鎧に「地球を守るためなら、宇宙最大の宝を使った代償により自分たちの存在が抹消されてもかまわない」というレジェンドたちの覚悟を伝えた。最終話ではマンモスレンジャーキーを手にしており、宇宙に旅立ったゴーカイジャーを見送る。

山崎 由佳（）、天知 秀一郎（）
第50話に登場。それぞれ魔法戦隊マジレンジャー、天装戦隊ゴセイジャーの関係者。
ザンギャックの総攻撃からの避難活動に手を貸しており、かつて自身がそれぞれの戦隊に希望を与えられたように、絶望した人々を励ましている。
由佳は原典同様にマジレッドのぬいぐるみを手にしており、天知は原典と同じ白衣姿で登場する。

天重星・将児（）、天時星・知（）、巽 ショウ（）、小津 芳香（）、須塔 美羽（）、シグナルマン
最終話に登場。それぞれ元五星戦隊ダイレンジャーのテンマレンジャーとキリンレンジャー、元救急戦隊ゴーゴーファイブのゴーグリーン、元魔法戦隊マジレンジャーのマジピンク、炎神戦隊ゴーオンジャーと共に戦った元ゴーオンウイングスのゴーオンシルバー。同じく大戦に参戦したシグナルマンは激走戦隊カーレンジャーと共に戦ったポリス星の宇宙警察官。
最終話でそれぞれのレンジャーキーを手にしており、ゴーカイジャーと出会うことはなかったが、旅立ったゴーカイジャーを見送る。将児はスカジャンにデニムパンツ、知は紺色の三つ揃いのスーツ、ショウは緑のフライトジャケット、芳香はピンクの衣装、美羽は銀のセレブ風の衣装をそれぞれ着用している。シグナルマンはデカマスターキーを取り戻したドギー・クルーガーと共にゴーカイジャーたちを見送っている。

海城 剛（） / アカレンジャー
最終話に登場。秘密戦隊ゴレンジャーのリーダーだった男性。
レジェンド大戦の際に全てのスーパー戦隊を率いてザンギャックと戦い、力を失った後は『199ヒーロー大決戦』でアカレンジャーキーを通じてゴーカイジャーにゴレンジャーの大いなる力を託す。最終決戦後、自身に戻ってきたアカレンジャーキーを手にしながら、宇宙に旅立ったゴーカイジャーに感謝と声援を送る。立ち去る際にアカレンジャーに変身した。

## ゴーカイジャーの装備および戦力

### 共通装備
レンジャーキー
スーパー戦隊の戦士の力が宿った鍵。個体の名称は「戦士名+キー」で扱われるが、劇中では「戦士名のレンジャーキー」と扱っている。
ゴーカイジャーのものに関しては一切不明だが、34のスーパー戦隊のものはレジェンド大戦によって失われたスーパー戦隊の力が鍵の姿に変化したもので、宇宙全体に散らばったものが赤き海賊団によって回収され、ゴーカイジャーが所持していた。その時に回収されなかった15個の追加戦士と10個の番外戦士のキーはバスコが後に単独で回収し所持していたが、後にすべてゴーカイジャーの手に渡った。鎧は当初ゴーカイシルバーキーのみを所持していたが、後にゴーカイジャーの所持するキーが使用可能になり、主に追加戦士のキーを使用する。
普段はレンジャーモードと呼ばれる各戦士を象った人形の姿をとっているが、セット時には人形の両腕部分を上げ、下半身部分を撥ね上げることで鍵の形をしたキーモードに変化する。普段はゴーカイガレオン内部の居住区に置かれた宝箱に保管されており、戦闘時にはゴーカイバックルに転送される。
ゴーカイジャーがレンジャーキーを用いてレジェンドに変身する場合、特に色・性別による制約はなく、各自がどの戦隊のどの戦士にも変身可能。性別の異なる戦士に変身する場合はゴーカイジャー側の性別に合わせたデザインのスーツに変化する。最終話のみだがデカレンジャー・スワットモードやレジェンドマジレンジャーといった強化形態にも変身可能で、その際の音声は「スーパーレンジャー」となる。
キーの中には地球人の創作物・鎧による2個以上のキーを融合させたものも存在しており、それらもモバイレーツ・ゴーカイセルラーを用いて他のキーと同等の能力を発揮可能。
レンジャーキーに宿った力の本来の持ち主は、自分の力のキーを手にすることで、変身能力をはじめとする力を取り戻せる。取り戻した力をまたキーに変えることも可能。最終決戦の後にゴーカイジャーは34のスーパー戦隊のレンジャーキーを全て返却することを決意し、ゴーカイジャー自身のレンジャーキー・大いなる力を除いては光となって元の持ち主のもとへ還っていった。
『スーパーヒーロー大戦』ではマーベラスが一部のレッドのレンジャーキーを使用している。
続編の『スーパーヒーロー大戦Z』でも、鎧がゴーオンゴールドキーのみを使用している。
『ゴーバスターズVSゴーカイジャー』では、先に地球に戻っていた鎧がレジェンドに一連のことを話して、一部を借りて、ゴーバスターズやザンギャックの戦いなどに使用。すべての事件が解決した後は、「レジェンドたちに返した」とゴーカイジャーたちが語っている。
『ジュウオウジャー』では、本作品放送以後に登場した戦隊のレンジャーキーを新たに所持している。
『スーパー戦隊最強バトル!!』ではマーベラスがアカレンジャー、ハリケンレッド、デカレッド、デンジレッド、マジレッド、ダイナレッドの6本とゴールドアンカーキーを所得している。アカレンジャーキーは、マーベラスが本人から直接託されている。
『テン・ゴーカイジャー』では『ジュウオウジャー』から『キラメイジャー』までに登場した戦隊のレンジャーキーも登場し、鎧がレンジャーキー保管庫から持ち出した各戦隊のレッドのレンジャーキーをレッドとピンクが使用した。
この他にも、『スーパーヒーロー大戦』で仮面ライダーオーズのコアメダルが変化したオーズキー、『ゴーバスターズVSゴーカイジャー』で登場した幻のレンジャーキーとそれが変化したバディロイドキー、レジェンドロボキー、『スーパーヒーロー大戦Z』で登場したメタルヒーローの力が宿っているメタルヒーローキーも存在する。
- バンダイ担当者の村上隆運は、パワーレンジャーシリーズを担当していた経験からソフビフィギュア以外でのフィギュア展開を検討し、さらに鍵への変形ギミックを加えてツール性を持たせるものとなった。
- 最終話で将児が手にしたテンマレンジャーキーと知が手にしたキリンレンジャーキーは、撮影用プロップではなく将児役の羽村英が自作したものを用いている。

ゴールドアンカーキー
15人の追加戦士のレンジャーキーが融合し一つとなった金色のキー。鎧がゴーオンウイングスのキーを融合させたことをヒントにハカセが思いついて鎧に進言し、鎧の15戦士のレンジャーキーを1つにしたいという願い・15戦士の協力により誕生した。追加戦士15人のマスクが刻まれた錨のような形状をしており、ゴーカイセルラー下部の鍵穴に挿すことでゴーカイシルバー ゴールドモードに変身する。また、テレビマガジンオリジナルDVDや『スーパー戦隊最強バトル!!』ではレッドが使用。
ゴーオンウイングスキー
ゴーオンゴールド・ゴーオンシルバーのどちらに変身するか迷っていた鎧の両方に変身できればという願いによって、ゴーオンゴールド・ゴーオンシルバーキーが融合した特殊なキー。このキーによって変身するゴーオンウイングスはキーと同様、右半身がゴーオンゴールド、左半身がゴーオンシルバーという左右非対称な外見であり、ロケットダガーの二刀流で戦う。
ゴーカイクリスマスキー
第44話で鎧がクリスマスに因んでゴーカイレッドキーとゴーカイグリーンキーを融合させたキー。ゴーカイセルラーからの発声は「メリークリスマス」。このキーによって変身するゴーカイクリスマスはキーと同様、右半身がゴーカイレッド、左半身がゴーカイグリーンという左右非対称な外見に加え、マスクの額のエンブレムやゴーグルの縁は金色になっており、ゴーカイサーベル・ゴーカイガンを用いて戦う。
ゴーカイバックル
腰に装着しているベルト。カーギーロードと呼ばれるシステムにより、特定のレンジャーキーを思い浮かべるだけで、キーを収納した宝箱からそのキーが転送される。1度に複数のレンジャーキーの転送も可能。シルバーのバックルには当初レンジャーキーの転送機能がなかったが、メンバーと認められてからナビィによってリンクされ使用可能になった。レジェンドへ豪快チェンジした場合は、これらのベルトもレジェンドのオリジナルベルトへと変化する。
ゴーカイガレオンバスター
第32話から登場。5本のレンジャーキーの力を1つにする、ゴーカイガレオン型の左右二門式エネルギー砲バズーカ。バスコ完全体の前に惨敗を喫したことを切っ掛けに、ハカセが試行錯誤の末に開発し、鎧の「オーレバズーカに似ている」という発言をヒントにオーレンジャーの大いなる力を使用することで完成した。使用時にはゴーカイバックルを用いて召喚する。レバーを引くことで帆の部分がせり上がって照準器となり、5本のレンジャーキーを挿入して引き金を引くことで必殺技を発動する。基本はゴーカイジャーのキーを使用するが、レジェンドのキーでも使用可能。
通常は初期メンバー5人で使用するが、誰か1人が不在の場合にはシルバーを加えた5人で使用する。6人あるいは4人以下での使用・連射も可能。
ライジングストライク
ゴーカイガレオンバスターに5つのレンジャーキーを差し込み、「◯◯チャージ」（◯◯は最後尾のシリンダーに挿入したキーの色）の電子音声と共にエネルギーを収束し、「ライジングストライク」の電子音と共にゴーカイガレオン型のエネルギー弾を放つ最強必殺技。また、『スーパーヒーロー大戦Z』ではメタルヒーローのキーを使用したゴーカイメタルガレオンバスターとなっている。
前述の通り、ゴーカイガレオンバスターは元々はバスコ対策のために開発されたが、肝心のバスコに使用した際には、マーベラス以外の5人で使用したために本来の威力を発揮しきれなかったためか通用しなかった。また、バスコ以上の猛者であるダマラス相手には、ダマラスが弱体化していたことから通用するも、2発目でようやく倒せた。

### 初期メンバーの装備品
変身携帯モバイレーツ
初期メンバーの変身アイテムである折り畳み式携帯電話型アイテム。
本体に設置された鍵穴へレンジャーキーを挿し込んで回すことで、ディスプレイ部分が展開してゴーカイジャーのマークとなってセットしたキーの戦隊名が電子音声で発され、キーに対応した戦士に変身する。モバイレーツとレンジャーキーを別々の人間が持っている状態でレンジャーキーを差し込んだ場合はモバイレーツを持っている人間が変身する。ゴーカイジャーを経由せずに直接レジェンドへの変身も可能。変身に要する時間はわずか0.1ミリ秒（10,000分の1秒）である。
使用者に制限はなく、モバイレーツ・レンジャーキーさえあれば一般人でも変身・武器の使用自体は可能だが、力を引き出すには個人の力量も問われる。
キーに対応した戦士に変身することで、その戦士の能力を使用できるが、その戦士と同じ力を出せるとは限らない。また、ゴーカイジャーはオリジナルの戦士にはない新しい技を使用することもあった。
- デザインはスマートフォンをモチーフとする案もあったが、ギミックの多彩さや海賊というクラシカルなモチーフであることから、従来型の携帯電話がモチーフとなった。音声は個別の戦士名を入れることも検討されていたが、わかりやすさや収録数が多くなることなどから戦隊名のみとなった。

ゴーカイサーベル
初期メンバーの武器であるハイパワーカットラスタイプカスタム剣。セットされたハイパワージェネレーターによって、強力なエネルギーをブレード部分に送り込み、鋭い切れ味を生み出す。
ゴーカイガン
初期メンバーの武器であるハイパワーマケットタイプカスタム銃。ゴーカイサーベル同様、セットされたハイパワージェネレーターによって、エネルギー光弾を生成し、秒間10発を発射する。300メートル以上の射程距離を誇る。
どちらの武器も変身前でも使用可能で、かつては赤き海賊団の武器でもあった。戦闘中は互いの武器を交換し、二刀流・二丁拳銃に切り替えるコンビネーション攻撃も見せる。基本的にブルー・イエローが二刀流、グリーン・ピンクが二丁拳銃、レッドが剣・拳銃を併用して戦う。どちらもワイヤーを射出可能で、フックショット・鞭のような変則攻撃武器としても使用可能。サーベルは片手に二つ以上持つことで連結型と呼ばれる形状に変化する。使用するレンジャーキーは基本的にゴーカイジャーのキーだが、各々が複数の武器で必殺技を発動する場合はそれ以外のキーも使用する。
レジェンドに豪快チェンジした際はこれらの武器もレジェンドの武器になるため、何らかの理由で武器が使えなくなると同時にレジェンドの武器も使えなくなる。第10話では、ジャッカー電撃隊に豪快チェンジした5人が使用したビッグボンバーが、使用後にゴーカイサーベルとゴーカイガンに戻る描写がある。
- 当初は舵輪をモチーフとし銃と剣が合体するギミックが検討されていたが、ややこしいという宇都宮の指摘により武器の持ち替えで各キャラクターの個性を出すこととなった。サーベルの連結は撮影側の案によるものであり、玩具では再現できない。
- ワイヤーでのアクションはCGによって処理されている。アクション監督の石垣広文によれば、当初ゴーカイガンは火薬を用いていたが、予算の都合により途中からCG処理になった。

### ゴーカイシルバーの装備品
ゴーカイセルラー
シルバー専用の変身アイテムであるストレート式携帯電話型アイテム。子供を助けて事故に巻き込まれた鎧が、幻想の空間で仲代壬琴からレンジャーキーとともに渡された。
ボタンの部分にはそれぞれシルバー含む16人の追加戦士の顔が描かれている。レンジャーキーをレンジャーモードの状態でセルラーの内部にセットし、セットしたキーと同じ戦士の描かれたボタンを押すことでスキャンしたキーの戦隊名が電子音声で発され、キーに対応した戦士に変身する。ボタンに描かれている16戦士以外の戦士にも変身可能。カメラ機能も付いており、セルラーのカバーに撮った画像が映し出される。
ゴーカイスピア
シルバーの専用武器であるハイパワートリプルタイプカスタム槍。三叉槍型のスピアモード・銃型のガンモード・後述のゴールドモード専用の錨型のアンカーモードの3形態。変身前でも使用可能。
ゴーカイシューティングスター
鍵穴にレンジャーキーを挿して回すことで、電子音声と共にスピアモードを敵に向かって投げ付ける必殺技。
ゴーカイスーパーノヴァ
ガンモードから強力なエネルギー弾を発射する必殺技。
ゴーカイレジェンドリーム
アンカーモードから召喚された、銃を使うメガシルバー・ガオシルバー・マジシャイン・ボウケンシルバー・ゴーオンウイングス・ゴセイナイトと共に射撃を放ち、それら8発のエネルギー弾が剣もしくは手刀を使うドラゴンレンジャー・キバレンジャー・キングレンジャー・タイムファイヤー・シュリケンジャー・アバレキラー・デカブレイク・シンケンゴールドのエネルギー体に変化して、敵に斬りかかり、最後にシルバー自らがアンカーモードで斬り裂く必殺技。
ゴーカイレジェンドクラッシュ
ゴーカイスピア・アンカーモードで剣を扱う6名の戦士のエネルギー体と共に敵を切り裂く必殺技。最終話では15名全員のエネルギー体と共に攻撃した。

### 初期メンバーの技
ゴーカイスラッシュ
ゴーカイシリンダーの鍵穴にレンジャーキーを挿し込みシリンダーを倒し込むことで、「ファイナルウェーブ」の音声の後、ゴーカイサーベルを振り抜き光の刃を一斉に飛ばす必殺技。
五刀流ブルースラッシュ
ブルーが右手に2本、左手に3本のサーベルの五刀流でブルー系の5つのキーの戦士を模したエネルギー体が攻撃を加えた後にブルー自らが止めをさす必殺技。
ブルー&イエロースラッシュ
ブルーとイエローが同時に二刀流で放つ技。ゴーカイジャーとゴレンジャーのキーで発動する。
ゴーカイブラスト
ゴーカイシリンダーの鍵穴にレンジャーキーを差し込み、最大レベルに銃のエネルギーを高め、「ファイナルウェーブ」の音声のあと、同時にゴーカイガンによるエネルギー光弾の一斉射撃を行う必殺技。
ピンクブラスト
ピンクの単独攻撃。
ゴーカイブラスト&スラッシュ
ゴーカイガンからエネルギー弾を放ち、ゴーカイサーベルの光の刃で加速させて一斉攻撃する必殺技。二丁拳銃でのゴーカイブラストを二刀流でのゴーカイスラッシュで加速させる連携技を使用したこともある。後述のゴーカイスクランブル時・第48話ではレッド単体で使用した。
レッドブラスト&スラッシュ
レッド単独での技。ゴーカイレッドキーとアカレンジャーキーで発動する。
イエローブラスト&グリーンスラッシュ
イエローの二丁拳銃とグリーンの二刀流での同時攻撃。ゴーカイジャーとゴレンジャーのキーで発動する。
グリーンブラスト&レッドスラッシュ
グリーンの二丁拳銃とレッドの二刀流での同時攻撃。ゴーカイジャーとゴレンジャーのキーで発動する。
ゴーカイクリスマススラッシュ
ゴーカイクリスマス単体でガンから放った緑の光弾をサーベルの光の刃で加速させて攻撃する必殺技。
ゴーカイスクランブル
ブルーとイエローが二刀流でのゴーカイスラッシュ、グリーンとピンクが二丁拳銃でのゴーカイブラスト、レッドがゴーカイブラスト&スラッシュによる一斉攻撃を行う必殺技。
一刀流ソウルブレード
ブルーの剣技。ジョーがシドから伝授された技を発展させたもの。

### 合体技
ゴーカイスーパーノヴァ&スラッシュ
シルバーとレッドの合体技。ゴーカイスピア・ガンモードから放つエネルギー弾をレッドが十文字型に作った光の刃で加速させる連続攻撃を行う。
ゴーカイシューティングスラッシュ
ゴーカイジャー6人の合体技。ゴーカイスピア・アンカーモードでのゴーカイシューティングスター・ゴーカイスラッシュを同時に放ち、ゴーカイジャーのシンボルマークを模したエネルギーとして敵に攻撃する。攻撃が命中した後にゴーカイスラッシュのエネルギーが5本のサーベル状に変化し、再度攻撃する。
ゴーカイジャーとハリケンジャーの合体技
ゴーカイ超忍法・ハリケンスクランブル
ゴーカイジャー6人とハリケンジャー3人の合体技。ファイナルウェーブを発動させたゴーカイレッド・ブルー・イエロー・シルバー ゴールドモード・ハリケンジャーの3人は光の刃を、ゴーカイグリーン・ピンクは光の弾丸をそれぞれ一斉に飛ばし、それが合体したハリケンジャーのマーク状のエネルギー刃で敵を切り裂く。
トリプルブラスト
ゴーカイイエロー・ゴーカイピンク・ハリケンブルーが背中合わせに回転しながら銃撃する。

### ゴーカイマシン
ゴーカイジャーが惑星内や宇宙空間で使用する戦闘マシン。船・潜水艦などを摸しているが、本質は全てスペースマシン（宇宙船）であり、どの環境下でも活動可能。各自が後述のゴーカイオーの胴体・四肢を構成する。特殊な次元圧縮によって4つの機体がガレオン船内に格納されており、ジェット→レーサー→マリン→トレーラー→ガレオンの順に入れ子式になっている。操縦は鍵穴を設けた舵輪状の操縦桿ゴーカイダリンで行う。後述の豪獣神もゴーカイマシンに位置する。
ゴーカイガレオン
ゴーカイレッド専用のガレオン船型スペースシップ。ゴーカイジャーの生活・活動の拠点および他の4機のゴーカイマシンの母艦でもある。外からの帰宅・マシン発動時には吊るされたロープを伝って搭乗する。かつては赤き海賊団の拠点だった。
ザンギャックのレーダーにはキャッチされない特殊システムを内蔵する。武器は船体両サイドにある18門の大砲ガレオンキャノンと船尾のウイングのビーム砲やロケット砲。艦首には突進攻撃に用いる剣ガレオンラムが設置されており、これは合体時にゴーカイケンとなる。ゴーカイオーの頭部・胴体を構成する。モバイレーツに「5501」と入力することで呼び出しも可能。他のゴーカイマシンと異なり、操縦席が存在しないため、立って操縦する。ガレオンのコクピットはゴーカイオーの集合コクピットも兼ねており、合体時はレッド以外の4人がここに操縦席ごと移動する他、豪獣ゴーカイオー・カンゼンゴーカイオー時はシルバーも集合コクピットに移動する。
『ゴーバスターズVSゴーカイジャー』ではザンギャック本星でオリジナルは大破してしまうが、過去から転送することにより再び手に入れている。
- 操舵室が本作品のパーマネントセットとなっており、内部は木造船の中層階をイメージしている。
- ミニチュアでの戦闘シーンは、映画『宇宙からのメッセージ』をオマージュしており、ホリゾントは同作品と同じく島倉二千六が手がけた。

ゴーカイジェット
ゴーカイブルー専用のジェット戦闘機型スペースマシン。宇宙空間・大気圏内両方での戦闘が可能で、武器はビーム砲・バルカン砲・機首下部のパワーエネルギー砲。
ゴーカイオーの右腕（ジェット本体）・帽子（垂直尾翼部）を構成する。豪獣ゴーカイオー・カンゼンゴーカイオー合体時には余剰となる。
ゴーカイトレーラー
ゴーカイイエロー専用のトレーラー型スペースマシン。荷台にお宝や航海に必要な装備を積み込む。多重装甲のボディは全マシンの中でも最強の防御力を持つ。上部の小型ビーム砲を武器とする。反重力タイヤで宇宙空間を移動することができる。
ゴーカイオーの左脚を構成する。ガオゴーカイオー・シンケンゴーカイオー・ゴーオンゴーカイオー・カンゼンゴーカイオー合体時には余剰となる。
ゴーカイレーサー
ゴーカイグリーン専用のレーシングカー型スペースマシン。地上以外にも宇宙空間で走行可能な4輪の反重力タイヤを持つ。武器は小型のビーム砲と車体前部のパワーエネルギー砲。
ゴーカイオーの左腕を構成する。豪獣ゴーカイオー・カンゼンゴーカイオー合体時には余剰となる。
ゴーカイマリン
ゴーカイピンク専用の潜水艦型スペースマシン。高い探査・分析能力を持ち、超高感度ソナーを使用し、宇宙空間のあらゆる情報を感知・分析する。武器は小型ビーム砲、自動追尾魚雷、ホーミング機雷。
ゴーカイオーの右脚を構成する。ガオゴーカイオー・シンケンゴーカイオー・ゴーオンゴーカイオー・カンゼンゴーカイオー合体時には余剰となる。

### ゴーカイシルバーのマシン
豪獣ドリル（）
ゴーカイシルバー専用の未来戦闘型ドリルタンク。ゴーカイセルラーにタイムファイヤーキーをセットし、タイムファイヤーが描かれている「0」を3回とゴセイナイトが描かれているコールボタンを押すことで、タイムレンジャーの大いなる力が発動して31世紀の未来（時間保護局）から発進してタイムゲートを通過し、ドリルで時空の壁を突き破って飛行してくる。
遠距離戦闘が得意で、機体各所に備えた計12門の小型ビーム砲とバルカン砲豪獣キャノンによるエネルギー砲弾を連続砲撃による遠距離戦闘・機首部のドリルによる突進攻撃豪獣ドリルアタックを主体とする。
『ゴーバスターズVSゴーカイジャー』では豪獣ドリルのシステムを陣マサト（ビートバスター）の手によって、ゴーバスターズのバスターマシン（GT-02ゴリラ、SJ-05スタッグビートルを除く）にダウンロードして、タイムマシンとしての機能を持たせることに成功した。
- 発進シーンは、『タイムレンジャー』当時のCGを合成している。

豪獣レックス（）
豪獣ドリル時にドラゴンレンジャーキーをセットすることで、ジュウレンジャーの大いなる力が発動して変形する恐竜戦闘型巨大ロボ。荒々しい接近戦闘が得意で、恐竜を模した頭部による頑強な顎と鋭い牙による噛み付き、太い尻尾を敵に叩き付ける豪獣レックスドリル、口からメインエンジンで精製したエネルギーをレーザービームのように発射する豪獣レーザーを用いて戦う。
- 胴体はティラノザウルス、尻尾はドラゴンシーザーをモチーフとしている。

### 大いなる力のマシン・ロボ
ゴーカイオーと合体し、ゴーカイオーを強化する。
- 玩具化された各マシンは、子供層の趣向やギミックのインパクトなどからモチーフが選ばれ、それに各戦隊の要素が当てはめられていった[10]。

マジドラゴン
マジレンジャーのキーによって召喚される伝説の巨大ドラゴン。空中を飛翔し、翼先端の刃や口からの火炎放射によって攻撃する。原典とはデザインが一部異なり、サイズは小さく、体色も赤となり、細部もかなり異なる。
パトストライカー
デカレンジャーのキーによって召喚されるスーパーパトロールカー型マシン。車両前部の小型ビーム砲と車輪のバルカン砲2門を武器とする。ダウンフォースを発生・利用し、瞬間的に壁面をも縦横無尽に走行可能。原典とほぼ同じ機体だが、6輪のタイヤにバルカン砲が備えてある他、パトランプとコクピット部が原典より後部にあり、さらにボンネット部にゴーカイジャーの紋章と5色のカラーリングが施されているなどの異なる部分がある。
ガオライオン
天空島アニマリウムに棲息するライオン型マシン。他のマシンとは異なり、原典と同じ個体だが、サイズが一回り大きくなっており、細部のデザインが異なる。強靭な四肢と各部に搭載された強力なバーニアによって、荒々しく大地を駆け回る。鋭い爪と牙で飛び掛り、攻撃する。戦闘時には鬣が開く。当初はゴーカイジャーとザンギャックを天空島アニマリウムを荒らす敵とみなして攻撃したが、後にゴーカイジャーの正義感を認めたことで、彼らと協力して以降はガオレンジャーのキーによって召喚されるようになった。その際、ゴーカイオーの胸部ハッチから「牙吠」の文字が飛び出る。
- CGは新規に用意されたが、『ガオレンジャー』当時と同じ人物が手がけている。

風雷丸（）
ハリケンジャーの戦力として活躍していた、自我を持った忍者マシン。積極的に戦闘に参加し、巨大な手裏剣に乗っての飛行や、クナイや手裏剣状ダガーなど様々な忍具による攻撃も披露している。宇宙忍者の気配を感じ取って突如現れ、豪獣神と共闘しサンダールJr.の撃破に貢献した。その後ゴーカイジャーがハリケンジャーの大いなる力を得たことで、ハリケンジャーとゴウライジャーのキーによって召喚されるようになった。無数のクナイで敵を壁に拘束する必殺奥義磔手裏剣（）、巨大な風呂敷で対象を覆い超立体3D映像の幻で自由に偽装する超忍法大風呂敷（）、無数の手裏剣を乱射する超忍法・無限手裏剣など、オリジナルの技を使用してゴーカイジャーをサポートする。
- 豪獣神が青系統の色であったため、原典とは異なる緑色となった。

炎神マッハルコン
ハヤブサ（ファルコン）モチーフのフォーミュラーカー型炎神。機体番号「13」。
スピードルとベアールVの間に生まれた息子。一人称は「俺」または「俺様」で、暴走族並に荒っぽい口調で話す。口癖は「バリバリ!」。内心では両親に深い尊敬の念を抱いているが、正義の味方として忙しい両親にかまってもらえなかったことや、両親と違って自分には何もないというコンプレックスから非常に乱暴な性格に育ち、ジャイアン族にも匹敵する両親以上の巨体と持ち前のスピードを活かしてマシンワールドでやりたい放題の暴走行為に明け暮れている。しかし、ゴーカイジャーとのガチンコ勝負の中の説得で彼らの相棒になったことで、見習いの海賊として彼らのメンバーに加わって以降はゴーオンジャーのキーによって召喚されるようになり、ボディにゴーカイジャーのマークがついた。その際、次元の壁を超えてゴーカイオーの胸部ハッチから炎神キャストと炎神ソウルが分離された状態で出現する。マッハルコンの炎神キャストと炎神ソウルは他の炎神のものよりも巨大でゴーカイオーが持つことで、通常の人間が持ったように見えるほど。マッハルコン本人がダメージを受けると強制的にマシンワールドに送り返されてしまう。
機首上部・側面のビーム砲と機体後部からのミサイルを主武器とし、4つのタイヤを収納して飛行するホバーモードに変形可能。
『ゴーカイジャーVSギャバン』では自らヒューマンワールドに現れ、そのまま豪獣ゴーカイオーと合体し、カンゼンゴーカイオーとなる。
『爆上戦隊ブンブンジャー』の第12話では名前のみの登場であったが、結婚式を挙げる予定であることが語られた。
- 子供に人気のあるF1カーが原典では用いられていなかったことから、モチーフに選ばれた。スピードルとベアールVの息子という設定は、ストーリーが反抗期の子供を説得するような展開になったことから加えられた。

ゲキビースト
ゲキレンジャーの大いなる力。ゲキレンジャーのキーによってゴーカイオーの胸部ハッチから出現するゲキタイガー、ゲキチーター、ゲキジャガー、ゲキウルフの4体・獣拳の神サイダインといったサイダイゲキトージャ構成の計5体の巨大な激気の塊。『空飛ぶ幽霊船』ではゲキタイガーのみ登場。
ゴセイヘッダー
『199ヒーロー大決戦』で入手したゴセイジャーの大いなる力。ゴセイジャーのキーによってゴーカイオーのハッチから出現した護星天使の紋章が変化したゴセイカード8枚から出現する初期ゴセイヘッダー5体とスカイック・ランディック・シーイックブラザーそれぞれ3体ずつといった計14体のヘッダー。『空飛ぶ幽霊船』ではドラゴンヘッダーのみ登場。
ダイボウケン
『199ヒーロー大決戦』で入手したボウケンジャーの大いなる力。ボウケンジャーのキーによって召喚され、ゴーカイオーのハッチからNo.1-5のゴーゴービークル5体を模したエネルギー体が出現、そのエネルギー体がダイボウケンに合体して轟轟剣で敵に斬りつけ、幻影のダイボウケンが消えた後に轟轟剣が実体として残る。
スーパーライブロボ
ライブマンのキーによってゴーカイオーのハッチからライブマンの胸のマーク5つが現れて合わさったと同時に出現するライブマンの巨大ロボ。

### 戦闘ロボ

#### ゴーカイオー
5機のゴーカイマシンが海賊合体したゴーカイジャーの主力戦闘用ロボ。非常に高い運動能力・機動力を備え、合体前と同様に宇宙空間での活動が可能。吸収したプラズマや地磁気をエネルギーにする。武器は腰に帯びた2本のサーベルゴーカイケンと胴体ハッチに格納されている巨大な主砲ゴーカイホー。両腕脚のハッチにはゴーカイホーのエネルギー砲弾が格納されており、ゴーカイホー発砲時にはこれらのハッチから随時砲弾が供給・装填される。両肩には4対8門のキャノン砲、両腕にはパワーエネルギー砲、頭部にはバルカン砲などを搭載。背面にはハッチを開くためのダイヤルゴーカイダイヤルが存在し、基本的にレンジャーキーをセットすると同時に自動で回転するが、敵が誤ってダイヤルを回してしまった場合もハッチは展開される。また、首の部分・腹の部分に隠し扉がある。コックピットには、緊急時に備えてのパイロット脱出機能も備えている。
必殺技はゴーカイホーから砲弾を全弾一斉発射するゴーカイスターバースト。第14話ではゴーカイ激走切りを使用。
大いなる力による技は、ゲキレンジャーのキーで発動し5体のゲキビーストのエネルギー体が敵に突撃するゴーカイ大激激獣、ゴセイジャーのキーで発動し14体のゴセイヘッダーが敵に突撃するゴーカイオールヘッダー大進撃、ボウケンジャーキーで発動し出現したダイボウケンから受け取った轟轟剣で袈裟懸けに敵を円月斬りにするゴーカイアドベンチャードライブ、ゴーゴーファイブのキーで発動しゴーカイオーのハッチから出現する巨大な消火ホースからの強力な放水により消火活動を行うビクトリースプラッシュ、ゴーゴーファイブのキーで発動しゴーカイケンで炎の円を描きゴーゴーファイブのマークを浮かび上がらせX字に敵を斬り裂くゴーカイプロミネンス、ライブマンのキーで発動し召喚したスーパーライブロボの胸部と両肩から複数のエネルギー弾を放つスーパービッグバースト、チェンジマンのキーによって発動しゴーカイオーの胸部ハッチから展開したゴーカイホーからアースフォースの砲弾を発射するゴーカイパワーバズーカ、マスクマンのキーによって発動し手刀にオーラパワーを込めて敵を切り裂くゴーカイオーラギャラクシーなどがある。
また豪獣神との合体技として、ダイレンジャーのキーによって発動しゴーカイオーが発生させた気力による炎を豪獣神に纏い豪獣神の右腕のドリルを構えてゴーカイオーと共に敵に突撃するゴーカイ豪獣気力ボンバーを用いる。
戦闘以外でもたびたび合体して活動しており、所有しているレンジャーキーに大いなる力が秘められているか試したり、情報収集のため町の住人に聞き込みを行うために出撃したこともある。
『ゴーバスターズVSゴーカイジャー』ではダイボウケンキーを用いてダイボウケンに変身した。
- 海賊帽のようなヘルメットを取り外した頭部はバンダナのようなディテールとなっている[131]。ハッチオープンのギミックは、宝箱やびっくり箱をイメージしている[10]。元々はレンジャーキーを格納することを想定していたものであったが、玩具での安全性やプロポーションなどの問題からこの案は不採用となった[10]。強化パーツを内部に収納するというアイデアは、後発のロボットが追加されてもゴーカイオー自体が1年間画面に登場し続けられるよう意図されている[10]。ゴーカイマシンをボディの中に入れる関係から、全高30cmと歴代の1号ロボとしてはかなり大型のものとなった[143]。レンジャーキーを背中に差し込むことで解放ギミックが発動する案もあったが、それでは大きくなってしまうことからダイヤルを回すギミックとなった[143]。

マジゴーカイオー
ゴーカイオーとマジドラゴンが合体した魔法戦闘形態。マジドラゴンの翼によって空中を飛翔し、灼熱の炎・荒ぶる竜巻といった魔法攻撃が使用可能。
必殺技は分離したマジドラゴンが発生させた魔法陣で敵を拘束し、5色のエネルギーを降り注がせて粉砕するゴーカイマジバインド。
- びっくり箱のようなギミックのインパクトを見せるため、首と翼が飛び出すドラゴンが最初の合体形態となった。

デカゴーカイオー
ゴーカイオーとパトストライカーが合体した特捜戦闘形態。両手足に装備されたガトリング砲・パトストライカーを分離させた二挺拳銃を使用した銃撃戦を得意とする。ガトリング砲はデカレンジャーロボ・フルブラストカスタムのブラストランチャーを模している。
必殺技は両手足のハッチのガトリング砲で一斉射撃を行うゴーカイフルブラストと分離したパトストライカーが回転しながら全方位にパトストライカーの巨大ガトリング砲からエネルギー光弾を乱射するゴーカイパトストライク。
- マジゴーカイオーがギミック重視であったことから、ゴーカイオーのシルエットはほとんど変えず、オリジナルのデカレンジャーロボと同様のライトサウンドギミックが重視された。初登場した第5話での夜間戦闘は映画『特捜戦隊デカレンジャー THE MOVIE フルブラスト・アクション』を意識したものである。

ガオゴーカイオー
ゴーカイオーから両脚を分離し、空いた下半身にガオライオンが合体した百獣戦闘形態。デザインは原典に登場したガオケンタウロスを彷彿とさせるものになっている。ガオライオンの機動力を活かし、ゴーカイケンやガオライオンの爪を用いる接近戦を得意とする。
必殺技はガオライオンの口内から放つエネルギービームとゴーカイケンでの交差切りで敵を粉砕するゴーカイアニマルハート。
- マジゴーカイオーとデカゴーカイオーで展開ギミックをアピールできたことから、ギミックにこだわらないはみ出した形態となった。

シンケンゴーカイオー
ガオゴーカイオーからガオライオンの頭部・後ろ足・尻尾（兜）が分離し、それぞれ胸部・腕部・頭部に合体した侍戦闘形態。兜には志葉家の家紋が、胸・両肩・両膝には主軸折神のエンブレムがそれぞれ配されている。ゴーカイケンとガオライオンのジェットパーツを合体させた両刃薙刀ゴーカイナギナタとガオライオンの胴体が変形した烈火大斬刀を武器とし、回転斬りによる衝撃波・逆袈裟のX字斬りなど、多彩な剣戟戦を得意とする。また、原典でシンケンオーが使用していた獅子火炎哮（）をガオライオンの口から放つ形で使用する。
必殺技は火のモヂカラによって1,000℃を超える火炎を纏った巨大な烈火大斬刀で敵を一刀両断するゴーカイ侍斬り（）。
- ガオライオンにボリュームがあるため、ケンタウロス形態とは別の形態として追加された。薙刀を振り回すアクションは、アニメ『機動戦士ガンダム』のゲルググをイメージしている。

ハリケンゴーカイオー
ゴーカイオーと風雷丸が合体した忍風戦闘形態。両腕・両脚は手裏剣が飛び出た状態になる。風雷丸が乗っていた巨大な手裏剣を武器とし、鎖と繋げることで中距離攻撃が可能な手裏剣チェーン、全身のハッチから無数の手裏剣を連射するゴーカイ無限手裏剣（）などのテクニカルな技で戦う。
必殺技は分離した風雷丸が桜吹雪の中で分身し、敵を翻弄しながら槍の先端にある巨大手裏剣を発射して斬り裂く必殺奥義・乱れ桜（）を発動するゴーカイ風雷アタック。
原典に登場した轟雷旋風神と同様、合体完了時の名乗りはゴーカイジャーではなく、風雷丸が行う。合体時の口上は「海賊と忍者1つとなりて、天下御免の手裏剣装備!」。
- マスクは旋風神がモチーフとなっている。マスクの装着ギミックは、原典でのシュリケンジャーのフェイスチェンジをイメージしている。

ゴーオンゴーカイオー
ゴーカイオーから両脚が分離し、空いた下半身に炎神マッハルコンが合体した炎神戦闘形態。炎神マッハルコンのスピードを活かした高速での接近戦を得意とし、タイヤを畳むことでホバーモードに変形し、飛行も可能。
必殺技はホバーモードに変形して走行スピードを上げて勢いよく離陸し、加速度的に破壊力を増幅させたゴーカイケンで敵を一刀両断するゴーカイゴーオングランプリ。
ゴレンゴーカイオー
ゴーカイオーの背部にバリブルーンが合体した秘密戦闘形態。初出は『199ヒーロー大決戦』で、テレビシリーズでも第50話に登場。『199ヒーロー大決戦』の時とは異なり、『空飛ぶ幽霊船』と同様、バリブルーンはゴレンジャーのキーによってゴーカイオーの胸部ハッチから出現した。
この形態でダイナマンのキーによって発動し巨大な火球と化して敵に突撃するゴーカイスーパーダイナマイトと、ジェットマンのキーによって発動し火の鳥となって敵に突撃するゴーカイジェットフェニックスを用いた。

#### 豪獣神
読みは「ごうじゅうじん」。
豪獣レックス時にアバレキラーキーをセットすることで、アバレンジャーの大いなる力が発動して変形する爆竜戦闘型ロボ。距離を問わず戦える万能型で、豪獣レックス時の頭部が変形した左手のレックスフェイスと右腕に装備したレックスドリルを武器にする。レックスドリルは三叉に変形して電撃ショック攻撃を放つトライデントモードや大きく展開してバリアを発生させるシールドモードとしても運用可能。
必殺技はアバレキラーキーをセットし、右腕のレックスドリルを高速回転させながら突進して対象を貫くゴーカイ電撃ドリルスピンとドラゴンレンジャーキー・タイムファイヤーキー・アバレキラーキーを順にセットし、3形態に分身して立ち並び、三本のドリルパワーを集中させて敵に打ち込む豪獣トリプルドリルドリーム。
また、ギンガマンの大いなる力として黒騎士キーによって発動し、高速回転しながら黒い稲妻を纏った右腕のドリルですれ違いざまに敵を斬り裂く豪獣鋭断（）を用いる。
『ゴーバスターズVSゴーカイジャー』では大獣神キーを用いて大獣神に変身した。
- 当初のデザインは、『恐竜戦隊ジュウレンジャー』の大獣神の後継機をイメージしており、後にブイレックスや爆竜からドリルなどの要素が加えられた[10][143]。過去のティラノサウルスをモチーフとしたものと重複しないように紺色をメインとしたカラーリングとなった[143]。顔の三角形の意匠は、アバレンジャーの共通ディテールを踏襲している[10]。

ウイング豪獣神
豪獣神の背部にメガウイングが出現した電磁戦闘型巨大ロボ。上空を高速で飛行可能。
必殺技はドリルに槍状のエネルギーを纏い、超高速で飛行しながら突撃するゴーカイスパルタン。
豪獣ゴーカイオー
ゴーカイオーから両腕を分離し、豪獣神の両腕を換装した特殊戦闘形態。豪獣神と同様、右腕のレックスドリル・左腕のレックスフェイスを武器とする。合体時にはピンク以外の5人がゴーカイオー・豪獣神にアバレンジャーのキーをそれぞれ使用する。合体後はシルバーも操縦席と一緒にゴーカイオーの集合コクピットに移動する。
必殺技は、豪獣神同様に右腕のレックスドリルを高速回転させながら突撃して対象を貫くゴーカイ電撃ドリルスピンと右腕のレックスドリルで袈裟懸けに斬り付け、左腕のレックスフェイスによる噛みつきを繰り出すゴーカイレックスドリル。

#### カンゼンゴーカイオー
ゴーカイオー・豪獣神・炎神マッハルコンが海賊合体した完全戦闘形態。決戦機グレートワルズとの戦いの最中で目覚めたゴーカイジャーの大いなる力で合体が可能となった。
豪獣ゴーカイオー同様ゴーカイオーの両腕を豪獣神のものへと換装し、炎神マッハルコンが右手・両足・胸部・兜のパーツとなって構成され、ゴーカイケンは兜の鍬形部分となる。豪獣ゴーカイオー同様、合体後はシルバーも操縦席ごとゴーカイオーの集合コクピットに移動する。
胸部には炎神マッハルコンのパーツが変形したゴーカイジャーのマークを象った巨大なエンブレムがある他、脚部の巨大タイヤでローラースケートのように高速で移動・ホバーモードに変形して浮上・飛行可能で、右手のドリルを高速回転させながら斬り付けるカンゼンドリル、左拳から小型ミサイルを連射するカンゼンミサイルなど、他の全形態を上回る圧倒的な戦闘能力を誇り、その実力は豪獣ゴーカイオーでは全く歯が立たなかったグレートワルズ・等身大戦では苦戦を強いられたダマラスをも圧倒するほどである。
必殺技は左拳のゴーカイビッグハンドを射出し、激しい轟音とともに超高速で敵に撃ち放つゴーカイカンゼンバーストとマジドラゴンの火炎放射・パトストライカーのビーム・ガオライオンのガオソウル・風雷丸の手裏剣と共にゴーカイビッグハンドを撃ち放つゴーカイカンゼンスーパーバースト。
- 巨大な左拳は、豪獣神との差別化や特撮監督の佛田洋の要望などにより取り入れられた[10]。

カンゼンソウル
ゴーカイジャーのキーによってゴーカイオーと豪獣神のハッチから出現する金色の炎神ソウル。グレートワルズとの戦いの中で結束を強くしたゴーカイジャーが「夢を掴む力」に目覚めたことで実体化し、使用可能となった。
炎神マッハルコンの左脇に装填することでゴーカイオー、豪獣神、炎神マッハルコンがカンゼンゴーカイオーへと合体する。なお、既に巨大化済みの炎神マッハルコンに使用するため、ソウルは炎神マッハルコンのものよりも巨大でゴーカイオーと豪獣神で保持する。

### マシン・ロボットのスペック
| 名称                 | 全高                   | 全幅                     | 全長   | 重量    | スピード | 出力        |
| -------------------- | ---------------------- | ------------------------ | ------ | ------- | -------- | ----------- |
| ゴーカイガレオン     | 22 m                   | 21 m                     | 46.3 m | 1,000 t | 900 km/h | 450万馬力   |
| ゴーカイジェット     | 13 m                   | 18.9 m                   | 21 m   | 250 t   | マッハ1  | 125万馬力   |
| ゴーカイトレーラー   | 11.5 m                 | 8.1 m                    | 25.9 m | 300 t   | 250 km/h | 150万馬力   |
| ゴーカイレーサー     | 8.0 m                  | 13 m                     | 20.6 m | 250 t   | 350 km/h | 125万馬力   |
| ゴーカイマリン       | 10.4 m                 | 8.5 m                    | 23.4 m | 300 t   | 120 kt   | 150万馬力   |
| 豪獣ドリル           | 22.2 m                 | 25.5 m                   | 54.0 m | 1,400 t | 400 km/h | 700万馬力   |
| 豪獣レックス         | 37.6 m                 | 20.1 m                   | 50.3 m | 1,400 t | 300 km/h | 700万馬力   |
| マジドラゴン         | 17 m（翼まで：27.5 m） | 7.7 m（翼幅：26.8 m）    | 34.4 m | 400 t   | マッハ1  | 200万馬力   |
| パトストライカー     | 6.2 m                  | 10.9 m                   | 21.5 m | 300 t   | 500 km/h | 150万馬力   |
| ガオライオン         | 21.2 m                 | 25.9 m                   | 42.4 m | 1,600 t | 400 km/h | 800万馬力   |
| マッハルコン         | 17.8 m                 | 28.7 m                   | 68.4 m | 2,100 t | 700 km/h | 1,000万馬力 |
| 名称                 | 全高                   | 全幅                     | 胸厚   | 重量    | スピード | 出力        |
| ゴーカイオー         | 45.0 m                 | 28.5 m                   | 14.0 m | 2,100 t | 400 km/h | 1,000万馬力 |
| マジゴーカイオー     | 45.0 m                 | 28.5 m（翼まで：40.3 m） | 22.2 m | 2,500 t | マッハ1  | 1,200万馬力 |
| デカゴーカイオー     | 45.0 m                 | 28.5 m                   | 13.2 m | 2,400 t | 450 km/h | 1,150万馬力 |
| ガオゴーカイオー     | 45.0 m                 | 28.5 m                   | 42.2 m | 3,100 t | 450 km/h | 1,500万馬力 |
| シンケンゴーカイオー | 49.4 m                 | 28.5 m                   | 23.4 m | 3,100 t | 300 km/h | 1,500万馬力 |
| ハリケンゴーカイオー | 45.3 m                 | 28.5 m                   | 14.0 m | 2,600 t | 500 km/h | 1,250万馬力 |
| ゴーオンゴーカイオー | 39.0 m                 | 28.5 m                   | 68.4 m | 3,600 t | 600 km/h | 1,700万馬力 |
| 豪獣神               | 38.8 m                 | 28.5 m                   |        | 1,400 t | 350 km/h | 900万馬力   |
| 豪獣ゴーカイオー     | 45.0 m                 | 29.0 m                   | 14.0 m | 2,100 t | 450 km/h | 1,000万馬力 |
| カンゼンゴーカイオー | 65.4 m                 | 28.7 m                   | 18.5 m | 3,600 t | 700 km/h | 1,800万馬力 |
| 風雷丸               | 24.5 m                 | 17.8 m                   | 7.4 m  | 500 t   | 500 km/h | 250万馬力   |

### 大いなる力
レジェンドのキーには大いなる力と呼ばれる真の力が存在し、持つにふさわしい者がレジェンドの力と思いを正しく理解して、大いなる力を持つ戦士を認めさせることでその戦士から与えられる。大いなる力を与えられた時にはそれに応じたレンジャーキーが光を放つ。ゴーカイジャーとバスコはこの大いなる力が宇宙最大のお宝を見つける鍵であると推測し、全ての大いなる力の獲得を目標として地球で活動しつつ争いを繰り広げた。また、後にゴーカイジャーも自分たちの大いなる力を手にしている。第48話にてバスコとの決闘を制し、ゴーカイジャーが全ての大いなる力を入手した。
通常はレジェンドのキーをセットしても何も起こらないが、大いなる力が開放されたレンジャーキーをゴーカイダリンおよび豪獣神の鍵穴にセットすることで、レジェンドの力を発動することが可能。多くはゴーカイオーおよび豪獣神の追加武装や必殺技という形式を取るが、中には教訓めいた一種の概念として伝わるものもある。
特に説明がないものは、大いなる力の持ち主だった戦隊の初期メンバーのキー5本を鍵穴にセットするが、『ジュウオウジャー』ではワイルドトウサイキングの操縦席のキューブにレンジャーモードの状態でかざすことで使用できる。
| 戦隊名                   | 大いなる力                            | 入手回                             |
| ------------------------ | ------------------------------------- | ---------------------------------- |
| 秘密戦隊ゴレンジャー     | バリブルーン ゴレンゴーカイオー       | 『199ヒーロー大決戦』              |
| ジャッカー電撃隊         | 不明                                  | 『199ヒーロー大決戦』              |
| バトルフィーバーJ        | 不明                                  | 第44話                             |
| 電子戦隊デンジマン       | 電子満月斬り                          | 『199ヒーロー大決戦』              |
| 太陽戦隊サンバルカン     | 不明                                  | 第49話                             |
| 大戦隊ゴーグルファイブ   | 不明                                  | 『199ヒーロー大決戦』              |
| 科学戦隊ダイナマン       | ゴーカイスーパーダイナマイト          | 『199ヒーロー大決戦』              |
| 超電子バイオマン         | 不明                                  | 『199ヒーロー大決戦』              |
| 電撃戦隊チェンジマン     | ゴーカイパワーバズーカ                | 第49話                             |
| 超新星フラッシュマン     | 不明                                  | 第49話                             |
| 光戦隊マスクマン         | ゴーカイオーラギャラクシー            | 第49話                             |
| 超獣戦隊ライブマン       | スーパーライブロボ                    | 第30話                             |
| 高速戦隊ターボレンジャー | 不明                                  | 『199ヒーロー大決戦』              |
| 地球戦隊ファイブマン     | 不明                                  | 第49話                             |
| 鳥人戦隊ジェットマン     | ゴーカイジェットフェニックス          | 第28話                             |
| 恐竜戦隊ジュウレンジャー | 豪獣レックス                          | 第18話                             |
| 五星戦隊ダイレンジャー   | ゴーカイ豪獣気力ボンバー              | 『199ヒーロー大決戦』              |
| 忍者戦隊カクレンジャー   | ニンジャマン                          | 第46話                             |
| 超力戦隊オーレンジャー   | ゴーカイガレオンバスター              | 第31話                             |
| 激走戦隊カーレンジャー   | 不明                                  | 第14話                             |
| 電磁戦隊メガレンジャー   | ウイング豪獣神                        | 第39話                             |
| 星獣戦隊ギンガマン       | 豪獣鋭断                              | 第20話                             |
| 救急戦隊ゴーゴーファイブ | ビクトリースプラッシュ                | 第23話                             |
| 未来戦隊タイムレンジャー | 豪獣ドリル                            | 第18話                             |
| 百獣戦隊ガオレンジャー   | ガオライオン ガオゴーカイオー         | 第9話                              |
| 忍風戦隊ハリケンジャー   | 風雷丸 ハリケンゴーカイオー           | 第26話                             |
| 爆竜戦隊アバレンジャー   | 豪獣神 豪獣ゴーカイオー               | 第18話                             |
| 特捜戦隊デカレンジャー   | パトストライカー デカゴーカイオー     | 第5話                              |
| 魔法戦隊マジレンジャー   | マジドラゴン マジゴーカイオー         | 第3話                              |
| 轟轟戦隊ボウケンジャー   | 轟轟剣                                | 『199ヒーロー大決戦』              |
| 獣拳戦隊ゲキレンジャー   | ゲキビースト                          | 第7話                              |
| 炎神戦隊ゴーオンジャー   | 炎神マッハルコン ゴーオンゴーカイオー | 『199ヒーロー大決戦』              |
| 侍戦隊シンケンジャー     | シンケンゴーカイオー                  | 第12話                             |
| 天装戦隊ゴセイジャー     | ゴセイヘッダー                        | 『199ヒーロー大決戦』              |
| 海賊戦隊ゴーカイジャー   | カンゼンソウル カンゼンゴーカイオー   | 第38話                             |
| 特命戦隊ゴーバスターズ   | バディロイドキー レジェンドロボキー   | 『ゴーバスターズVSゴーカイジャー』 |
| 仮面ライダーオーズ/OOO   | オーメダル                            | 『スーパーヒーロー大戦』           |

## 宇宙帝国ザンギャック
全宇宙の支配を企む悪の軍事国家。数々の星を侵略しては滅ぼし、圧倒的な武力と恐怖で制圧して宇宙の大部分に広範囲に勢力を広げており、『ゴーカイジャーVSギャバン』の回想描写から少なくとも10年前から侵略を開始していることが確認されている。無数の大艦隊を有する軍事力を誇り、かつその領土は広大であり、ザンギャックと敵対することは全宇宙を敵に回すに等しいとされる。ゴーカイジャーを戦隊名ではなくモチーフで呼んでいる。
物語の始まる数年前に第一次地球侵略艦隊が辺境の星である地球に侵攻したが、歴代のスーパー戦隊と相対して「レジェンド大戦」と呼ばれる大戦争を勃発させる。大艦隊による物量戦で歴代戦隊を敗北寸前まで追い詰めたが、彼らの全ての力を結集した奇跡の力に艦隊を全滅させられ、撤退を余儀なくされた。その数年後、戦力を整えて再び地球侵略を開始する。地球に派遣された部隊は、地球と月の間に旗艦ギガントホースを中心とした大艦隊を置いている。
初期の司令官であったワルズ・ギルの死後、彼の父である皇帝アクドス・ギル自らが親衛艦隊を引き連れて地球侵攻作戦に加わり、直接地球侵略の総指揮を執る。だが最終決戦でアクドス・ギルも戦死したことにより指揮系統を失い、その数ヵ月後には内部分裂が勃発。宇宙全土で影響力を失い、崩壊も時間の問題と報じられた。
『ゴーバスターズVSゴーカイジャー』ではアクドス・ギルの甥であり、ワルズ・ギルの従兄弟でもあるバッカス・ギルが新司令官となり、帝国の再興を目論んだが、ゴーバスターズとゴーカイジャーに敗北。
『スーパーヒーロー大戦』では、全てのスーパー戦隊が倒した敵が団結した大ザンギャックとして蘇った。
シンボルマークはアクドス・ギルの顔を模した髑髏のような中央のユリの紋章に似せたマークの左右に赤と青の双頭の竜がおり、右の赤い竜は剣を、左の青い竜は小銃を携え、下部には紫色のリボンがあしらわれている。
全体的に海洋生物を容姿のバックボーンとし、一部のゲストは歴代シリーズの戦闘員をイメージソースとしている。

皇帝アクドス・ギル
自らを「全宇宙を支配する偉大な皇帝」と称するザンギャックの最高支配者。部下からは「陛下」、ワルズからは「父上」と呼ばれる。スーパー戦隊が力を失った後の地球ならば容易く侵略できると考え、息子のワルズに第二次地球侵略を任せ、ダマラスをその補佐に就かせている。
右目が黒ずんでいる。荒々しい外見ながら物腰は常に落ち着いており、深い愛情を注いでいた息子の死に対しても怒りに身を任せることはなく、冷静に地球侵略を目的に動いている。他者を圧倒する威圧感を放ち、失敗した者には容赦しないが、一目置いている者には名誉挽回のチャンスを与える寛容さも併せ持つ。
戦闘ではアクドソードという大剣を武器に使い、肩からは火球を発射。レッドとシルバーの2人を相手に、鎮座した状態のままでも素手で互角以上に渡り合えるほどの高い戦闘力と強靭な肉体を持つ。
第11話でのデラツエイガーの派遣や第37話でのグレートワルズの提供など、影ながらワルズを支援していたが彼の戦死を知り、第41話にて弔いのために自らギガントホースを訪れ、第二次地球侵略艦隊の総指揮を執る。だが自らの側近であったザツリグが、さらに親衛隊以上の実力者であったダマラスが戦死したことで、事態を重く受け止めて自ら軍の再編成に乗り出す。
第49話よりレジェンド大戦時以上の大艦隊を地球に集め、最終総攻撃を開始。これを阻止するためにフリージョーカーでギガントホースに強行突入したマーベラスと鎧を圧倒するも、鎧に注意を奪われている隙を突かれてマーベラスにギガントホースの操縦桿を奪われての一斉砲撃により大艦隊を全滅させられる。さらに2人のゴーカイスーパーノヴァ&スラッシュを受けてギガントホースの撃沈に巻き込まれるも自力で脱出して地上に降り立ち、ゴーカイジャーに最後の戦いを挑む。しかし連続で繰り出すゴーカイジャーの豪快チェンジに圧倒され、最終的にはゴーカイシューティングスラッシュと至近距離からのスペシャルチャージによるライジングストライクの直撃を受けて敢えなく最期を遂げ、ザンギャックによる全宇宙支配の野望に終止符が打たれる。
『スーパーヒーロー大戦』では、大ザンギャックの大幹部として登場。ワルズ・ギルと共闘するが、会話はあまりない。
- デザインは韮沢靖が担当した。モチーフはダイオウイカ。デザインは元々ワルズ・ギルの没案で、篠原がザンギャック紙幣のデザインに転用し皇帝として再活用された。少し皇帝らしさが足りないと思い、鎧を造形物の写真の上から描き、「金のグラデーションの先端」などの文字指定を入れて完成させた。アクドソードは、当初は多くの刃が付いた剣にはあまり見えない武器として描かれたが、アクション監督の石垣から使い方が分からないと言われたことで、普通のサーベルとなった。

### 第二次地球侵略艦隊
「レジェンド大戦」の数年後に再編されたザンギャックの大艦隊。月と地球の間に本隊を停泊させ、第一次地球侵略艦隊と同じく大艦隊による武力制圧を謀るも、ゴーカイジャーの妨害により尖兵部隊は壊滅し、艦隊による大規模攻撃作戦から行動隊長による地上侵攻作戦へと変更された。艦隊所属の行動隊長を任務に就かせるほか、皇帝親衛隊が艦隊に合流し任務に就くことや、バスコに加えスーパー戦隊に倒された者たちの怨念が集まり誕生した黒十字王やゴーカイジャーを一掃するために雇われた賞金稼ぎキアイドーら外部からの協力者と共同戦線を張ることもある。
当初の艦隊上層部は皇太子のワルズ・ギルが艦隊司令官に就き、その補佐役のダマラス、兵器などの科学分野担当のインサーン、ワルズの護衛役であるバリゾーグの4名で構成されていたが、ワルズとバリゾーグの戦死後の作中終盤には本国から来訪したアクドスとダイランドーが加わって新体制となる。

司令官ワルズ・ギル
ザンギャックの皇太子。アクドスの息子で、ザンギャック本国から地球に派遣された第二次地球侵略艦隊の総司令官。一人称は「俺」。部下たちからは「殿下」もしくは「様」付け、ゴーカイジャーからは「皇帝のバカ息子」や「七光り野郎」、「ボンボン」と呼ばれており、バスコから「バカ息子」と呼ばれる。
敵に対しては情け容赦ない冷徹漢で、エリート意識が強く、皇帝の息子という出自を誇示しては部下たちを恫喝し、気に入らないと部下を捨て駒にする。しかし戦闘能力は低く、少し出血しただけで取り乱したり、子供のような言動も多く、自身が立案した作戦が失敗しただけで寝込む、お金に細かいなど、すぐ感情的になる器の小さい性格から、部下たちからは冷たい目で見られている。
立案する作戦自体は成功すれば効果の大きいものがあるが、思いつきや行き当たりばったりで作戦指示を出すため戦果は上がらず、指揮官としての能力も低い。ゴーカイジャーに何度敗北を繰り返しても、彼らを小悪党の宇宙海賊としか認識しなかったが、彼らの妨害による侵略活動の遅れと戦局の泥沼化に伴い、考えを改める。
偉大すぎる父への親の七光りによるコンプレックスを抱えており、「（自身による）地球侵略は荷が重すぎるのでは…」とアクドスに進言したダマラスの本心にも気付いていたが、我慢して何も知らない様子を演じ続け、心に鬱屈と孤独を抱え続けていた。表裏もなく自身に忠誠を誓うバリゾーグだけは唯一信頼しており、彼には次第に自身の辛い胸の内をもらしている。
第37話にて本国から送られた決戦機グレートワルズに乗り、ダマラスら父の重臣たちや父を見返すべく自らゴーカイジャー抹殺に出撃する。初戦ではゴーカイジャーに完勝したが、バリゾーグの戦死に悲しみを秘めながらも怒りに燃え、その弔いとしてダマラスの制止を振り切って出陣、再びゴーカイジャーに対して優勢に立つも、新たに誕生したカンゼンゴーカイオーの前に形勢を逆転されてしまい、ゴーカイカンゼンバーストの直撃を受けて自ら敗北を迎えることの無念を叫びながら、グレートワルズの爆発に巻き込まれて最期を遂げる。亡骸はダマラスによってグレートワルズの残骸の中から回収して引き取られた。
『スーパーヒーロー大戦』では、 大ザンギャックの大幹部として登場し、アクドス・ギルとの共闘を果たした。他の幹部や怪人らとともにライダーやスーパー戦隊に果敢に戦いを挑むと同時に、父と共に巨大化も果たし、身体から電撃を放って攻撃した。
- デザインは篠原保が担当した。キャラクターのイメージソースは『超新星フラッシュマン』のレー・ワンダ。衣裳は大航海時代の海軍提督をベースに、おぼっちゃま風の肩章や三角帽など動きを妨げるほどのバカっぽさを際立たせる過剰なおぼっちゃま風の装飾を加えて誇張し、浅はかで自惚れが過ぎるキャラクター性を表している。おぼっちゃまであることから、育ちのよさがわかるように、二枚目であるが癖がある顔立ちの雰囲気でまとめている。異常に長い爪も指示する自分に酔っているイメージとなっている。
- 34の戦隊と1度は引き分けたザンギャックが、地球侵略に1年間も手間取るエクスキューズとして置かれた。当初は皇帝についての設定が固まっていなかったため、ワルズ・ギルの過去についても描写しない方向であったが、第37話・第38話の脚本を担当した下山健人は退場に際してドラマがないと感じ、皇帝とダマラスの会話を盗み聞きするというシーンを追加した。

参謀長ダマラス
ワルズの補佐を務める作戦参謀役。過去にも数多の戦場を戦い抜き、冷静沈着で明晰な頭脳と怪物じみた戦闘能力を持つ帝国屈指の戦士で、「宇宙最強の軍師」とも呼ばれる。得意技は手にした専用の太刀ダマラソードを振りかざして飛ばす斬撃で、建造物の破壊はおろか、衝撃波のみで相手に致命傷を与え、バスコさえも吹き飛ばす威力を秘めている。その他にも周囲に衝撃波を放つ攻撃手段を持ち、さらに特殊ジャケットの袖口の中には6連式のガトリング砲ダマランチャーが仕込まれており、死角からの敵の攻撃にも瞬時に対応できる。しかし、前述の理由からのワルズの意向により出撃を禁じられ、第42話まで地球での前線に赴くことはなかった。
真面目かつ実直な性格で、参謀という立場上、ワルズには強く反抗することはないものの、彼の言動にしばしば諫言している。地球侵略作戦が悉く失敗続きなのはワルズがダマラスの忠告を聞かずに行動することに起因しているため、彼が不在の際は「いないほうが静か」と言い放つなど内心ではあきれ果てる素振りを見せている。一方で、彼への忠義心も持ち合わせており、その戦死の際には彼の遺体を抱えながら悔恨と自責の念からゴーカイジャーへの怒りを燃やしている。
ゴーカイジャーの存在を侮るワルズと違い、彼らとスーパー戦隊の大いなる力の存在を特に危険視しており、本格的な排除を考えていたが、その一人であるハカセに関しては手配書に目を通した際に「こいつはまあいいだろう」と見下して放っておくなど迂闊な面もあり、それが後々命取りになる。
かつては赤き海賊団の壊滅作戦に加わっており、バスコとはそのころからの協力関係で、彼から「ダマラスのおっさん」と呼ばれている。彼に接触して情報提供をしていたが互いに全く信用しておらず、ゴーカイジャー排除作戦にも半ば強制的に従わせたことが仇となり、結果的に後述する裏切りへと繋がっている。
アクドスと親衛隊にワルズを守れなかった責任を問われ更迭されるが、ザツリグが倒されたことで釈放され、バスコを伴いゴーカイジャー排除に赴く。初戦では彼らを圧倒してマーベラスを捕らえ、見せしめのために公開処刑しようとするが、唯一軽んじていたハカセの作戦により阻止され、さらにバスコの裏切りもあって、レッドチャージ&グリーンチャージによる2連発のライジングストライクを食らって敗北。第2次艦隊メンバーで唯一巨大化するもカンゼンゴーカイオーには太刀打ちできず、ゴーカイカンゼンスーパーバーストによって自らの敗北を認められないまま最期を遂げる。
『ゴーバスターズVSゴーカイジャー』では、エンターが作り出したアバターとして登場するが、同時に復活したバスコやエスケイプとは異なり、始終唸り声しか上げない。
- デザインは篠原保が担当した。キャラクターのイメージソースは、『超獣戦隊ライブマン』のガードノイド・ガッシュ。イメージはハリウッドスターに付く屈強な体格の黒人のSPである。胸部のディテールは胸毛をイメージして、それが分かりやすいように頭部の両サイドにも金髪のイメージも入れていたが、周囲からは鳥を象ったものと解釈されていた。マントの形状は、腕をジャケットの袖に通さずに肩に羽織っているという解釈だが、『ONE PIECE』の海軍をイメージしたと誤解されないように、袖に見えてガトリング砲という武器設定が描かれた。
- 元々は帝国を裏切るという案もあったが、皇帝が出てきたことでその案はなくなった。

開発技官インサーン
妖艶な雰囲気を持つ、ワルズ配下幹部の紅一点。さまざまな研究・開発した兵器を作るマッドサイエンティストであり、行動隊長の改造手術を担当。生物を巨大化させる特殊な光線も開発しており、倒された行動隊長やスゴーミンをギガントホースの強化ビーム砲から発射される光線で巨大化し復活させる。自身の開発した武器で宇宙を征服し、宇宙で最も偉大な科学者になることを夢見ている。
戦闘では、エネルギー鞭を発する工具やビーム砲に変形する先端を持つ銃オペレーションマグナムを使い、肩のショルダーカタパルトからは様々な有毒液を含んだシリンダーを内蔵したミサイルを発射する。爪は開発作業を行う工具状のメスネイルになっている。基本的に任務は忠実にこなすが、第14話では自身が恋した陣内恭介を手にするため、普段は見せない公私混同ぶりで敵味方双方に大混乱を引き起こしている。表舞台で戦うことも多く、第26話ではイエロー、ピンク、ハリケンブルーの女性陣3人を相手に互角以上に戦った。
ワルズには表面上は忠実でしばしば色目を使いつつ、彼の小物ぶりを本心では見下していた。一方でダマラスに対しては助力したり、ワルズを護れなかった責任を問われた彼を庇ったりした。
第49話でダマラス同様にダイランドーからワルズを守れなかったことを問われて立場が危うくなることを恐れ、出世コースに返り咲くべく自身の技術で開発したグレートインサーンで出撃。その巨大戦に敗北するも脱出して直接ゴーカイジャーに挑むが、レッドチャージによるライジングストライクを受けてアクドスの名を叫びながら最期を遂げる。この戦いは、ザンギャックの大艦隊を地球に到着させるための時間稼ぎとして利用された。
- デザインは韮沢靖が担当した。モチーフはサーモグラフィー画像の人体で、カラーリングも緑の肉、黒い骨を踏襲している。機械のようなものを肩に付け、指もすぐその場で手術できるような感じをイメージして描かれている。オペレーションマグナムは、とある映画の「ムチは世界一恐ろしい武器だ」という印象的な台詞から、女の子ならムチもあり、と思ったことによるものであるという。

特務士官バリゾーグ
大科学者ザイエンが、シドへの全身を強化改造手術を行いサイボーグ化した剣士。
口数は少なく、感情をほとんど見せない。ワルズに忠義を尽くすようにプログラミングされており、ワルズを「ボス」もしくは「様」付けで呼び命令に忠実に従っており、インサーンからは「飼い犬」と揶揄されている。ほとんどの部下に内心では軽侮されているワルズが心を許すことのできる唯一の存在で、ワルズの精神的支柱でもある。ワルズの命令を了承する際の「イエス、ボス」が口癖。ワルズの完全なる護衛という特殊任務を帯びているが、彼により行動隊長の選別を任されることもある。
戦闘力は高く、初戦ではワルズを狙ってきたジョーを圧倒する。
三つ叉の特殊ソードを武器とする。シドであったころの剣の腕は健在で、改造される前と同様に十字状の光の刃を飛ばす技を持つが、シドだったころの人間としての感情を消去されており、人間の優れた部分のみを残して肉体を完全に機械化されているため、シドの姿には戻ることは不可能である。
第38話でジョーとの一騎討ちを試み一時は圧倒するが、悲壮な思いを背にしたジョーの必殺斬りの前に敗れ去り、機能停止に追い込まれる。
- デザインは韮沢靖が担当した。火傷を負って瀕死の重傷を負い、左目も負傷したシドが片目のないマスクを被るなどの改造によってサイボーグ化した想定のデザインとなっている。外形は「ハイテクではないアナログなサイボーグ」をコンセプトとしている。胸には初期のネーミングだった「19（）」の意匠が残っている。
- 何者なのか、何を考えているのかわからない気持ち悪い存在として、無機質でニュートラル、抑揚なくいくために「イエス、ボス」という言い回しをベースにすることとなった。

シド・バミック
かつてジョーと同じ特殊部隊に所属していたザンギャックの帝国兵士で、ジョーにとって尊敬する先輩かつ剣の師匠であり戦友でもあった。十字状の光の刃を飛ばす技を得意技とする。
しかし、ワルズには剣の腕前こそ認められていたものの「生意気で気に入らない奴」と嫌われており、帝国の正体を知って脱走を図り、共に脱走したジョーと別れた後に捕らえられた際、その剣の腕が利用できると考えたワルズの命令を受けたザイエンの手で元の姿・記憶や人間としての感情を留めないほどにバリゾーグの姿へと改造される。
バリゾーグの機能停止後に幻としてジョーの前に現れ、彼に激励の言葉を送り、行くべき道を示して消えた。

### 皇帝親衛隊
皇帝アクドス・ギル直属の精鋭部隊。その権限はダマラスと同格で、強大な戦闘力を持つ。アクドスの護衛が主任務で、皇帝自らが遠征を行う際に同行し、時として皇帝の勅命で艦隊を率いて惑星制圧任務に当たる。

親衛隊長デラツエイガー
第11・12話に登場した皇帝親衛隊隊長。
元々は異常発達した豪腕腕で怪力を繰り出し、超重量級の刀を振り回して戦う宇宙人であり、この豪腕腕に強化改造手術で超越豪腕筋肉を装備。そのうえで機械化を施すことで圧倒的な超怪力を獲得している。この改造出術によりエンジンを搭載したヘビー級のカスタムソードを操ることができ、相手のあらゆる攻撃を力押しで無理矢理弾き返してしまう。ワルズ・ギル様出撃地球侵略作戦を特殊任務とする。
皇帝が息子の地球征服がはかどるようにと派遣し、ギガントホースに現れた際には地球侵略の作戦がことごとく失敗していることに対し、「貴様がついていながら」とダマラスを見下す。
初戦では、さまざまな戦隊に豪快チェンジしたゴーカイジャーをものともせず、彼らを圧倒し、勝利する。だが、シンケンジャーに豪快チェンジしたゴーカイジャーには敵わず、ゴーカイスラッシュを受け敗北。巨大化してガオゴーカイオーを追い詰めるも、新たに誕生したシンケンゴーカイオーのゴーカイ侍斬りによって倒される。
- デザインは篠原保が担当した。顔は『地球戦隊ファイブマン』のバツラー兵がモチーフ。第11・12話の監督が坂本浩一のため、刀を振る腕周りをアクション重視の作りにしている。

親衛隊員ザツリグ
第41話に登場。アクドスの側近を務める皇帝親衛隊の一人。アイムにとっては母星のファミーユ星および両親の仇でもあり、これまで数百の星を滅ぼしてきた「惑星の破壊神」という異名を持つ。
周囲の大気やイオンなどのさまざまなエネルギーを感知する性質を持った胸部の第三の目を眼魔アイに強化改造しており、眼魔アイから発せられる眼魔線を周囲のさまざまなエネルギーに強力に干渉させることによって、魔法のようなさまざまな攻撃を自在に行える。この力で初戦ではブルー、ピンク、シルバーを圧倒しており、6人揃ったゴーカイジャーをも叩きのめしていた。傲慢な性格で、ダマラスを弁護しようとしたインサーンを「技官風情」と一蹴している。また、夜は酒を飲む時間と決めており、日が暮れれば戦闘を辞めて撤退する。
シルバー・ゴールドモードに火球を止められている隙に弱点の胸部の目をピンクに破壊されたことで弱体化し、ピンクとそれぞれのメンバーの豪快チェンジ（ゴーオンウイングス、ゴウライジャー、デカレンジャー番外戦士、ゴセイジャー女性メンバー、ダブルシンケンレッド）による連携攻撃に怯み、ピンクチャージによるライジングストライクを受け敗北。巨大化後もカンゼンゴーカイオーのゴーカイカンゼンバーストによって倒された。
- デザインは韮沢靖が担当した。デザインモチーフはエレファントフィッシュ。アイムの星を滅ぼしたことから、波動砲のようなものをくっ付け、大地にそれを刺すことで惑星そのものを腐食させるイメージとなっている。ワイングラスを持つために、差し替え用の普通の手を描いたり、目を胸に追加させて描き直している。監督の竹本は「錬金術師」という意向、脚本では「葉緑素の怪人」と書かれていたため、デザインの韮沢は「好きにやらせてもらった」とコメントしている。

親衛隊員ダイランドー
アクドスの側近を務める皇帝親衛隊の一人。第41話より登場、第二次地球侵略艦隊の新たなメンバーとなる。一人称は「ミー」。英語交じりの軽い口調で、「チョイチョイチョ〜イ」や「〜ショ」が口癖。その口調とは裏腹に非情かつ尊大な性格の持ち主で、ワルズ・ギルを護れなかったダマラスたちを「無能トリオ」と呼んで小馬鹿にしている。
元々は激しい重力の惑星の出身で、発達した超極太筋肉組織を持っており、これを強化改造手術で超々（）極太筋肉に強化している。戦闘ではジェットエンジン搭載の瞬間最大重量：3.5tに膨張する鉄槌であるジャイアントハンマーや、両手の鍵爪を武器とし、素早く動き回りながらこれらを豪快に振り回す戦法を得意とするほか、両肩からはビームを発射する。
幹部の中では最後まで生き残り、地球侵略最終作戦を特殊任務とし、最終総攻撃では戦闘員群を率いて地上を攻撃するもゴーカイジャーに阻まれ、ギガントホースに乗り込んだマーベラスと鎧を除く4人と戦うが、大艦隊が全滅させられて動揺した隙を突かれての番外戦士による一斉攻撃を受けて追い詰められ、ブルーチャージのライジングストライクの直撃を食らって最期を遂げる。皇帝親衛隊で唯一巨大化経験がない。
- デザインは篠原保が担当した。デラツエイガーにあわせて和風テイストとしている。
- 第50話で退場させる案もあったが、尺に収まらないため第51話に持ち越された。

### 行動隊長
前線での地球侵略作戦の指揮を行う帝国所属のザンギャックの麾下にある星々の宇宙人の戦士。各自が戦闘訓練を受け、種族として特異な能力や特殊武装を有し、多くはインサーンによってそれを強化する生体改造を施されている。作戦に応じて艦隊所属の者が地球に派遣されるほか、時折能力を買われスカウトされることがある。中には歴代スーパー戦隊と関連する宇宙人も存在する。ギガントホースから発射する強化ビームによって生死を問わず巨大化可能だが、一度死亡した者が巨大化する場合は一部の能力が使えなくなっていることもある。また、巨大化に永続性はなく、巨大戦で倒されても致命傷を負わなければ等身大に戻る。過去の作品と比較すると、怪人の個体名には統一性や法則性はない。

シカバネン
第1話に登場。強化改造手術によって爆発的に摂取したエネルギーを燃焼させることが可能な内燃器官が強化され、全身に生体粒子砲を装備しており、周囲を破壊、焦土化する集束ビームを放つ。地球人完全掃討作戦を特殊任務とする。地球の人々を襲うも、ゴーカイジャーのゴーカイジャーのレンジャーキーによるゴーカイスラッシュに敗れた。
『仮面ライダー×スーパー戦隊 スーパーヒーロー大戦』では大ザンギャックの一員として登場。
- デザインは韮沢靖が担当した。デザインモチーフは『シルバー仮面』に登場するキルギス星人で、以前に篠原が好きな怪人として挙げていたことから用いられた。脚本に銃で攻撃を行う描写があったことから、身体に生体系のハンドキャノンや生体砲を取り付けている有機的な形にしているが、あえてガンメタルの金属色に仕上げることで、バイオメカニカルなデザインにしている。韮沢は手持ちの銃を逆手に持つものと想定していたが、映像では順手で持っている。
- 当初、韮沢は平成仮面ライダーシリーズにならって「○○○ダムド」を共通名として「キャノンダムド」と仮称していたが、企画者104側から「ダムド」の意味を問われて「屍（）」と答えたところ、韮沢の知らぬ間に名前が「シカバネン」に変わっていたという。

ボンガン
第2話に登場。強化改造手術によって別の生命体を自分の体に共生させ、その能力を利用する共生筋肉が強化され、エネルギーを生み出すバイオ培養カプセルを装備し、大量摂取して増幅したエネルギーを連射するバイオライフルや大小2本の刃を持つ2連式バイオガンとカッターが武器。地球人銃撃掃討作戦を特殊任務とする。シンケンレッドに豪快チェンジした少年を圧倒するも、ゴーカイジャーには歯が立たず、レッド戦士に豪快チェンジした5人の連続攻撃に敗れ、巨大化するがゴーカイオーのゴーカイスターバーストによって止めを刺される。
- デザインは韮沢靖が担当した。モチーフはタコ。インサーンによるメカニカルオペレーションを身体の各部に施された機械部分と生体部分の両方が入ったデザインとなっている。身体の各所にあるクリアーレッドのドーム内にはクリーチャーの胎児が仕込まれており、これを投げつけて暴れさせる予定だった。

サラマンダム
第3話に登場。爆発的な超高熱を発する皮下組織を持ち、強化改造手術によって伸縮性の熱伝導プラグを装備し、プラグを大地に突き刺して高熱を送ることで、灼熱融合炉から活性化したマグマを噴出させる。周囲を溶岩に変えて、世界中の火山を噴火させる地球火山灼熱作戦を特殊任務とする。ゴーカイジャーのゴーカイブラストに敗れ、巨大化するがマジゴーカイオーのゴーカイマジバインドによって止めを刺される。
『仮面ライダー×スーパー戦隊 スーパーヒーロー大戦』では大ザンギャックの一員として登場。
- デザインは韮沢靖が担当した。幹部の提出前に描かれた4体のラフの中の一つである。名前の由来はサラマンダー、モチーフはサンゴ礁で、尾を大地に突き刺して土中のマグマを活性化させて地割れを起こすため、サンゴを地割れの形に落とし込んでいる。

ゾドマス
第4話に登場。強化改造手術によって残像斬撃筋を装備し、残像剣の素早い動きで残像で無数の剣を作り出して衝撃波として放つ。ジョーが二刀流と知ったことで後に再度改造されて伸縮性剣山外骨格を装備し、剣山のように刃を全身から繰り出すようになった。剣術地球破壊作戦を特殊任務とする。剣の達人で、同じ剣使いで二刀流のブルーを叩きのめすが、ゴーカイブルーの五刀流ブルースラッシュに敗れ、巨大化するがマジゴーカイオーのゴーカイマジバインドによって止めを刺される。
- デザインは韮沢靖が担当した。海洋生物のモチーフはなく、剣の達人であることから、『人造人間キカイダー』のハカイダーや『仮面ライダー剣』のジョーカーのような立ち位置のダークヒーロー風のスレンダーな黒騎士のデザインとしている。デザイン画では、「ザンザス（斬刺）」という名称の予定だった。

ブラムド
第5話に登場。デカレンジャーが追い続ける惑星間宇宙犯罪者アリエナイザーに認定されたトリガー星出身の宇宙人。強化改造手術によって全身に銃火器を装備し、腕には改造強化された発火神経が移殖されており、両手のハンドガンと両腕に融合した専用のハンドガン・マガジンを同時に撃発する。いくつもの星を破壊した罪で宇宙警察によってデリート判決が下されている。ザンギャックの行動隊長となり、地底ミサイル都市破壊作戦を特殊任務とする。デカレンジャーに豪快チェンジしたゴーカイジャーの合体技に敗れ、巨大化するがデカゴーカイオーのゴーカイフルブラストによって木っ端微塵にされる。
- デザインは韮沢靖が担当した。名前の由来は銃器類の発射音である「Blam!」から。同じく銃を使うシカバネンとの差別化でガンマン風のデザインとし、顔は『変身忍者 嵐』の血車魔神斎を、ロングコートは西部劇俳優のリー・ヴァン・クリーフをそれぞれイメージしており、半顔が割れた仮面から不気味な三日月眼が覗いているようにデザインされており、銃のカートリッジをハーフコートに付けている。

ナノナノダ
第6話に登場。強化改造手術によって肉体を透明化させていかなる厳重な警戒網も潜り抜けられる屈折ナノ表皮と左腕のエネルギーバズーカを装備する。金のなる木奪取作戦を特殊任務とし、春日井家から金のなる木を奪取しようと企むが、火を屋敷に放ったため、木を燃やしてしまった。ゴーカイジャーのゴーカイスラッシュに敗れ、巨大化するがデカゴーカイオーのゴーカイフルブラストによって止めを刺される。
『仮面ライダー×スーパー戦隊 スーパーヒーロー大戦』では大ザンギャックの一員として登場。
- デザインは韮沢靖が担当した。当初は「ナノ分子のナノ・ダムド」という名称だった。壁をすり抜けたり、透明になる能力がある泥棒や非攻撃的なトリッキーなキャラクターであったことから、得体の知れない意味不明で不思議なやつにするため、金属のような不定形のナノロボットをモチーフとし、顔が判らず、色や素材も近代アート的に仕上げている。

パチャカマック13世
第7話に登場。かつて、ゲキレンジャーとボウケンジャーによって倒された宇宙拳法の使い手パチャカマック12世の後継者。ザンギャックの行動隊長となり、宇宙拳法地球侵略作戦を特殊任務とする。強化改造手術によって強力な磁力で武器を吸着する引力掌を装備し、後に再度改造され、宇宙科学拳法奥義である電磁砲を発射できるようになった。ゴーカイジャーの武器を奪って追い詰めるが、ゲキレンジャーに豪快チェンジした彼らには敵わず、ゴーカイブラストによって倒される。巨大化するがゴーカイオーのゴーカイ大激激獣によって止めを刺される。ワルズからは「パカチャマック」または「パジャマチャック」と名前を呼び間違えられていた。
- デザインは当時のものを流用している。

スニークブラザーズ
第8話に登場。エルダーとヤンガーの兄弟。ただし、容姿は兄弟間でかなり異なる。インサーンのお気に入りで、ザンギャックいちのスパイと名高い敵地潜入のプロ。ゴーカイジャー情報収集作戦を特殊任務とする。ゴーカイジャーのゴーカイスラッシュに敗れ、巨大化する。
『海賊戦隊ゴーカイジャーVS宇宙刑事ギャバン THE MOVIE』では魔空監獄に捕らえられている。
- デザインは韮沢靖が担当した。当初は、右肩のドクロが兄で、白い本体が弟という設定だったが、演出上、赤ドクロの大小で兄弟ということに変更された。

エルダー
小さな赤いボールのような姿で、隠密行動を得意とする。ゴーカイガレオンへの潜入捜査を行うも、ジョーにゴーカイバットで打たれて追い出される。その後はゴーカイバットで打たれ、空の彼方へ飛ばされた。
ヤンガー
スニークブラザースの戦闘要員。強化改造手術によって肉体を肥大化させ、人型の戦闘ボディに寄生し、戦闘と連絡役を担当する。デカゴーカイオーのゴーカイフルブラストによって止めを刺される。

バウザー
第9話に登場。軍人気質。強化改造手術によってサスペンション脚と左手にヘビークローを装備し、強力なパワーと獣のような敏捷さを持つ。大いなる力強奪作戦を特殊任務とし、後に地球狩猟侵略作戦に変更する。ゴーカイジャーのゴーカイブラストに敗れ、巨大化するがガオゴーカイオーのゴーカイアニマルハートによって止めを刺される。
『仮面ライダー×スーパー戦隊 スーパーヒーロー大戦』では大ザンギャックの一員として登場。
- デザインは韮沢靖が担当した。デザインイメージは宇宙ダルメシアン。韮沢は匂いを嗅ぐシーンが脚本にあったため、鼻の良いイヌ系にしたが、犬などの可愛いものを怪人化することを嫌っていたため、マタギのような要素をダルメシアンに入れて描いている。猟師の毛皮のようなベストを着せ、宇宙猛獣のように色もショッキングピンクにしている。デザイン画では、ダルメシアンであることから、白く塗っていたが、造形では黄色くなった。左手のヘビークローはクマのイメージ。

ヨクバリード
第10話に登場。勝負事を好み、強化改造手術によって異常発達した脳を改造した第六感脳を装備する。ギガロリウム砲地球侵略作戦を特殊任務とする。船に忍び込んだジョーとルカ相手にトランプ勝負をするが、熱中しすぎるあまりマーベラスたちの侵入も許してしまい、ルカのイカサマによってトランプ勝負に敗北後、ゴーカイジャーのゴーカイスクランブルに敗れ、巨大化するがガオゴーカイオーのゴーカイアニマルハートによって止めを刺される。
『仮面ライダー×スーパー戦隊 スーパーヒーロー大戦』では大ザンギャックの一員として登場。
- デザインは韮沢靖が担当した。トランプを操るイカサマな詐欺師という設定だったため、トランプのダイヤから連想して、人型に配したダイヤ型でフジツボのようなディテールとなっている。色はイカサマのイメージからディープブルーとオレンジという補色の関係となっている。指はトランプを使う都合上シンプルとなっている。

ザッガイ
第13話に登場。電気ショックを与えると大量の猛毒を発する宇宙鉱石プワゾールの回収作戦を特殊任務とする。強化改造手術によって左腕にプワゾール感知機を装備する。また、振壊ビーム砲から振壊ビームを放つ。プワゾールを拾った梨田がアイムを誘拐しようとしたことがきっかけで、アイム誘拐の犯人と誤解されてしまう。ゴーカイジャーのゴーカイブラストに敗れ、巨大化するがシンケンゴーカイオーのゴーカイ侍斬りによって止めを刺される。
- デザインは韮沢靖が担当した。デザインモチーフはチョウチンアンコウ。本体の半魚人を口の中に入れ込み、右腕だけを外に出すことで主張している。韮沢は鉱石や隕石を探知するということから、チョウチン部分を探知機として描いたが、劇中では腕の機械で探知することとなった。

ジェラシット
第14話・第24話および映画『海賊戦隊ゴーカイジャーVS宇宙刑事ギャバン THE MOVIE』『特命戦隊ゴーバスターズVS海賊戦隊ゴーカイジャー THE MOVIE』に登場。インサーンの幼馴染である行動隊長。
行動隊長でありながら、ザンギャック内での昇進や、地球侵略を考えていなかったのか、強化改造は皆無である。陣内恭介生け捕り作戦を特殊任務とする。インサーンを愛していたが、彼女が恭介に恋していたことを知ると恭介を襲うも、インサーンが恭介を庇ったことで現れたゴーカイジャーをも巻き込んで大騒ぎになる。恭介からのアドバイスでインサーンへの思いを告白し、彼女がそれに応えたことで両思いになるが、シンケンゴーカイオーのゴーカイ侍斬りによって宇宙に飛ばされ、ゴーカイジャーに敗れて愛想をつかれたインサーンによって粗大ゴミに出された後、たこ焼き屋台店主のノブユキに助けられペットになるが、最終的にノブユキの母と駆け落ちし、とある田舎の旅館「来山」で番頭として働く。
頭でっかちのインテリタイプのため、他にあまり特徴がなく、戦闘力は決して強くないが、生命力や防御力に優れており、ブルーからも「強いだろ」と評された。
『海賊戦隊ゴーカイジャーVS宇宙刑事ギャバン THE MOVIE』では魔空監獄に捕らえられている。左手の薬指に指輪をはめたままなので、女性との関係は続いているらしい。ジェラシットのために2度も散々振り回されたゴーカイジャーは助けを求める彼を無視しようとするが、結局はマーベラスの手により最初に脱獄している。
『特命戦隊ゴーバスターズVS海賊戦隊ゴーカイジャー THE MOVIE』では、幻のレンジャーキーの力で江戸時代に飛ばされている。
- デザインは韮沢靖が担当した。モチーフは2種類の派手な色彩のウミウシで、ウミウシを合わせた怪人となっているが、さらにインテリにするために、マスクをハンサムにしている。設定から人のようなシルエットにするなどインサーンとの共通性も意識されている。韮沢は知的なエリートというイメージを伝えられてデザインしていたため、劇中での扱いは予想外であったという。
- 第14話・第24話の脚本を担当した浦沢義雄と監督を務めた坂本太郎は、終盤にも再登場させ映画『ベニスに死す』のように浜辺で死亡するという展開を構想していたが、実現には至らなかった。

アルマドン
第17話に登場。強化改造手術によって全身の波動突起を共振させて首にいかなる攻撃をも弾き返すバリアーを生みだすアルマバリアー増幅リングを装備するが、リングの後ろが弱点。巨大スゴーミンを囮に街に爆弾を仕掛ける作戦を特殊任務とするが、ワルズ・ギルの不興を買ったことで秘密の道連れ爆弾を首に取り付けられる。ゴーカイシルバーのゴーカイシューティングスターを受け、巨大化せずに敗れた。
- デザインは韮沢靖が担当した。最初期の脚本では首が吹っ飛ぶ演出があったため、吹っ飛んでも感情移入しない気持ち悪くないエビやシャコ類を合わせたような宇宙生物となった。デザインを担当した韮沢は「シャビ」と呼んでいた。

オソガイン
第18話に登場。強化改造手術によって超硬度外皮と光球を放つダイヤモンドと同じ硬度のバケット状の両腕バケットアームを装備する。様々な銀河の惑星に侵略拠点を築いてきた実績を買われ、前線基地を地球上にも築くザンギャック前線基地建造作戦を特殊任務とする。ゴーカイシルバーのゴーカイスーパーノヴァを受け敗れ、巨大化するが豪獣神の豪獣トリプルドリルドリームによって止めを刺される。
- デザインは韮沢靖が担当した。デザインモチーフはパワーアップした金色のカブトガニ。左肩と左足はインサーンによって強化された設定となっている。

ウオーリアン
第19話に登場。強化改造手術によって左腕に人々の体の中から生きる気力を骨の形にして一本釣りの要領で釣り上げて、人々を骨抜きにする骨抜きピラニアームと骨抜きロッドを装備する。地球人骨抜き作戦を特殊任務とする。ゴーカイシルバーゴールドモードのゴーカイレジェンドリームに敗れ、巨大化するが豪獣神の豪獣トリプルドリルドリームによって止めを刺される。
- デザインは韮沢靖が担当した。モチーフは魚の骨で、夏が近かったため、お化け屋敷のテイストを盛り込んでいる。半魚人のような要素を取り入れ、蛍光グリーンにしている。

スターグル
第22話に登場。強化改造手術によってメテオドライブフィンガーを装備する。秘技メテオドライブによって神蔵山に祀られているパワーストーン「親石」と、ある神社にある霊石「童石」の力を吸収して巨大な小惑星を宇宙から引き寄せて激突させる小惑星激突破滅作戦を特殊任務とする。ゴーカイジャーが倒す前にワルズ・ギルによって巨大化するが、シンケンゴーカイオーのゴーカイ侍斬りによって止めを刺され、小惑星も豪獣神のゴーカイ電撃ドリルスピンによって破壊される。
- デザインは韮沢靖が担当した。デザインモチーフは名前から連想してヒトデで、フードを被った死神のフォルムに見えるようにもしている。『仮面ライダーV3』のカミソリヒトデのようにカミソリの指先にしている。

センデン
第24話に登場。ザンギャック・エージェンシーに所属するスポークスマン。強化改造手術によって宣伝波増幅マウスを装備し、センデン波やザンギャックバズーカを武器とする。地球人に「ザンギャックは宇宙最強」だと浸透させ、抵抗する気力をなくして武力を使わずに地球を征服するザンギャックセンデン侵略作戦を特殊任務とする。ゴーカイジャー5人のゴーカイブラスト&スラッシュとシルバーのゴーカイレジェンドリームの連続攻撃に敗れ、巨大化するが、シンケンゴーカイオーのゴーカイ侍斬りと豪獣神の豪獣トリプルドリルドリームの連続攻撃によって止めを刺される。
- デザインは韮沢靖が担当した。モチーフはワラスボで、3色のウナギ型のザンギャックを3体繋ぎ合わせたフランケンシュタインの怪物のようにしている。
- 台本上では生きていることとなっており、実際の映像では爆発の段階で終わっているが、台本ではその後、センデン自身が粗大ゴミとして捨てられるという結末となっている。

宇宙忍者
かつて、ハリケンジャーによって倒された宇宙忍群ジャカンジャの幹部であるサンダールとサタラクラに酷似した行動隊長。人間たちを驚かせて巨大な栗「びっクリ」に変える作戦を行う。ジャカンジャの戦闘員である下忍マゲラッパを従え、ゴーカイジャーやハリケンジャーと戦う。
サンダールJr.
第25話に登場。少々好戦的なものの、他者を利用する独善的な性格だったサンダールとは違い、それなりに仲間意識を持っている。びっクリミサイル地球征服作戦の護衛を特殊任務とする。邪悪な宇宙忍法の極意を継承しており、サンダールも使用した自分の特殊な重力に縛られない負荷筋肉を肥大化させる巨大身の術などの宇宙忍法を使用し、レッド、ブルー、イエローをサタラクラJr.と共に圧倒した。
サタラクラJr.
第25話・第26話に登場。女好きとも取れる言動も垣間見られ、インサーンを抱き寄せたり、イエローの胸を触るというセクハラをしている。サンダールJr.と共にゴーカイジャーを圧倒し、穴落としでボキ空間に引きずり込んだマーベラス、ジョー、ルカに対してはサタラクラの初登場時同様、不正解のたびにダメージが及ぶが、何を答えても正解にはならないいじわるクイズを出題するという手段を用いている。またサンダールJr.のことを「サンダルちゃん」と呼ぶ。びっクリミサイル地球征服作戦を特殊任務とし、後にいじわるクイズ地獄作戦に変更する。

レガエル
第27話に登場。強化改造手術によってエクスチェンジングマシンを装備する。ビームを浴びた者同士の中身を入れ替える逆転ビームを触手ギャクテンタクルから発射する。地球の各国首脳陣とスゴーミン入れ替え征服作戦を特殊任務とする。ゴーカイイエローとグリーンの合体攻撃に敗れ、巨大化するが、ハリケンゴーカイオーの必殺奥義乱れ桜によって止めを刺される。
- デザインは韮沢靖が担当した。入れ替えるゆえに「レガエル」という名称になったが、判りやすくするために左右の色を補色にしており、矢印によって交差しているイメージとなった。笑い顔と泣き顔の仮面が逆さまの顔となっている。海洋生物のモチーフはなく、サーカスモンスターやトリッキーキャラのようなところを狙っている。

ダイヤール
第29話に登場。強化改造手術によってアブソブルーマーと腹部にマルチサイズダイヤルを装備し、ダイヤルを回すことで自在に肉体のサイズを変化できる。地球風邪のウイルスに感染したワルズ・ギルを回復させるため、エナジーを結婚式を挙げているカップルの新婦から奪取する女性の幸せエナジー収集作戦を特殊任務とする。ゴーカイジャー5人のゴーカイブラスト&スラッシュとシルバーのゴーカイレジェンドリームの連続攻撃に敗れ、巨大化するが豪獣ゴーカイオーのゴーカイレックスドリルによって止めを刺される。
- デザインは篠原保が担当した。デザインイメージは『爆竜戦隊アバレンジャー』の白黒のバーミア兵2体を融合させたもので、ダイヤルが腹部に付いているということから、ダイヤルを腹部に付けられるような戦闘員としてバーミア兵の胸部が六角形の同心円パターンになっていたことから選ばれ、全身に突起を付けてエヴォリアン調の雰囲気で纏めている。

ザイエン
第30話に登場。シド・バミックをバリゾーグに改造した大科学者。自ら施した強化改造手術によって満点頭脳と氷点触手を装備する。その改造方法は人間の優れた能力のみを残して、あとは全てを完全に機械化するため、二度と元の体に戻ることができないというもので、大原丈から「質の悪い天才」と評されている。バリゾーグ量産化献体地球人拉致作戦を特殊任務とし、武道やスポーツの優秀な選手など身体能力の高い地球人を捕らえてバリゾーグに改造しようとする。シドの仇敵として静かなる怒りに燃えたブルーのシドから教えられた必殺剣・一刀流ソウルブレードに敗北。巨大化するもハリケンゴーカイオーの必殺奥義乱れ桜と豪獣神の豪獣トリプルドリルドリームの同時攻撃を受けて自らの敗北を認められないまま最期を遂げる。
デザインは韮沢靖が担当した。デザインモチーフはクラゲ。科学者という設定だったため、『仮面ライダーストロンガー』のジェネラルシャドウのように透明フードを被せ、透明チューブや白いロングコートなどの医療器具的要素を盛り込んでいる。使用しているスマートフォンは、現行のスマートフォンの形ではない三角形となり、おにぎり型となっている。

シールドン
第32話に登場。強化改造手術によって両腕に鋼鉄のような鱗が強化されたあらゆる物理的ダメージを跳ね返す厚顔シールドを装備する。宇宙海賊掃討作戦を特殊任務とする。新たに完成したゴーカイガレオンバスターの必殺の一撃に敗れ、巨大化するがハリケンゴーカイオーの必殺奥義乱れ桜によって止めを刺される。
- デザインは韮沢靖が担当した。ヒレは一応付けているが、海洋生物のモチーフは特になく、韮沢はメタリックバイオレットのカラーリングは昆虫から来たものとしている。両腕を合わせると顔になるようにデザインされている。硬くない生身の部分にしており、鎧を着込んだようなマリリン・マンソン風にデザインされている。

ザキュラ
第33話に登場。頭部の3分の1が胃袋で、強化改造手術によって無限触手とあらゆる食べ物をブラックホールのように吸引して自らのエネルギーにする無限胃袋を装備し、一気に大量の食料を食べ、銃を撃つような形で自在に吐き出して攻撃する。食料吸引兵糧攻め作戦を特殊任務とする。また、目から放つ雷撃も武器とする。ゴーカイジャーのゴーカイガレオンバスターの必殺砲撃に敗れ、巨大化するがハリケンゴーカイオーの必殺奥義乱れ桜を受け、内部から無限胃袋を破壊されたことで倒された。
- デザインは韮沢靖が担当した。イソギンチャクがモチーフで、上半身が全部顔のゆるキャラライクなデザインとなった。だが、第33話の監督の坂本太郎からは「吸い込んだものを腹部を押すことで吐き出すのに腹部がない」と言われたという。

ヴァンナイン
第34話に登場。強化改造手術によってターゲットのおでこを合わせることでデータを採取し、その人物に擬態するレプリ器官を装備する。ゴーカイイエローなりすまし海賊排除作戦を特殊任務とする。ゴーカイジャーのゴーカイガレオンバスターの必殺砲撃に敗れ、巨大化するがハリケンゴーカイオーの手裏剣チェーンによって止めを刺される。
- デザインは韮沢靖が担当した。モチーフはシュモクザメ。映画『地底王国』の鳥人間のリーダーのような感じで、デザイン画では、エメラルドグリーンの目に体色は白だったが、実際の造形では黄色い体色になっている。

ビバブー
第44話に登場。オネェのようなしゃべり口調で話す。友人のダイランドーとともにドール化光線発射杖ビバ・ステッキを武装し、「ドルルンパ」の音声コードで光線を発射し、浴びせた生物を小さな人形に変える地球人ドール化作戦を特殊任務とする。「リタルンバ」の掛け声で反射光線を浴びせるしか解除する方法はないが、ルカの作戦でステッキを奪われ、人形にされた人を元に戻された挙句にへし折られた。バトルフィーバーに豪快チェンジした5人とゴーカイクリスマスの合体攻撃に敗れ、巨大化するがゴーカイカンゼンスーパーバーストによって止めを刺される。
- デザインは篠原保が担当した。顔のモチーフは『五星戦隊ダイレンジャー』のコットポトロで、デザイン画では目がなかったが、現場で目が描き加えられた。単色系の行動隊長が多かったため、クリスマス編ということもあり、派手な彩色となっている。クラゲやウミウシなどの要素も用いており、ガや蝶などのイメージで全体的に纏めている。

ジュジュ
第46話に登場。悪魔祈祷師。邪悪化吹き矢と邪悪槍を武装し、人間の悪い心を増幅させる宇宙水晶の欠片を邪悪化吹き矢から撃ち込み、水晶を介して呪術をかけることで、人間の悪意を増幅して狂暴化させる地球人邪悪化自滅作戦を特殊任務とする。吹き矢を打たれたハカセと鎧も狂暴化したが、アイムの呼びかけに応えて元に戻り、他の人たちも水晶を破壊されたことで元に戻った。ゴーカイガレオンバスターの必殺砲撃に敗れ、巨大化するがカンゼンゴーカイオーのゴーカイカンゼンバーストによって止めを刺される。
- デザインは篠原保が担当した。顔は呪術系つながりで『轟轟戦隊ボウケンジャー』のカースの顔の雰囲気を盛り込んでいる。アマゾンの『ボイブンバ』というカーニバルの衣裳の要素を加えている。

### 戦闘要員
兵隊ゴーミン
集団で行動する帝国の生体改造兵士。戦闘から雑務まで幅広い分野で任務にあたっている下級兵士。磁石で頭部を吸着している。榴弾発射機や突撃銃を兼ねたハンマー型の武器を使いこなすが、生身のゴーカイジャーやレジェンドに倒されることもある。しかし、時には生身のゴーカイジャーを追い詰めることもあり、劇場版ではゴセイジャーを圧倒している。
バスコやキアイドーのようなザンギャックに属していない協力者に貸し出されたり、ババッチードのような第三勢力がその場で利用することもある。
頭部が平坦になっているのが特徴で、戦艦からの集団出撃時には、重りのような物体に頭頂部を密着させてぶら下がるという奇抜な登場をすることがある。スゴーミンやドゴーミンと同様、個体ごとに個性が見られるが、彼らとは異なり言葉を話せず、「ゴー」としか発声しない。
- デザインは篠原保が担当した。頭の形状は既に決定していた「ゴーミン」という名前から連想してゴミ箱を模倣している。バケツ頭のような平たい形にし、手足も円柱状にしたが、形に意味を持たせるため、大きな磁石に平らな頭のてっぺんを何体もくっついてワラワラ降下するギミックが考案された。多数の戦隊ヒーローが入り乱れて戦う中でも明確に識別できるようヒーローにあまり用いられていない色や形状で構成されている。

下士官スゴーミン
ゴーミンを率いる上級兵士。艦や部隊の指揮を任されている生体改造兵士。体色は青。戦闘では「スゴー」としか発声しないが、言葉を話すことができ、個体ごとに個性が見られる。
知能はトランプを使ったポーカーを楽しめるほど高い。ビーム砲が内蔵された腕のクローが武器。
基本的に3体ほどの徒党で活動し、場合によっては行動隊長とともに復活し巨大化する。第3話からは艦隊用の雷撃艇形態になり、第9話からは下半身を変形させたバイク形態になることができるようになる。
- デザインは篠原保が担当した。ゴーミンの身体の模様をより立体的に表現している。双胴船型の飛行形態から人型に変形する構造となっている。

親衛隊ドゴーミン
皇帝直属の下級士官である最上級兵士。2体一組で行動する。スゴーミンに姿形は似ているが体色が赤い。行動隊長以上の実力を持ち、ゴーカイジャーとも互角以上に戦える。言語能力もスゴーミンなどに比べて発達しており、ゴーカイジャーと会話したこともある。語尾に「ドゴー」とつけて話す。
クローからは火球を放ち、手持ちの刃先のディテールが異なる赤青2色の槍を交差させることでザンギャックの国旗に描かれているマーク状の光線を放つ。また、巨大化も可能。
上記のように行動隊長以上の強さを誇っていたが、第42話以降はゴーカイジャー自身の成長に伴い、初戦時ほど苦戦させることはなかった。
- デザインは篠原保が担当した。

### ザンギャックの戦力
ザンギャック戦艦
ザンギャック艦隊の主力戦闘宇宙艦。上から見てHのような形をしており、一般戦艦の色は茶色。両舷に強力なビーム砲を装備している。このほかにも緑色のギガロニウム輸送艦や紫色の皇帝親衛隊所属艦が存在している。
終盤では宇宙中からレジェンド大戦時以上の大艦隊を組織して地球制圧の総攻撃を行い、一度は圧倒的な数の力でゴーカイオーや豪獣神を寄せ付けなかったが、最終話の再戦にてレッドに操縦桿を奪われたギガントホースの一斉砲撃により全滅させられた。
- デザインは篠原保が担当した。デザインイメージは海賊船に乗るヒーロー側に釣り合わせるように、陸のものを船のように見せるため、四輪車や戦車となった。ギガントホース同様、モチーフは馬車だが、当初のデザインでは船に見えなかったため、魚の骨に見立てた帆船の帆柱やガレー船の櫂のような細いフィン状のパーツを船体に加え、一般的な宇宙戦艦のイメージにすり合わせている。

旗艦ギガントホース
ザンギャック艦隊の司令部となる旗艦。他の戦艦と違い、二頭の馬に牽引された戦車のような派手な外見となっている。司令官が搭乗しており、普段は地球と月の中間に停泊している。艦首の砲塔から巨大化ビームを放ち、敗北した行動隊長やスゴーミンを巨大化させる能力を持つ。他にもミサイル砲や全方位に放てる火砲などで武装されているなど、他の艦艇を大きく凌駕している。
最終話にてレッドとシルバーが突入した際に、シルバーがアクドス・ギルの注意を引き付けている隙を突いてレッドが操縦桿を握ったことで大艦隊を一斉射撃で全滅させられ、その後は操縦装置を破壊されて撃沈、地上に墜落して爆散した。
『スーパーヒーロー大戦』では、大帝王マーベラス率いる大ザンギャックの本拠地として登場。大ショッカーのクライス要塞と合体したビッグマシンに変貌する。
- デザインは篠原保が担当した。デザインモチーフは馬車（チャリオット）。海賊船に乗る主人公たちに対する陸のものとして、ザンギャックの戦艦は様式として、双胴船で統一されている。

決戦機グレートワルズ
第37話・第38話に登場。皇帝アクドス・ギルが一向に進まない地球侵略に業を煮やし、息子のワルズ・ギルに本国から送られた巨大ロボで、帝国が持ちうる科学の粋を結集して開発した高性能巨大人型決戦兵器。その性能は「誰でも簡単に地球侵略を完遂できる」と言われるほど。白を基調とし、青い羽根の装飾がなされた騎士のような姿で、胸部はワルズの顔面を模しており、頭部がコックピットとなっている。
パワー・スピードの両面に優れ、通常兵器を上回る強力な武装を装備している。脚部にはホバリング機能を持ち、一瞬で最高速度に到達する瞬発力と残像を残すほどの驚異的な機動力で移動することが可能。右腕には近接戦闘用のブレードを装備し、左腕に装備された弓からはエネルギーを集束して精密射撃で標的を射止めるエネルギー矢ワルズアローを連続発射する。胸部からは超々高熱の必殺ビームワルズギルティを放つ。
「最強の決戦機」とも呼ばれ、その名に恥じない圧倒的な性能を誇り、初戦では豪獣ゴーカイオーを完膚なきまでに圧倒するも、ゴーカイジャーが自らの大いなる力を目覚めさせたことで発動したカンゼンゴーカイオーによって形勢を逆転され、最期はゴーカイカンゼンバーストにより、ワルズ共々倒された。
- デザインは篠原保が担当した。頭部のイメージソースは『超獣戦隊ライブマン』のジンマー。投入の目的が実戦使用ではなく、ザンギャックの軍事力の象徴のような式典用の機体だと考え、武装によってゴテゴテした直接的な威圧感よりも、優雅で装飾的な造形で覆った機体の方が傲慢な印象を際立つため、デザインされた。

決戦機グレートインサーン
第49話に登場。インサーンがグレートワルズのデータを踏まえたうえで独自開発した、彼女専用の巨大ロボ。爪は相手を切り裂いたり鷲掴みにして電気ショックを与えるビッグメスネイルになっており、胸部のインサーンを模した顔面からは、敵のメカの性能を調べて解析する能力を秘めた超強力熱線インサンダーを放つ。ゴーカイジャーを襲撃するが、チェンジマンとマスクマンの大いなる力で怯まされた後、シンケンゴーカイオーのゴーカイ侍斬りによって破壊された。
- デザインは篠原保が担当した。スーツはグレートワルズを改造したものだが、翼の意匠を削ってインサーンの意匠を加えたため脚部以外ほぼ新規造形となった。胸部の顔もインサーンのようにしているが、胸部部分がゴーグルにあたるため、中の胸が透明カバーでうっすら見えるようにしている。頭部のイメージソースは『科学戦隊ダイナマン』のシッポ兵。グレートワルズがゴテゴテしていた頭部の対比として、こちらはスッキリとさせている。当初は韮沢が巨大化したインサーンをデザインしていたが、不採用となった。

## その他の敵キャラクター

### 宇宙海賊
第15話から登場。ザンギャック帝国公認の私掠海賊団。普段は独自行動をとっており、一定の同盟関係を持つが、完全な支配下というわけではなく、両者とも協力していても、信頼関係は皆無。私掠船フリージョーカーに乗っており、「ラッパを吹く右向きの髑髏」のシンボルマークを持つ。ゴーカイジャーと同じく宇宙最大の宝を求めて地球を訪れる。第31話時点でチェンジマンとフラッシュマン、マスクマンの、第43話時点では加えてサンバルカンとファイブマンの大いなる力を奪い取っていた。後にダマラスを裏切ったことでザンギャックと袂を分かつことになり、通常の宇宙海賊として懸賞金がかけられたが、以降もザンギャックに狙われている様子は見られなかった。バスコがマーベラスとの一騎討ちに敗れ死亡したことにより、壊滅する。
バスコ・タ・ジョロキア
私掠許可を与えられた、元300万ザギンの宇宙海賊。一人称は「俺」。
常に飄々とした態度を取る青年。かつてはマーベラスとともに赤き海賊団に所属する仲間で、当時は料理係を務めておりマーベラスとも仲が良かったが、宇宙最大の宝を独占するためにザンギャックと内通し、アカレッドたちを裏切っている。
モバイレーツに似た携帯電話型アイテムを所持。マーベラスと互角以上の身体能力をもち格闘や武器を用いて自ら戦うこともあるが、当初は自分が戦うことはほとんどなく、相棒のサリーや実体化させたレンジャーキーの戦士に任せていたが、レンジャーキーが全てゴーカイジャー側のものになってからは、後述する怪人態としての姿をみせ、戦うようになった。
見かけや口調とは裏腹に冷酷かつ残忍な性格の卑怯者であり、他人は誰も信用しておらず、相棒のサリーですら手駒としか思っていない。手口は用意周到で用心深く、いかなる状況でもほとんど余裕を失わない。「何かを得るためには、何かを捨てなきゃ」という信念を持ち、目的のためなら卑劣な手段も厭わないため、宝を得るためならば平気で仲間を裏切る。敵対関係となってからもマーベラスのことは昔と同じく「マベちゃん」と馴れ馴れしく呼び、格下に見ているが、彼の成長を素直に認めてもいる。最後の対決において、マーベラスがアカレッドから自立したことを知ると、「マーベラス」に呼び方を改めた。レジェンドのことは基本的に「元●●「戦隊名」のお兄さん、お姉さん」などと呼ぶ。血の色は緑色。
自身にも見つけられなかったカクレンジャーの大いなる力を見つけさせるため、ゴーカイジャーを追い詰めながらも「宇宙最大の宝を手に入れるために必要」と見逃し、彼らの抹殺を図ったダマラスを裏切り、ザンギャックから1,000万ザギンの懸賞金が懸けられる。ゴーカイジャーがバスコ自身の持つものを除くすべての大いなる力を手に入れたのを見て、決着をつけるべく乗り出す。自身の信念のもとにサリーを捨て駒にしてゴーカイジャーを退けて、一時はゴーカイガレオンとナビィ、ゴーカイジャーを含む全ての大いなる力とレンジャーキーを手中に収める。自分たちのレンジャーキーを取り戻したマーベラスを除くゴーカイジャーの反撃に遭いながらも返り討ちにするが、最終的にはマーベラスとの一騎討ちの末に敗北。皮肉にも捨て駒にしたサリーの遺品がマーベラスを救う結果になったことを自嘲しながら最期を遂げ、遺体はその後、赤と黒の粒子となって消滅した。
『ゴーバスターズVSゴーカイジャー』では本人ではなくエンターが作り出したアバターとして登場するが、オリジナルの記憶も持っている。しかし、戦闘力は劣っているため、バルイーグルに豪快チェンジしたレッドの飛羽返しに倒される。また「マベちゃん」とマーベラスを再び呼称している。
- 名前はタバスコとジョロキアに由来する。当初はアカイダーという仮名が付けられており、第15話の脚本を担当した香村がジョロキアという名前を提案したが、前話に登場するジェラシットと紛らわしいとの指摘を受け、唐辛子にちなんだフルネームが設定された。
- 口調は「感情が言葉にこもっていない軽い男」を強烈にしたものであり、オネエ系というわけではないという。

バスコ完全体
第31話から登場。アカレッドも恐れたというバスコ本来の姿である怪人体。カリブレードという剣とカリブラスターという銃を駆使して戦う。大抵の攻撃は素手で弾くか、全身を包み込む赤いバリアで無効化する。初戦ではゴーカイジャーを一撃で倒し、以降の戦いでもゴーカイジャーの攻撃に全くダメージを受けない。基本的には片手ずつ銃や剣をもつが、マーベラスとの最後の対決でのみ両手のスタイルをとる。
初戦以降も何度もゴーカイジャーを圧倒し、第47話ではマーベラスを除く5人を返り討ちにして、レンジャーキーを奪っている。
- デザインは韮沢靖が担当したが、ドクロが全身の至るところにあしらわれているのは、篠原がデザインしたバスコのラッパを吹くドクロのシンボルマークに合わせたものとなっている。海賊帽や中央の深緑、白いモフモフに赤い体など人間態時の衣裳や海賊旗の要素を取り入れている。

サリー
バスコの相棒の宇宙猿。「ウキ〜！」としか言葉は喋らないが、バスコに合わせて人を小馬鹿にしたリアクションを見せたりと、感情表現は豊か。好物はバナナだが、道端にバナナの皮を捨てるという悪癖がある。第43話でバスコがザンギャックを裏切ったため、第44話にて彼にも50ザギンの懸賞金が懸けられる。
戦闘能力は高く、シンバルを武器として、イエローやピンクを圧倒したこともある。
バスコからさまざまな体術を仕込まれており、手にしたシンバルで敵の攻撃をあしらうなど、高い身体能力を持つ。腹部のハッチである異次元ドアーには後述するロイドを待機させており、バスコの命令によって射出、巨大化させる。第20話以降はラッパラッターで実体化した戦士がレンジャーキーに戻った際に回収する役目を担っていたが、第31話でゴーカイシルバーの妨害で阻止され、残り全てのレンジャーキーをゴーカイジャーに奪われる。
第47話で作戦のためとはいえバスコに負傷させられたことから、自分を手当てしてくれたゴーカイジャーの説得でバスコと袂を分かとうとするが、それもバスコの計算のうちで、「お守り」と称して首にかけられた爆弾が仕込まれたペンダントを起爆させられ、近くにいたマーベラスを巻き込んで爆死する。しかし、爆発直前にマーベラスを護るため爆弾を腹部のハッチ内にしまい込み、マーベラスの負傷を最低限度に留める。この際にマーベラスはペンダントの飾りの一部であるバナナ状の部分を握りしめており、それがバスコとの最終決戦における盾となってマーベラスを守る結果となった。
- 当初の設定ではバスコの相棒には女海賊が想定されていたが、企画者104の葛西おとからの提案によりサルのキャラクターが追加され、その後両方を登場させることは難しくなったため、子供番組であることを重視し女海賊は不採用となった。
- デザインは篠原保が担当した。元々は韮沢が担当する予定であったが、韮沢はサルなどの哺乳類のような怖くない生き物を怖く描くデザインを苦手としており、篠原が引き受けることとなった。当初は海賊服を着たリスザルのようなキャラクターとしてデザインされたが、既存のキャラクターに似たかわいらしいものになったため、ニホンザルをモチーフにしたものに変更された。スーツアクターを務めたおぐらとしひろは、外見から猿回しのサルというイメージで演じた。
- 造形段階ではスター・ウォーズシリーズに登場するチューバッカのような大柄なキャラクターと想定されていたが、メイン監督の中澤祥次郎の意見により小柄なキャラクターという扱いになった。そのためスーツアクターのおぐらは、スーツのサイズが大きく修正を要したという。

ロイドシリーズ
サリーの腹の扉から出現する巨大戦闘疑似生命体の総称。それぞれ特性に応じた「○○ロイド」という名称とコードネームを持ち、バスコからは「●●君」または「●●ちゃん」付けで呼ばれている。召喚する際にはバスコは大抵「いらっしゃいませ〜!」の声をかける。前半は1体出現させるパターンであったが、後半では相性の良いもの同士を2体出現させていた。全部で7種類存在し、曜日をモチーフにしている。第47話で全て使い果たした。

#### バスコの装備・戦力
ラッパラッター
金色のトランペット型特殊アイテム。上部の5つのシリンダーにレンジャーキーを挿し込み、ラッパを吹くとレンジャーキーが戦士そのものに実体化し傀儡の戦士を召喚する。キーを挿さずにレジェンドに向けて吹き鳴らすことで大いなる力をレジェンドから無理矢理強奪する機能も付属しているが、多少時間がかかるため、ゴーカイジャーが近くにいる状況ではほぼ阻止されていた。
- デザインは篠原保が担当。レンジャーキーを使用しているが、アカレッド由来のアイテムと明確に出自を変えるため、シリンダー部分などはゴーカイサーベルなどに似せ、全体はクラシカルな海賊のイメージでまとめている。

カリブレード、カリブラスター
バスコが武器とする金色のカットラスとマスケット銃。カリブラスターは実弾だけでなく青色の閃光も放つ。第48話にてマーベラスがゴーカイサーベルとカリブレードを用いて二刀流を披露し、カリブレードで自分とバスコの足を地面に刺して動きを封じ、ゼロ距離からゴーカイサーベルで斬りつけることでバスコを倒した。
- デザインは篠原保が担当。カリブレードは『空飛ぶ幽霊船』のロスダークの武器との対比でメカっぽいカチっとした造りとなっている。カリブラスターはバスコの全容を把握していなかったため、現代的なオートマチック銃とクラシックなマスケット銃をミックスさせたものに怪人然としたトゲトゲを加えている。

フリージョーカー
バスコの旗艦。ザンギャック艦隊の戦艦を赤く塗装した艦で、牢屋がある。ゴーカイガレオンのレーダーにも反応しない。前方にバリアを張る機能が付いている。
バスコの消滅後は放置されていたが、最終話にてナビィがザンギャックの大艦隊に対抗するために操縦し、マーベラスと鎧をギガントホースに突入させた。その後、操縦装置を破壊されたギガントホースと共に墜落、爆発した。

### 過去作品における敵組織関連
かつて、レジェンドによって倒された悪の組織の残党およびその関係者。過去の世界に登場した外道衆とマトリンティスや行動隊長として登場したキャラクター以外は、第三勢力的存在としてゴーカイジャーおよびザンギャックの両方に敵対している。
行動隊長
- #ブラムド（アリエナイザー）
- #パチャカマック13世（宇宙拳法）
- サンダールJr.&サタラクラJr.（宇宙忍者）

ジャリュウ一族
第21話に登場。かつて、ボウケンジャーと対立していたネガティブシンジケートの1つ。

創造王リュウオーン
ジャリュウ一族の創造者。プレシャスバンクの爆発で死亡したが、配下のジャリュウによりもたらされた死者を蘇らせる力を持つプレシャス「黄泉の心臓」を胸に埋め込むことで復活しゴーカイジャーおよびインサーン率いるザンギャック部隊と戦う。プレシャスバンクの爆発で死亡したという設定を受けて左半身が焼けただれたような外見になっており、武器であった剣も1本のみになっている。
- デザインは篠原保によって新規に描かれている。着ぐるみは既存のものの改造。傷の位置は『ボウケンジャー』でのボウケンレッドの太刀筋を踏襲しており、大きな傷を身体に幾つか配して、その区切られた部分のみをダメージ処理している。

竜人兵ジャリュウ
ジャリュウ一族の戦闘員。ゴーミンやスゴーミンを倒し、「黄泉の心臓」によりリュウオーンを復活させる。

蛮機族ガイアーク
第35話・第36話に登場。かつて、ゴーオンジャーによって倒された悪の機械生命体軍団。倒されるとコミカルな断末魔を上げる特徴がある。

害統領（二代目）ババッチード
かつて、シンケンジャーとゴーオンジャーによって倒されたガイアークの害統領バッチードの後継者。両腕のイチバンドライバーやスーパーナッグルで武装し、ボディからはババッチードバルカンやババッチードスパイラルを発射する。
チラカシズキーを使い厄介なゴーカイジャーを鎖国バリアでヒューマンワールドへの出入りを不可能にした後、ヒューマンワールドの征服に乗り出したが、そこでザンギャックと対立することになる。ゴーカイジャー帰還後は配下のウガッツとワルズたちに取り残されたゴーミンを率いてゴーカイジャーと戦う。
初代と同じく冷酷かつ卑怯で狡猾な性格であるが、ザンギャックの存在を忘れて事前の処置を怠ったり、ガンマンワールドからヒューマンワールドへの出入り以外は可能だったため、ゴーカイジャーがマシンワールドへ行きマッハルコンと合流することを許してしまったりと、詰めが甘く抜けた一面がある。また、自身のことを「害統領かっこ二代目」と称している。
断末魔「まだ望まれているうちに退陣するのが一番であ〜る! 辞任!!」は、カルヴィン・クーリッジの言葉から引用。
- デザインはバッチードの色違い。

保蛮官チラカシズキー
ガイアークの残党。その名前や外見は同じガイアークの幹部である掃治大臣キレイズキーや危官房長官チラカソーネに酷似している。
逆らう者には容赦ない自分勝手な性格で、蛮機族らしく汚い環境を好み、ハンドガン、ショットガン、バズーカなどの火器を乱射して周囲を破壊してはゴミを撒き散らすことを好む。銃器類の他に炎神のパワーを吸収する特殊な投げ縄を装備しており、これでスピードルたちのパワーを奪っている。
断末魔「俺は『ガイアーク』という名前が大好きです!!」は、西部劇『荒野の決闘』の「私はクレメンタインという名前が好きです」のもじり。
炎神たちを退け、異次元世界であるガンマンワールドを侵略しようとしたが、実はその侵略作戦そのものがババッチードの命令によるガンマンワールド侵略兼陽動作戦であった。ゴーカイジャーのゴーカイガレオンバスターの必殺砲撃に敗れ、巨大化するがハリケンゴーカイオーの必殺奥義乱れ桜によって止めを刺される。
『仮面ライダー×スーパー戦隊 スーパーヒーロー大戦』では大ザンギャックの怪人として登場。
蛮機兵ウガッツ
ガイアークの戦闘員。チラカシズキーおよびババッチードの配下としてゴーカイジャーやザンギャックと戦った。

外道衆
第40話に登場。シンケンジャーと因縁深い、三途の川を拠点とする外道の化け物たち。本作品では、過去の世界にて登場。
骨のシタリ
外道衆の策士。過去の世界において強化ナナシ連中や強化ノサカマタを率いて独自にシンケンジャーやゴセイジャーを倒そうとしていたが、ゴーカイジャーによって阻まれてしまう。そして、彼らの豪快チェンジに圧倒され爆散する。ゴーカイジャーが骨のシタリと戦った理由は寝隠神社を破壊した黒幕を倒すこと、およびゴセイジャーやシンケンジャーに対して大いなる力をもらったことへの恩返しをするためであるが、寝隠神社を破壊した真犯人は別に存在し、寝隠神社を破壊した黒幕というのはゴーカイジャーの勘違いであった。
ナナシ連中、ノサカマタ
外道衆の戦闘員。ナナシ連中は通常の個体とシタリによって強化された強化ナナシの2種類が登場し、通常の個体はビービと共にシンケンジャーやゴセイジャーと戦っており、強化された個体は同様に強化された強化ノサカマタと共にシンケンジャーやゴセイジャーを倒そうとするが、ゴーカイジャーと戦うことになる。

機械禦鏖帝国マトリンティス
第40話に登場。かつてゴセイジャーによって倒された3番目の悪しき魂。本作品では、ゴセイジャーと対峙する前の時間にて登場。
エージェントのメタルA（）
マトリンティスの幹部。過去の世界において密かにザンKT0による寝隠神社が発する謎のエネルギー反応の破壊を行おうとしていた。予期せぬ敵となるゴーカイジャーにザンKT0が敗北したことにより、貴重な戦闘データの収集に成功し、ザンKTシリーズが後に製造されることとなる。

ショットのザンKT0（）
マトリンティスのマトロイドであるザンKTシリーズのプロトタイプ。100mmバルカン砲や特大のKTミサイルなどを装備しており、遠距離攻撃を得意とする。メタルAの命令で寝隠神社が発する謎のエネルギー反応を破壊しようとするが、偶然出会ったゴーカイジャーによって阻止され、豪獣神の豪獣トリプルドリルドリームによって倒される。
- 造形は現場対応のため新規のデザイン画は描かれていない。

ビービ虫、魔虫兵ビービ
悪しき魂が使役する使い魔およびそれが変化した戦闘員。ビービはナナシ連中と共にゴセイジャーやシンケンジャーと戦っており、ビービ虫はメタルAが召喚し、ビービネイルに変化したうえでザンKT0を巨大化させた。

## 宇宙最大のお宝
本作品における重要な存在。『宇宙の全てと同じ価値』があると言われ、マーベラスを始めとした宇宙海賊たちが手中に収めるのを夢に描いているが、そのスケールの大きさから実在すらも疑われ、伝説や噂と同レベルの扱いを受けており、地球の民間人に至っては全くといっていいほど認知されていない。
実物は三つ鱗紋の形をした高さ30cmほどの黄金の正三角錐の物体で、扉に変形したナビィに巻きつく34個の錠前に大いなる力を宿した歴代レッドのレンジャーキーを挿入することで行くことができる『地球の中心』に安置されている。また、『地球の意志』がこの物体を通して会話をすることができる。
使用すると34のスーパー戦隊の大いなる力によって全宇宙を思うがままに作り直すことができるが、34のスーパー戦隊の存在が歴史から消えるという代償が伴う。
ザンギャックの総攻撃で人々が絶望に打ちひしがれる中、ゴウシの言葉によって決意を固めた鎧は宇宙最大のお宝を使い、ザンギャックの存在しない平和な宇宙を作ろうと進言するが、マーベラスら5人は過去を乗り越えて生きてきた今の自分たちを否定しないため、また地球人は（鎧がそうであるように）過去のスーパー戦隊に与えられた希望を持っており、スーパー戦隊の存在を消すことで地球人から心の支えを奪いたくないという理由からこの力を使用するつもりはないことを告げ、鎧もそれに同意。最後は鎧のゴーカイスピアによって破壊された。
- 『空飛ぶ幽霊船』のゴッドアイが球だったため、その対比で三角形となっている[152]。
- 声を担当した関智一は、自身が『海賊戦隊ゴーカイジャーVS宇宙刑事ギャバン THE MOVIE』で演じた天の声と同一の存在であると想定し、継続したイメージで演技を行った[192]。

## キャスト
「全ての戦隊が繋がった世界」という設定を考慮し、レギュラー出演する声優はシリーズレギュラー初出演のキャストで固められている。また、バリゾーグ役には主に映像や舞台で活躍する俳優の進藤学が起用され、バリゾーグの正体であるシド・バミック役として顔出しでも出演した。
ナレーションと各種アイテムの音声は、過去シリーズにも出演した関智一が担当。アイテム音声の独特のアクセントは、関が『激走戦隊カーレンジャー』の名乗りを参考に自ら提案したものである。炎神マッハルコン役の平田広明は、海賊を題材とした作品に複数出演していたことから起用された。

### レギュラー・準レギュラー
- キャプテン・マーベラス / ゴーカイレッド - 小澤亮太
- ジョー・ギブケン / ゴーカイブルー - 山田裕貴
- ルカ・ミルフィ / ゴーカイイエロー - 市道真央
- ドン・ドッゴイヤー（ハカセ） / ゴーカイグリーン - 清水一希
- アイム・ド・ファミーユ / ゴーカイピンク - 小池唯
- 伊狩鎧 / ゴーカイシルバー - 池田純矢（17 - 51）
- バスコ・タ・ジョロキア - 細貝圭（15,16,20,23,31,39,42,43,46 - 48）

### 声の出演
- ナビィ - 田村ゆかり
- 風雷丸 - 宮田浩徳 『忍風戦隊ハリケンジャー』（25 - 27,30,32 - 35,38,39,43,44,49,50）
- 炎神マッハルコン - 平田広明（35 - 39,41,43,44,46,47,50）
- アカレッド[注釈 122] - 古谷徹『轟轟戦隊ボウケンジャーVSスーパー戦隊』（2,15,16,38）
- ワルズ・ギル - 野島裕史（1 - 14,17,19,21,22,24 - 30,32 - 34,36 - 38）
- ダマラス - 石井康嗣（1 - 14,17 - 19,21,22,24 - 34,36 - 38,41 - 43）
- インサーン - 井上喜久子（1 - 14,17 - 19,21,22,24 - 30,32 - 34,36 - 38,41 - 44,46,49）
- バリゾーグ - 進藤学（1 - 14,17,19,21,22,24 - 30,32 - 34,36 - 38）[注釈 123]
- サリー - 大村亨（15,16,20,23,31,39,42,43,46 - 48)
- アクドス・ギル - 小川真司（37,41 - 44,46,49 - 51）
- ダイランドー - 江原正士（41 - 44,46,49 - 51）
- ナレーション、ゴーカイジャー各種アイテム音声[195][注釈 124]、地球の意思（49）[注釈 124] - 関智一

### 主なゲスト出演者
括弧内の数字は登場話数である。過去のスーパー戦隊と同じ役柄で出演した役者は二重鉤括弧で出演した過去のスーパー戦隊の作品名を示す。
- OL - 辻有希子（1）、東海林美里（9）、五味涼子（46）
- 庶民 - 中家伊章（1）
- 宝石店店主 - 斉藤和彦（1,6）
- マスター - 田中護（1,51）
- 保育士 - 小山由美（1）、中島芙美枝（1,51）、松中みなみ（51）
- 子ども - 立野海修、田中理勇（1）
- 海城剛 / アカレンジャーの声 - 誠直也（1[注釈 125],51）『秘密戦隊ゴレンジャー』
- 少年 - 泉大智（2,50）
- 小津魁[注釈 126] - 橋本淳（2,3）『魔法戦隊マジレンジャー』
- 赤座伴番 - 載寧龍二（5）『特捜戦隊デカレンジャー』
- 礼紋茉莉花 - 木下あゆ美（5）『特捜戦隊デカレンジャー』
- 春日井小牧 - 谷内里早（6）
- 春日井高蔵 - 島津健太郎（6）
- 幼い小牧 - 春日香音（6）
- 漢堂ジャン - 鈴木裕樹（7）『獣拳戦隊ゲキレンジャー』
- 飼育係 - 長島竜也（7）
- 店主 - 片岡富枝（7）、宮崎吐夢（24）、ロード裕之（35）
- 子供 - 森大悟（7）
- 獅子走 - 金子昇（9）『百獣戦隊ガオレンジャー』
- 志葉薫 - 夏居瑠奈（11,12）『侍戦隊シンケンジャー』
- 剣道部部長 - 和希優美（11）
- 丹波歳三 - 松澤一之（11,12）『侍戦隊シンケンジャー』
- 梨田永吉 - 山中崇（13）
- 強面オヤジ - 古井榮一（13）
- 陣内恭介 - 岸祐二（14）『激走戦隊カーレンジャー』
- 太った男 - 鈴木昌平（17）
- 豆腐屋のおじさん - 谷本一（17）
- 男の子 - 岡島遼太郎（17）
- 仲代壬琴 - 田中幸太朗（18）『爆竜戦隊アバレンジャー』
- 母親 - 伊藤留奈（18）、大島蓉子（24）、栗原由佳（30）
- 女の子 - 松浦愛弓（18）
- 看護師 - 神崎ゆうき（18）
- 受験生 - 佐藤ユウヤ（19）
- ビジネスマン - 青山航士（19）
- ヒュウガ - 小川輝晃（20）『星獣戦隊ギンガマン』
- リョウマ - 前原一輝（20）『星獣戦隊ギンガマン』
- 明石暁 - 高橋光臣（21）『轟轟戦隊ボウケンジャー』
- 将太 - 浦上晟周（22）
- 大吾 - 小柴亮太（22）
- 巽マツリ - 柴田かよこ（23）『救急戦隊ゴーゴーファイブ』
- ミクの母 - 山口あゆみ（23,50）
- ミク - 小西風優（23,50）
- リア[注釈 127] - 浜野希莉（23,34）
- お爺さん - 菅登未男（23）
- 女装男性 - 石橋征太郎（23）
- 男児 - 寺井大治（23）
- 救急隊長 - 中川素州（23）
- 椎名鷹介 - 塩谷瞬（25,26）『忍風戦隊ハリケンジャー』
- 野乃七海 - 長澤奈央（25,26）『忍風戦隊ハリケンジャー』
- 尾藤吼太 - 山本康平（25,26）『忍風戦隊ハリケンジャー』
- 運転手 - 高石賢治（25,26）、森里一大（46）
- 男 - 武智健二、横山一敏（27）
- 大統領 - Ian Moore（27）
- 首脳 - MAX、候偉（27）
- おじさん - 石田雄生（27）
- 女子高生 - 大坪あきほ、仲原舞（27）
- 若者 - 渡辺隼斗、新田健太（27）、笠原雄太（30）
- 結城凱 - 若松俊秀（28）『鳥人戦隊ジェットマン』
- 美女 - 川村りか（28）
- 三条幸人 - 富田翔（29）『爆竜戦隊アバレンジャー』
- 三条笑里 - 西島未智（29）『爆竜戦隊アバレンジャー』
- 支配人 - 河原康二（29）
- 新郎 - 栗山ヨシユキ（29）
- 新婦 - 夏紀（29）
- 大原丈 - 西村和彦[注釈 128]（30）『超獣戦隊ライブマン』
- 兎田 - 渡辺一久（30）
- 星野吾郎 - 宍戸勝[注釈 128]（31,32）『超力戦隊オーレンジャー』
- 丸尾桃 - さとう珠緒[注釈 128]（31,32）『超力戦隊オーレンジャー』
- 浅利悟志 - 藤原薫（32）
- 天火星・亮 - 和田圭市[注釈 128]（33）『五星戦隊ダイレンジャー』
- マサ - 新堀和男（33）
- カヨ - 神尾直子（33）
- サブ - ショッカーO野（33）
- カイン - 君沢ユウキ（34）
- 江角走輔 - 古原靖久[注釈 128]（35,36）『炎神戦隊ゴーオンジャー』
- 伊達健太 - 大柴隼人（39）『電磁戦隊メガレンジャー』
- 教師 - 岩寺真志（39）
- バスケ部員 - 鈴木伸之、山川祐（39）
- デジ研部員 - 髙橋直人、戸井智恵美（39）
- 男子生徒 - 太田基裕（39）
- 女子生徒 - 伊倉愛美（39）
- ドモン - 和泉宗兵（40）『未来戦隊タイムレンジャー』
- 森山未来 - 小宮明日翔（40）
- 森山ホナミ - 吉村玉緒（40）『未来戦隊タイムレンジャー』
- 王 - たんぽぽおさむ（41）
- 王妃 - 坂東七笑（41）
- 執事 - 加島潤（41）
- サンタ / 曙四郎 - 大葉健二（44）『バトルフィーバーJ』
- 木下小夜 - 布施柚乃（44）
- 木下聖二 - 本田大翔（44）
- 幼女 - 藤井杏奈（44）
- 鶴姫 - 広瀬仁美（45）『忍者戦隊カクレンジャー』
- サラリーマン - 大林勝（46）[68]
- 店員 - 近松孝丞（46）
- 警官 - 椋田涼（46）
- 飛羽高之 - 五代高之（49,51）『太陽戦隊サンバルカン』
- 疾風翔 - 和興（49）『電撃戦隊チェンジマン』
- ダイ - 植村喜八郎[注釈 128]（49）『超新星フラッシュマン』
- アキラ - 廣田一成（49）『光戦隊マスクマン』
- 星川レミ - 成嶋涼[注釈 128]（49,51）『地球戦隊ファイブマン』
- ゴウシ - 右門青寿（50,51）『恐竜戦隊ジュウレンジャー』
- 天知博士 - 山田ルイ53世（髭男爵 / 50）『天装戦隊ゴセイジャー』
- 山崎由佳 - 平田薫（50）『魔法戦隊マジレンジャー』
- 天重星・将児 - 羽村英（51）『五星戦隊ダイレンジャー』
- 天時星・知 - 土屋圭輔（51）『五星戦隊ダイレンジャー』
- 巽ショウ - 原田篤（51）『救急戦隊ゴーゴーファイブ』
- 小津芳香 - 別府あゆみ（51）『魔法戦隊マジレンジャー』
- 須塔美羽 - 杉本有美（51）『炎神戦隊ゴーオンジャー』

#### 声のゲスト出演
- マージフォン - 玄田哲章（3）『魔法戦隊マジレンジャー』
- ドギー・クルーガー - 稲田徹（5）『特捜戦隊デカレンジャー』
- マスター・シャーフー - 永井一郎（7）『獣拳戦隊ゲキレンジャー』
- 炎神スピードル - 浪川大輔 (35,36）『炎神戦隊ゴーオンジャー』
- 炎神バスオン - 江川央生 (35,36) 『炎神戦隊ゴーオンジャー』
- 炎神ベアールV - 井上美紀 (35,36) 『炎神戦隊ゴーオンジャー』
- ボンパー - 中川亜紀子 (35,36) 『炎神戦隊ゴーオンジャー』
- シンケンレッド - 松坂桃李[注釈 129](40) 『侍戦隊シンケンジャー』[197]
- シンケンブルー - 相葉裕樹[注釈 129]（40）『侍戦隊シンケンジャー』[198]
- ニンジャマン - 矢尾一樹（45,46）『忍者戦隊カクレンジャー』

### スーツアクター
第1話冒頭の「レジェンド大戦」のシーンにおいては、『ゴレンジャー』から『ゴセイジャー』までの総勢182名の戦士たちが同時に戦うという、大がかりなシーンが撮影された。その際には、本作品のアクションを担当するジャパンアクションエンタープライズ（JAE）やレッド・エンタテインメント・デリヴァー（RED）やスタントジャパン（STJ）に所属する俳優たちを総動員するだけでなく、全国各地でスーパー戦隊シリーズのステージショーに出演しているアクション俳優たちも多数招集された。
当初は蜂須賀祐一がピンク、野川瑞穂がイエローとなる予定であったが、蜂須賀が従来の役と異なるクールな役柄を要望し、豪快チェンジでの歴代戦隊のスーツも蜂須賀が過去に演じたイエローがそのまま着られるものが多かったため、配役が入れ替えられた。
- ゴーカイレッド[出典 75]、ゴセイブルー[38]、ハリケンレッド（椎名鷹介）[58]、ゴーミン（33）[204] - 福沢博文
- ゴーカイブルー[出典 76]、ゴーミン（33）[204] - 押川善文
- ゴーカイイエロー[出典 77]、ゴーミン（30[51]、33[204]） - 蜂須賀祐一
- ゴーカイグリーン[出典 78]、ハリケンイエロー（尾藤吼太）[211][212][58]、ゴーミン（30[51]、33[204]） - 竹内康博
- ゴーカイピンク - 野川瑞穂[出典 79]
- ゴーカイシルバー[214][202][215][203][66]、ジェラシット[216][215]、行動隊長[215]、伊狩鎧（吹き替え）[217] - 佐藤太輔
- ゴーカイオー[218]、参謀長ダマラス[182][218]、アカレッド[202][13]、ドギー・クルーガー[219] / デカマスター[220]、ニンジャマン[221][93] - 日下秀昭
- 司令官ワルズ・ギル[222][182][218][223]、決戦機グレートワルズ[224][218] - 清家利一
- 開発技官インサーン[出典 80]、グレートインサーン[218]、ゴーカイグリーン（50）[225] - 大林勝
- 特務士官バリゾーグ[226][182][218][227]、皇帝アクドス・ギル[216][218][227] - 岡元次郎
- 宇宙猿サリー[228][188][187]、サタラクラJr.[188][187]、親衛隊員ダイランドー[188][187]、ゴーミン[187] - おぐらとしひろ
- バスコ完全体[229][230]、黒獅子リオ（23）[200]、ゴーカイシルバー[215][66]（24）、センデン[231]、レガエル[231]、ハリケンレッド[231]、豪獣神[231]、ゴーカイレッド（50）[225] - 浅井宏輔
- ニンジャレッド[出典 81] - 高岩成二（1）
- デカブレイク[199][232] - 永徳（1）
- ボウケンピンク（1）[234]、チェンジマーメイド（OP・ED）[235]、ゴーミン[236] - 中川素州
- バルパンサー（1）[233] - 伊藤久二康
- 黒騎士（20）[237]、ブラックコンドル（28）[238][232][84][237] - 大藤直樹
- 黒獅子リオ（31）[239]、行動隊長（28,29）[240][241][215]、スゴーミン[242]、害統領（二代目）ババッチード（35,36）[242]、ドゴーミン[242] - 今井靖彦
- 行動隊長、スゴーミン（7,50）[243][244]他 - 矢部敬三
- ゴーカイピンク[203][61]、ハリケンブルー（野乃七海）[58] - 人見早苗
- ゴーカイピンク（41話ほか）[出典 82]、ゴーカイイエロー（木下小夜 / 44）[245][47] - 神尾直子
- アカレンジャー[233]、レッドターボ - 新堀和男[246]
- 獣人メレ（23）[200]、ゴーカイイエロー（50）[225] - 蜂須賀昭二
- ゴーカイブルー（50）[247] - 岩上弘数
- ゴーミン[236] - 林潔

## スタッフ
チーフプロデューサーは宇都宮孝明が担当。メインライターには『鳥人戦隊ジェットマン』以降のほとんどのシリーズ作品に携わっている荒川稔久が起用され、サブライターとして前年より引き続き参加となる香村純子、下山健人、石橋大助らが脇を固めた他、浦沢義雄、井上敏樹といった過去作のメインライターたちもゲストとして参加している。宇都宮は脚本家が多くなった理由について、映画『ゴーカイジャー ゴセイジャー スーパー戦隊199ヒーロー大決戦』が東日本大震災の影響で制作が遅れた影響で、荒川の執筆ペースも遅れたためとしている。
演出面ではメイン監督を務める中澤祥次郎を始め、前年から引き続き参加の面々のほか、ベテランである坂本太郎も『轟轟戦隊ボウケンジャー』以来にローテーションに加わっており、さらにゲスト監督として長年パワーレンジャーシリーズの演出に携わってきた坂本浩一が名を連ねている。劇伴音楽はシリーズ2度目の参加となる山下康介が担当。
アクション監督の石垣広文は、シリーズの集大成である本作品でアイディアを出し切ったとし、次作では福沢博文に役職を引き継いだ。
キャラクターデザインには平成仮面ライダーシリーズで多くの怪人デザインを手掛けてきた韮沢靖が初めてスーパー戦隊シリーズに参加し、『高速戦隊ターボレンジャー』以降10作目となる篠原保と共同で担当している。当初敵側のレギュラーは韮沢がすべて担当する予定であったが、韮沢は初挑戦となる戦隊での怪人デザインに苦戦し、篠原が応援に入る形となった。
- 原作 - 八手三郎、石ノ森章太郎[注釈 133]
- 連載 - テレビマガジン、てれびくん
- プロデューサー - 佐々木基（テレビ朝日）、宇都宮孝明・大森敬仁（東映）、矢田晃一・深田明宏（東映エージエンシー）
- 脚本 - 荒川稔久、香村純子、下山健人、浦沢義雄、井上敏樹、石橋大助
- 監督 - 中澤祥次郎、渡辺勝也、坂本浩一、加藤弘之、坂本太郎、竹本昇
- 音楽 - 山下康介（Project.R）
- 音楽プロデュース - Project.R（日本コロムビア）
- 撮影 - 松村文雄、相葉実、大沢信吾
- 照明 - 柴田守、本田純一、堀直之
- 美術 - 大谷和正
- 録音 - 伝田直樹
- 編集 - 阿部嘉之、佐藤連
- スクリプター - 関根秀子、森みどり
- 助監督 - 須上和泰、荒川史絵
- 計測 - 相葉実、佐藤真之、岩崎智之
- MA・選曲 - 宮葉勝行
- MAオペレーター - 錦織真里
- 音響効果 - 大泉音映
- ラインプロデューサー - 谷口正洋、平原大志、道木広志
- ラインプロデューサー補 - 下前明弘
- プロデューサー補 - 望月卓
- 視覚効果 - 沖満
- キャラクターデザイン - 韮沢靖、篠原保、さとうけいいち、酉澤安施
- 企画協力 - 企画者104
- 資料担当 - 葛西おと、松井大
- 絵コンテ - チュウチュウコンビナート
- デザイン協力 - プレックス
- 造型 - レインボー造型企画
- アクション監督 - 石垣広文（ジャパンアクションエンタープライズ）
- アクション監督補佐 - おぐらとしひろ（ジャパンアクションエンタープライズ）（第1話）
- 特撮研究所
  - 撮影 - 鈴木啓造、岡本純平、内田圭
  - Bキャメラ - 高橋政千
  - 照明 - 安藤和也、関澤陽介
  - 美術 - 松浦芳、長谷川俊介、花谷充泰
  - 操演 - 中山亨、和田宏之
  - 特殊効果 - 船越幹雄（ライズ）
  - 特撮助監督 - 小串遼太郎
  - デジタル合成 - 山本達也、南剛
- 特撮監督 - 佛田洋
- 技術協力 - 東映デジタルセンター、BULL、西華産業
- 制作 - テレビ朝日、東映、東映エージエンシー

## 音楽
主題歌
オープニングテーマ「海賊戦隊ゴーカイジャー」
作詞：岩里祐穂 / 作曲：持田裕輔 / 編曲：Project.R（籠島裕昌） / 歌：松原剛志 （Project.R） / コーラス：ヤング・フレッシュ、Project.R
オープニングナレーション時に流れる音楽は劇中に挿入されるBGMのアレンジのため、オリジナル版にはこの部分は存在しない。
一部の回と劇場版では（第5・18話ではインストゥルメンタル版と併用、第6・12・36話ではインストゥルメンタル版のみ）挿入歌として使用。
最終話はエピローグで使用された。
エンディングテーマ「スーパー戦隊 ヒーローゲッター」
作詞：藤林聖子、荒川稔久 / 作曲・編曲：Project.R（大石憲一郎） / 歌：Project.R（松原剛志、押谷沙樹、高橋秀幸、五條真由美、YOFFY、IMAJO、高取ヒデアキ、Sister MAYO、谷本貴義、NoB、岩崎貴文、大石憲一郎、籠島裕昌）
歴代スーパー戦隊の名称と特徴を歌詞に盛り込んだ覚え歌。1番から3番までに過去34戦隊の名前が登場し、1番・2番・3番の順に週替わりで使用される。
通常のエンディングでは歌詞テロップも表示される。

挿入歌
『激走戦隊カーレンジャー』以降のシリーズで恒例になっていた、戦隊メンバーが歌唱する曲は本作品では製作されていない。
「海賊合体! ゴーカイオー」（第10・12・13・32・45話）
作詞：YOFFY / 作曲：山下康介 / 編曲：大石憲一郎（Project.R）/ 歌：サイキックラバー（Project.R）
第12・45話では、一部歌詞をシンケンジャーにちなんだものに変更したバージョンが使用された。
これ以外にも歌詞違いの音源が数種類存在するが、いずれも2022年現在商品化などはされていない。
「豪快全開ダッシュ!!」（第11・24・40・45話）
作詞・作曲・編曲・歌：谷本貴義（Project.R）
第33・42話ではインストゥルメンタル版が使用されている。
- 谷本は、「暴れん坊で明快な曲」という発注を受け、得意分野であったので肩の力を抜いて書くことができたと述べている。

「鋼の心 ゴーカイシルバー」（第17・40話）
作詞：藤林聖子 / 作曲：山下康介 / 編曲：鈴木盛広（Project.R）/ 歌：高橋秀幸（Project.R）
第17話ではインストゥルメンタル版と併用して使用されている。
「完成! 豪獣神」（第18・40話）
作詞：藤林聖子 / 作曲：山下康介 / 編曲：亀山耕一郎（Project.R）/ 歌：NoB（Project.R）
「お宝を探せ!」（第22・35・44・45話）
作詞・作曲：高取ヒデアキ / 編曲：籠島裕昌（Project.R）/ 歌・演奏：Z旗（Project.R）
第24話ではインストゥルメンタル版のみ、第44話ではインストゥルメンタル版と併用して使用されている。
「パイレーツ・ガールズ」（第34・41話）
作詞：井上望 / 作曲・編曲：岩崎貴文（Project.R）/ 歌：Project.R（五條真由美、Sister MAYO）
「KANZEN TREASURE」（第39・44話）
作詞：八手三郎 / 作曲・編曲：渡辺宙明 / 歌：水木一郎
第38話ではインストゥルメンタル版が使用されている。
「海賊（つわもの）たち〜宇宙海賊のテーマ〜」（第43話）
作詞：高取ヒデアキ / 作曲・編曲：鈴木盛広（Project.R）/ 歌：宮内タカユキ

イメージソング
「派手に行くぜ!」
作詞：井上望 / 作曲・編曲：岩崎貴文（Project.R）/ 歌：安崎求、安部誠司 / コーラス：豪快合唱団
「ザンギャックゲッター」
作詞：荒川稔久、藤林聖子、八手三郎 / 作曲・編曲：大石憲一郎（Project.R）/ 歌：Project.R with ZANGYACK

## 放送日程
- 過去のスーパー戦隊のオリジナルキャストが出演した話のサブタイトルは、原典のサブタイトルが一定の書式を採用していた場合、その書式に準じる形でつけられていることがある。
  - 例：「勇気を魔法に変えて 〜マージ・マジ・ゴー・ゴーカイ〜」（第3話） → 『魔法戦隊マジレンジャー』のサブタイトルはいずれも「○○ 〜××（呪文）〜」で統一。
- キャラクター名の横に話数が書いてあるものは、前後編などで便宜上2話以上まとめて記述しているが、前編のみや後編のみなどしか登場しないキャラクター。

| 放送日         | 放送回 | サブタイトル                                        | 登場怪人 | 登場レジェンド | 脚本     | 監督       |
| -------------- | ------ | --------------------------------------------------- | --- | --- | -------- | ---------- |
| 2011年02月13日 | 1      | 宇宙海賊現る                                        | - シカバネン（声 - 太田哲治） - スゴーミン（声 - 下山吉光） | - アカレンジャー | 荒川稔久 | 中澤祥次郎 |
| 2月20日        | 2      | この星の価値                                        | - ボンガン（声 - 廣田行生） | - 小津魁 | 荒川稔久 | 中澤祥次郎 |
| 2月27日        | 3      | 勇気を魔法に変えて 〜マージ・マジ・ゴー・ゴーカイ〜 | - サラマンダム（声 - 天田益男） | - 小津魁 | 荒川稔久 | 渡辺勝也   |
| 3月06日        | 4      | 何のための仲間                                      | - ゾドマス（声 - 石川英郎） | ― | 荒川稔久 | 渡辺勝也   |
| 3月20日        | 5      | ジャッジメント・パイレーツ                          | - ブラムド（声 - 桐井大介） | - 赤座伴番 - 礼紋茉莉花 - ドギー・クルーガー | 荒川稔久 | 坂本浩一   |
| 3月27日        | 6      | 一番大事なもの                                      | - ナノナノダ（声 - 高木渉） | ― | 荒川稔久 | 坂本浩一   |
| 4月03日        | 7      | ニキニキ! 拳法修行                                  | - パチャカマック13世（声 - 増谷康紀） | - 漢堂ジャン | 香村純子 | 中澤祥次郎 |
| 4月10日        | 8      | スパイ小作戦                                        | - スニークブラザース - 兄・エルダー（声 - 千葉繁） - 弟・ヤンガー（声 - 檜山修之） | ― | 荒川稔久 | 中澤祥次郎 |
| 4月17日        | 9      | 獅子、走る                                          | - バウザー（声 - 酒井敬幸） | - 獅子走 | 香村純子 | 加藤弘之   |
| 4月24日        | 10     | トランプ勝負                                        | - ヨクバリード（声 - 白鳥哲） - スゴーミン（声 - 松田健一郎、内匠靖明） | ― | 下山健人 | 加藤弘之   |
| 5月01日        | 11     | 真剣大騒動 （しんけん おおそうどう）                | - デラツエイガー（声 - 中村悠一） | - 志葉薫 | 荒川稔久 | 坂本浩一   |
| 5月08日        | 12     | 極付派手侍 （きわめつき はでな さむらい）           | - デラツエイガー（声 - 中村悠一） | - 志葉薫 | 荒川稔久 | 坂本浩一   |
| 5月15日        | 13     | 道を教えて                                          | - ザッガイ（声 - 園部啓一） | ― | 香村純子 | 坂本太郎   |
| 5月22日        | 14     | いまも交通安全                                      | - ジェラシット（声 - 櫻井孝宏） | - 陣内恭介 | 浦沢義雄 | 坂本太郎   |
| 5月29日        | 15     | 私掠船現る                                          | ― | ― | 香村純子 | 中澤祥次郎 |
| 6月05日        | 16     | 激突! 戦隊VS戦隊                                    | - リキッドロイド・ワテル（声 - 勇吹輝） | ― | 香村純子 | 中澤祥次郎 |
| 6月12日        | 17     | 凄い銀色の男                                        | - アルマドン（声 - 保村真） | ― | 荒川稔久 | 加藤弘之   |
| 6月26日        | 18     | 恐竜ロボットドリルで大アバレ                        | - オソガイン（声 - 松本大） | - 仲代壬琴 / アバレキラー - ドラゴンレンジャー - タイムファイヤー | 荒川稔久 | 加藤弘之   |
| 7月03日        | 19     | 15戦士の鎧                                          | - ウォーリアン（声 - 陶山章央） | ― | 荒川稔久 | 中澤祥次郎 |
| 7月10日        | 20     | 迷いの森                                            | - ムーンロイド・ツッキー（声 - 勇吹輝） | - リョウマ - ヒュウガ | 香村純子 | 中澤祥次郎 |
| 7月17日        | 21     | 冒険者の心                                          | - リュウオーン（声 - 森田順平） - ジャリュウ（声 - 西脇保） | - 明石暁 | 下山健人 | 竹本昇     |
| 7月24日        | 22     | 星降る約束                                          | - スターグル（声 - 佐々木誠二） | ― | 荒川稔久 | 竹本昇     |
| 7月31日        | 23     | 人の命は地球の未来                                  | - ファイヤーロイド・メラン（声 - 勇吹輝） | - 巽マツリ | 香村純子 | 坂本太郎   |
| 8月07日        | 24     | 愚かな地球人                                        | - センデン（声 - 屋良有作） - ジェラシット（声 - 櫻井孝宏） | ― | 浦沢義雄 | 坂本太郎   |
| 8月14日        | 25     | 海賊とニンジャ                                      | - サンダールJr.（声 - 池田秀一）：25話 - サタラクラJr.（声 - 島田敏） - マゲラッパ（声 - 勇吹輝）                                                                                         | - 椎名鷹介 / ハリケンレッド - 野乃七海 / ハリケンブルー - 尾藤吼太 / ハリケンイエロー | 荒川稔久 | 加藤弘之   |
| 8月21日        | 26     | シュシュッとTHE SPECIAL                             | - サンダールJr.（声 - 池田秀一）：25話 - サタラクラJr.（声 - 島田敏） - マゲラッパ（声 - 勇吹輝）                                                                                         | - 椎名鷹介 / ハリケンレッド - 野乃七海 / ハリケンブルー - 尾藤吼太 / ハリケンイエロー | 荒川稔久 | 加藤弘之   |
| 8月28日        | 27     | いつもより豪快なチェンジ                            | - レガエル（声 - 浅井宏輔） | ― | 香村純子 | 中澤祥次郎 |
| 9月04日        | 28     | 翼は永遠に                                          | - キアイドー（声 - 杉田智和） | - 結城凱 / ブラックコンドル | 井上敏樹 | 中澤祥次郎 |
| 9月11日        | 29     | アバレ七変化で新合体                                | - ダイヤール（声 - 高戸靖広） | - 三条幸人 | 荒川稔久 | 渡辺勝也   |
| 9月18日        | 30     | 友の魂だけでも                                      | - ザイエン（声 - 中田譲治） | - 大原丈 | 香村純子 | 渡辺勝也   |
| 9月25日        | 31     | 衝撃!!秘密作戦                                      | - サリー - バスコ完全体 | - 星野吾郎 - 丸尾桃 | 下山健人 | 竹本昇     |
| 10月02日       | 32     | 力を一つに                                          | - シールドン（声 - 長嶝高士） | - 星野吾郎 - 丸尾桃 | 下山健人 | 竹本昇     |
| 10月09日       | 33     | ヒーローだァァッ!!                                  | - ザキュラ（声 - 龍田直樹） | - 天火星・亮 | 石橋大助 | 坂本太郎   |
| 10月16日       | 34     | 夢を叶えて                                          | - ヴァンナイン（声 - 鳥海浩輔） | ― | 荒川稔久 | 坂本太郎   |
| 10月23日       | 35     | 次元ノムコウ                                        | - ババッチード（声 - 銀河万丈） - チラカシズキー（声 - 黒田崇矢）：35話 - ウガッツ | - 江角走輔 | 香村純子 | 加藤弘之   |
| 10月30日       | 36     | 相棒カイゾク                                        | - ババッチード（声 - 銀河万丈） - チラカシズキー（声 - 黒田崇矢）：35話 - ウガッツ | - 江角走輔 | 香村純子 | 加藤弘之   |
| 11月06日       | 37     | 最強の決戦機                                        | - ワルズ・ギル - グレートワルズ - バリゾーグ - ドゴーミン（声 - 堂坂晃三、森訓久） | ― | 下山健人 | 渡辺勝也   |
| 11月13日       | 38     | 夢を掴む力                                          | - ワルズ・ギル - グレートワルズ - バリゾーグ - ドゴーミン（声 - 堂坂晃三、森訓久） | ― | 下山健人 | 渡辺勝也   |
| 11月20日       | 39     | どうして? 俺たち高校生                              | - ウッドロイド・モリリン（声 - 勇吹輝） - ソイルロイド・ドロリン（声 - 丹野宜政） | - 伊達健太 | 香村純子 | 竹本昇     |
| 11月27日       | 40     | 未来は過去に                                        | - 骨のシタリ（声 - チョー） - ナナシ連中 - 強化ナナシ連中 - 強化ノサカマタ - エージェントのメタルA（声 - 井上麻里奈） - ショットのザンKT0（声 - 武虎） - ビービ虫 - ビービ - ビービネイル | - ドモン | 香村純子 | 竹本昇     |
| 12月04日       | 41     | なくしたくないもの                                  | - ザツリグ（声 - 東地宏樹） | ― | 荒川稔久 | 竹本昇     |
| 12月11日       | 42     | 宇宙最強の男                                        | - ダマラス - サリー - バスコ完全体 | ― | 荒川稔久 | 加藤弘之   |
| 12月18日       | 43     | 伝説の勇者に                                        | - ダマラス - サリー - バスコ完全体 | ― | 荒川稔久 | 加藤弘之   |
| 12月25日       | 44     | 素敵な聖夜                                          | - ビバブー（声 - 岩田光央） | - 曙四郎 | 香村純子 | 坂本太郎   |
| 2012年01月08日 | 45     | 慌てん坊忍者                                        | ― | - ニンジャマン - 鶴姫：45話 | 香村純子 | 渡辺勝也   |
| 1月15日        | 46     | ヒーロー合格                                        | - ジュジュ（声 - 日下秀昭） | - ニンジャマン - 鶴姫：45話 | 香村純子 | 坂本太郎   |
| 1月22日        | 47     | 裏切りの果て                                        | - サンロイド・ソーラー（声 - 勇吹輝） - ゴールドロイド・ゲロンパ（声 - 成澤卓） - サリー                                                                                                  | ― | 荒川稔久 | 渡辺勝也   |
| 1月29日        | 48     | 宿命の対決                                          | - バスコ完全体 | ― | 荒川稔久 | 渡辺勝也   |
| 2月05日        | 49     | 宇宙最大の宝                                        | - インサーン - グレートインサーン | - 海城剛 / アカレンジャー：51話 - 飛羽高之：49話&51話 - 疾風翔：49話 - ダイ：49話 - アキラ：49話 - 星川レミ：49話&51話 - ゴウシ：50話&51話 - 天重星・将児：51話 - 天時星・知：51話 - 巽ショウ：51話 - 小津芳香：51話 - 須塔美羽：51話 - ドギー・クルーガー：51話 - シグナルマン：51話 | 荒川稔久 | 竹本昇     |
| 2月12日        | 50     | 決戦の日                                            | - アクドス・ギル - ダイランドー | - 海城剛 / アカレンジャー：51話 - 飛羽高之：49話&51話 - 疾風翔：49話 - ダイ：49話 - アキラ：49話 - 星川レミ：49話&51話 - ゴウシ：50話&51話 - 天重星・将児：51話 - 天時星・知：51話 - 巽ショウ：51話 - 小津芳香：51話 - 須塔美羽：51話 - ドギー・クルーガー：51話 - シグナルマン：51話 | 荒川稔久 | 竹本昇     |
| 2月19日        | 最終話 | さよなら宇宙海賊                                    | - アクドス・ギル - ダイランドー | - 海城剛 / アカレンジャー：51話 - 飛羽高之：49話&51話 - 疾風翔：49話 - ダイ：49話 - アキラ：49話 - 星川レミ：49話&51話 - ゴウシ：50話&51話 - 天重星・将児：51話 - 天時星・知：51話 - 巽ショウ：51話 - 小津芳香：51話 - 須塔美羽：51話 - ドギー・クルーガー：51話 - シグナルマン：51話 | 荒川稔久 | 竹本昇     |

## 他媒体展開

### 映像ソフト化
いずれも発売元は東映ビデオ。本作品より、従来からのDVDと併せてBDのリリースも開始された。
テレビシリーズの再編集版は、「HEROクラブ」より2011年5月21日から6月21日にかけて全2巻がリリースされた。
テレビシリーズのDVD・BD（収録内容は同じ）は、共に2011年7月21日から2012年6月21日にかけて全12巻（各巻4話（10 - 12巻のみ5話）収録）がリリースされた。また最終巻となる第12巻は通常版と併せて、超全集やボーナスディスクが付属した限定版「超全集スペシャルボーナスパック」もリリースされている。
2021年10月13日、11月10日、12月8日にBlu-ray COLLECTIONが全3巻発売された。

### 他テレビシリーズ
『動物戦隊ジュウオウジャー』
スーパー戦隊シリーズ第40作目。2016年9月11日放送分でシリーズ通算放送2,000回を迎えることを記念し、同9月4日放送分と併せてゴーカイジャーの6人がゲスト出演。
またそれに先駆ける形で、同8月28日放送分のエンディングのダンス映像にはゴーカイジャーの6人が「宇宙 ちまたでウワサの宇宙海賊たち」の名義で登場した。
『4週連続スペシャル スーパー戦隊最強バトル!!』
レギュラーキャラクターとして、ゴーカイレッド/キャプテン・マーベラスとゴーカイイエロー/ルカ・ミルフィが出演。1話冒頭ではゴーカイブルー・ゴーカイグリーン・ゴーカイピンク・ゴーカイシルバーも変身後の姿のみ登場している。
『爆上戦隊ブンブンジャー』
バクアゲ43（第43話）にジョー・ギブケン / ゴーカイブルーが登場。

### 映画作品
特記のないものを除き、いずれの作品ともゴーカイジャーが登場。
『天装戦隊ゴセイジャーVSシンケンジャー エピックon銀幕』
2011年1月22日公開。テレビシリーズ開始前の先行登場となった。
テレビシリーズ第40話は同作品とリンクした内容となっており、レジェンド大戦前の地球にゴーカイジャーが現れた理由が明らかにされたほか、同作品の映像も一部流用されている。
『ゴーカイジャー ゴセイジャー スーパー戦隊199ヒーロー大決戦』
2011年6月11日公開。
テレビシリーズ（放映時）第14話から第19話のEDでは同作品の映像が使用された。テレビシリーズとも内容がリンクしており、第16話と第17話の間の出来事として位置付けられている。
『海賊戦隊ゴーカイジャー THE MOVIE 空飛ぶ幽霊船』
2011年8月6日公開。『劇場版 仮面ライダーオーズ WONDERFUL 将軍と21のコアメダル』と併映。
同作品よりゴーカイシルバーも映画作品に登場。テレビシリーズ（放映時）第20話から第27話のEDでは同作品の映像が使用された。
『海賊戦隊ゴーカイジャーVS宇宙刑事ギャバン THE MOVIE』
2012年1月21日公開。
テレビシリーズ（放映時）第43話から第50話のEDでは同作品の映像が使用された。
『仮面ライダー×スーパー戦隊 スーパーヒーロー大戦』
2012年4月21日公開。
『特命戦隊ゴーバスターズVS海賊戦隊ゴーカイジャー THE MOVIE』
2013年1月19日公開。
『仮面ライダー×スーパー戦隊×宇宙刑事 スーパーヒーロー大戦Z』
2013年4月27日公開。鎧がメインキャストの1人として登場し、他の5人は変身後の姿のみ登場する。
『仮面ライダー×スーパー戦隊 超スーパーヒーロー大戦』
2017年3月25日公開。本作品からはゴーカイレッドのみ登場。
『機界戦隊ゼンカイジャー THE MOVIE 赤い戦い! オール戦隊大集会!!』
2021年2月20日公開。ゴーカイレッド、バスコ・タ・ジョロキア、サリー、ダマラス、ゴーミンが登場。

### オリジナルビデオ
『海賊戦隊ゴーカイジャー キンキンに!ド派手に行くぜ!36段ゴーカイチェンジ!!』
テレビマガジン応募者全員サービスDVD。東映公式ホームページによると、テレビシリーズ第38話と第39話の間くらいのエピソードであることが言明されている。
ゴーカイレッドが歴代戦隊のレッド34人に豪快チェンジしながらザンギャックと戦う。『ダイスオーDX』初出のゴーカイレッド・ゴールドモードも登場する他、同作品のオリジナル要素として、レッドとシルバーが合体したオリジナル形態も登場。作中に登場するのはマーベラス（ゴーカイレッド）と鎧（ゴーカイシルバー）のみで、他の4人はエンディング映像のみ登場する。
オリジナルキャラクター
ゴーカイレッド&ゴーカイシルバー
インサーンの武器によって、鎧と融合したマーベラスがゴーカイシルバーキーをモバイレーツにセットして変身した姿。頭部と脚部がゴーカイレッド、胴体がゴーカイシルバーとなっている。
ゴーカイレッド ゴールドモード
マーベラスがゴーカイシルバーの力（ゴールドモード）を使用した姿。炎で包んだゴーカイスピア・アンカーモードを回転させながらゴーカイサーベルを斬撃に放つ。
『4週連続スペシャル スーパー戦隊最強バトル!!』でも登場し、この時はモバイレーツでゴールドアンカーキーを使って変身し、さらにゴーカイスピア・アンカーモードで斬撃を使う攻撃を披露した。
カリゾーグ
ジョーによって倒されたバリゾーグをインサーンが復活させた姿。能力は備わっているが、知能がないため、戦隊の知識の豊富な鎧と融合させようとする。
ニャリゾーグ
猫と融合したカリゾーグ。カリゾーグに猫耳が付いた姿となっている。魚につられるなど、猫並みの行動をとる。
スゴゾーグ
スゴーミンと融合したカリゾーグ。カリゾーグの顔の左半分がスゴーミン風になり、スゴーミンの腕が付いた姿となっている。
キャスト
- キャプテン・マーベラス / ゴーカイレッド - 小澤亮太
- 伊狩鎧 / ゴーカイシルバー - 池田純矢
- ナレーション・カリゾーグ - 関智一
- ナビィ - 田村ゆかり
- インサーン - 井上喜久子

スタッフ
- 原作 - 八手三郎、石ノ森章太郎
- プロデュース - 大森敬仁、加藤寛士（東映）
- 脚本 - きだつよし
- 撮影 - 松村文雄
- アクション監督 - 石垣広文（ジャパンアクションエンタープライズ）
- 監督 - 中澤祥次郎
- 製作・発行 - 講談社
- 製作協力 - 東映
- ビデオ制作 - 東映ビデオ

『宇宙戦隊キュウレンジャーVSスペース・スクワッド』
脚本 - 毛利亘宏、監督 - 坂本浩一
2018年6月30日劇場公開、同年8月8日BD/DVD発売。
バスコ・タ・ジョロキアが敵として登場するほか、ルカがエンディングにカメオ出演している。
『テン・ゴーカイジャー』
2021年11月12日劇場公開、2022年3月9日Blu-ray / DVD発売。
『機界戦隊ゼンカイジャーVSキラメイジャーVSセンパイジャー』
2022年4月29日期間限定劇場上映、同年9月28日にBlu-ray&DVD発売。ゴーカイレッド/キャプテン・マーベラス、ゴーミンが登場。

### Webムービー
『ツーカイザー×ゴーカイジャー 〜ジューンブライドはたぬき味〜』
2022年6月5日より東映特撮ファンクラブで配信されたスピンオフ。ゴーカイレッド/キャプテン・マーベラス、ゴーカイピンク/アイム・ド・ファミーユ、ゴーカイシルバー/伊狩鎧が出演。
『ナンバーワン戦隊ゴジュウジャー アニバーサリー討論会』
2025年2月9日より東映特撮YouTube Officialで配信されたスピンオフ。ゴーカイレッドが登場。

### ゲーム作品
『スーパー戦隊バトル レンジャークロス』
Wii専用ソフト。2011年9月8日発売。ゴーカイジャーと歴代スーパー戦隊が競演する。
『海賊戦隊ゴーカイジャー あつめて変身!35戦隊!』
ニンテンドーDS専用ソフト。2011年11月17日発売。スーパー戦隊シリーズ初の携帯ゲーム機での発売となる。

『スーパーロボット大戦X-Ω』
iOS / Android用アプリゲーム。ロボット作品が共演する「スーパーロボット大戦シリーズ」の1作。第4期参戦作品として、2019年4月より本作品のキャラクター・メカが追加参戦。

### イベント・舞台

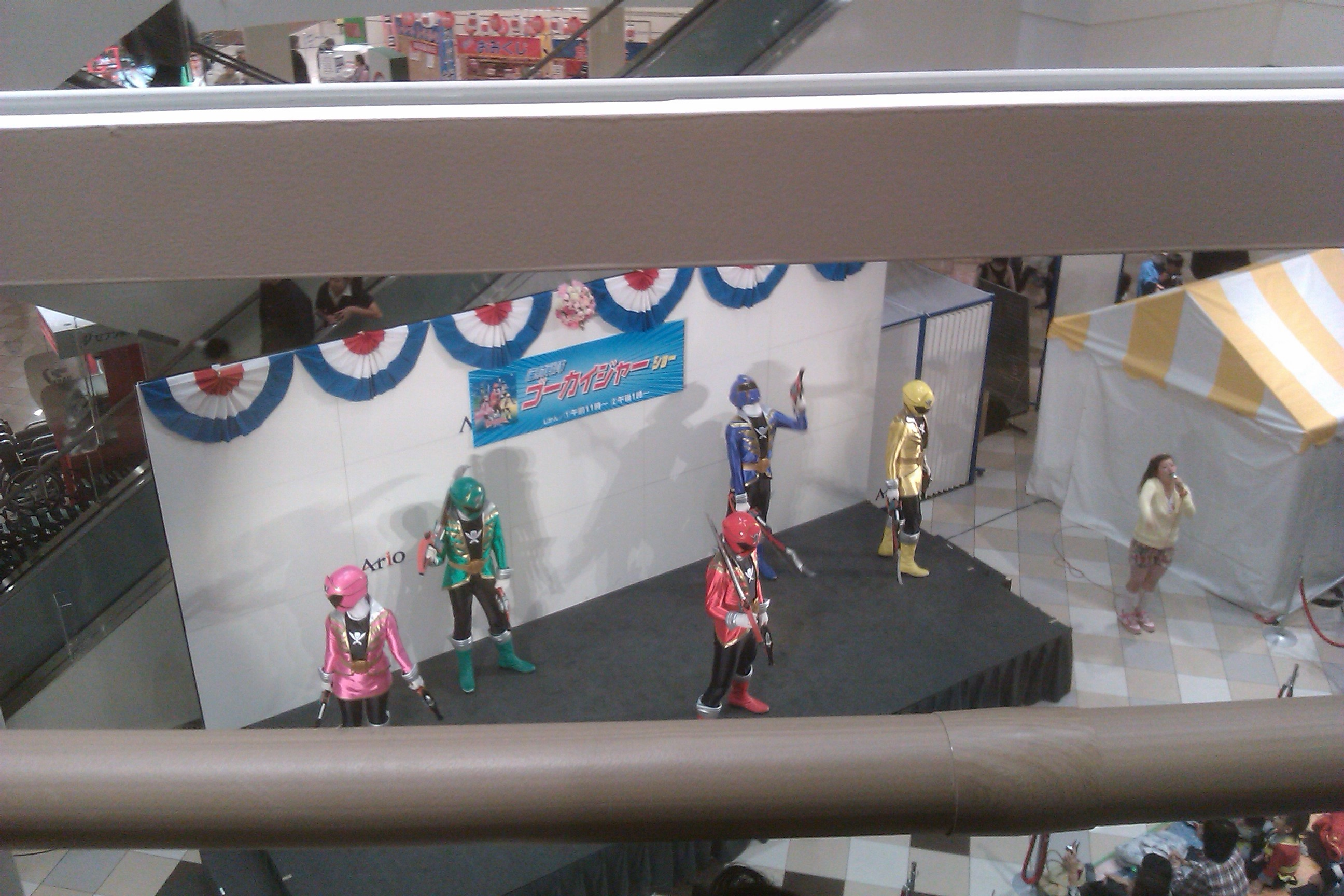
海賊戦隊ゴーカイジャーによる商業施設でのイベント活動（2011年）

公式イベントのみ記載。
『新番組特別プレミア発表会』
2011年1月29日にプリズムホールで開催。
『海賊戦隊ゴーカイジャーとよしもと新喜劇じゃ〜』
スーパー戦隊シリーズ×吉本新喜劇のコラボ新喜劇の第3弾。2011年9月30日から10月2日までなんばグランド花月で1日1公演ずつ計3公演開催された。第1弾の反省点も踏まえヒーローの活躍シーンを増やしている。
『海賊戦隊ゴーカイジャー ファイナルライブツアー2012』
2012年3月17日から4月21日まで日本の8都市で開催。アクションショーのパートには次作『特命戦隊ゴーバスターズ』のキャラクターも登場。
DVDは2012年6月21日発売。

### 小説作品
『宇宙刑事ギャバン THE NOVEL』
『宇宙刑事ギャバン THE MOVIE』の前日談にあたる小説。前出の『ゴーカイジャーVSギャバン』作中で起きた出来事も踏まえた描写がなされている。

## CS放送
- テレ朝チャンネル1

2014年5月 - 2015年4月にかけて、複数回にわたって再放送を実施。
- 東映チャンネル
  - 2017年10月 - 2018年4月
  - 2019年7月 - 2020年1月（いずれも「スーパー戦隊ワールド」枠にて放送）

## ネット配信
- 東映特撮 YouTube Official
  - 2020年4月19日 - 10月11日
  - 2024年8月11日 - 2025年2月9日